# Musikjahr 1950
Liste der Musikjahre

◄◄ | ◄ | 1946 | 1947 | 1948 | 1949 | Musikjahr 1950 | 1951 | 1952 | 1953 | 1954 | ► | ►►

Weitere Ereignisse · Country-Musik
Dieser Artikel behandelt das Musikjahr 1950.

Nat King Cole – Mona Lisa

Patti Page – Tennessee Waltz

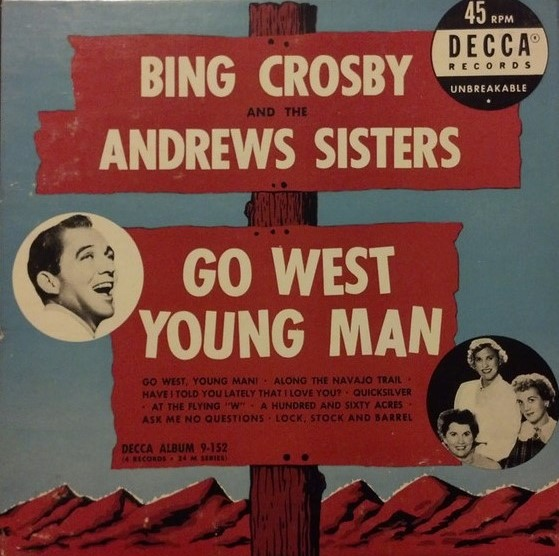
Bing Crosby und The Andrew Sisters – Go West Young Man (1950)

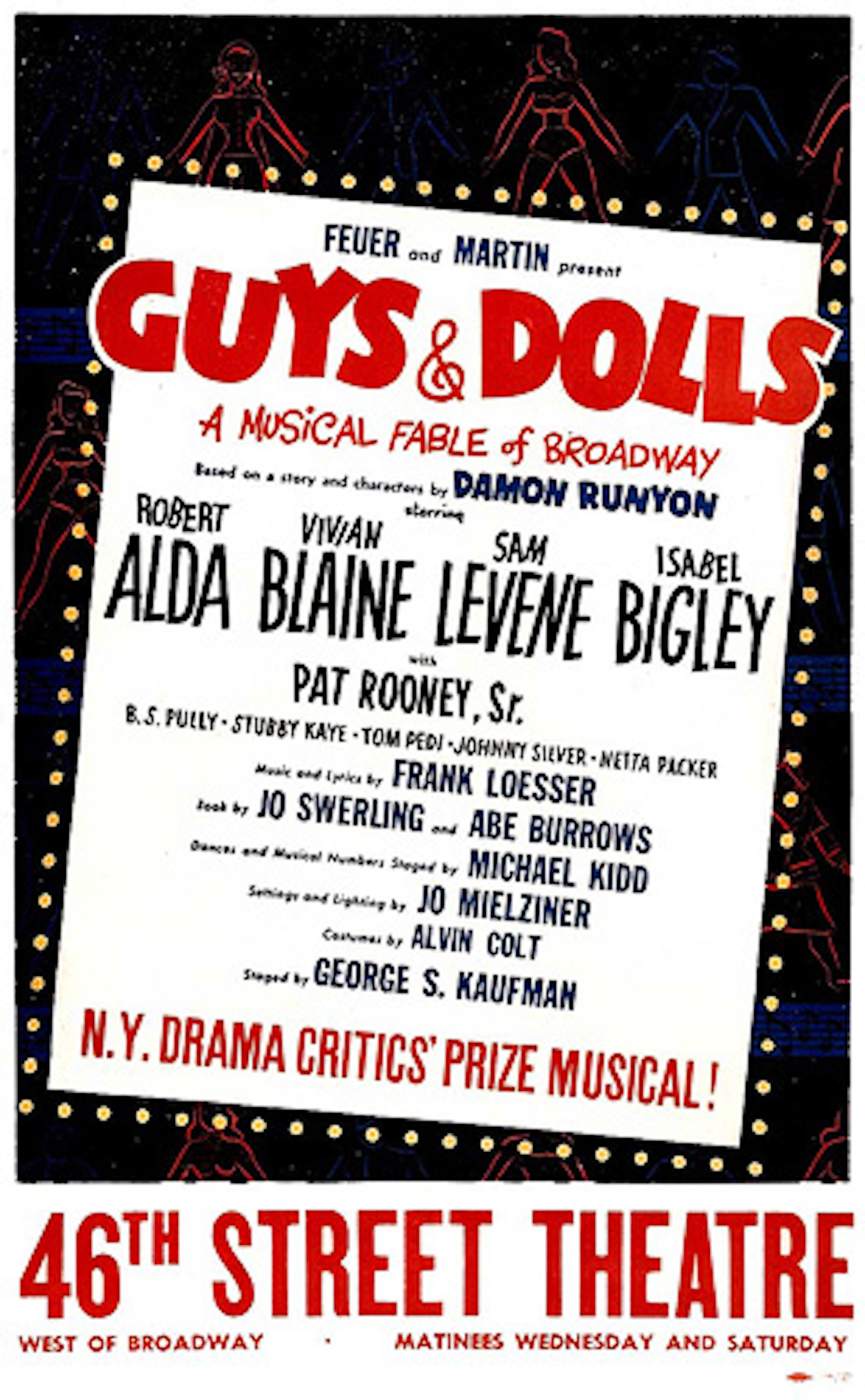
Plakat der Original-Broadway-Produktion von Guys and Dolls (1950)

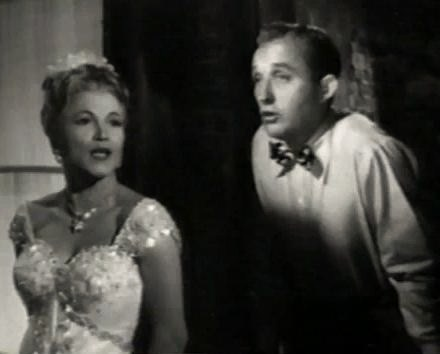
Dorothy Kirsten und Bing Crosby in dem Musikfilm Mr. Music (1950)

## Ereignisse

### Amerika

#### Vereinigte Staaten von Amerika
- 03. Januar: Sam Phillips gründet Sun Records in der 706 Union Avenue in Memphis.
- 06. Januar: Das Klavierkonzert von Francis Poulenc wird in Boston uraufgeführt, mit dem Komponisten am Klavier und dem Boston Symphony Orchestra unter Leitung von Charles Münch.
- 00. Februar: Kurt Weill beginnt gemeinsam mit Maxwell Anderson an den Arbeiten zu einem Musical nach Mark Twains Huckleberry Finn.
- 15. März: In Philadelphia erfolgt die Uraufführung der Oper The Consul von Gian Carlo Menotti (Musik und Libretto).
- 03. April: Der deutsch-US-amerikanischer Komponist Kurt Weill stirbt in New York.
- 23. April: Die Single mit dem Harry-Lime-Thema, interpretiert von Anton Karas im Film Der dritte Mann, wird meistgekaufte Platte in den USA.
- 18. Mai: Uraufführung der Oper The Jumping Frog of Calaveras County von Lukas Foss in der Indiana University in Bloomington.
- 26. Juni: Louis Armstrong nimmt die erste amerikanische Version von C’est si bon mit den englischen Texten von Jerry Seelen auf.
- 26. August: Der italienische Bariton Giuseppe de Luca stirbt in New York.
- 24. September: Der Folklore- und Musikforscher Alan Lomax hält sich bis 1959 in London auf und macht Aufnahmen für die Columbia World Library of Folk and Primitive Music.
- 30. September: Die Grand Ole Opry wird erstmals im Fernsehen übertragen.
- 11. Oktober: Der 20-jährige Friedrich Gulda gibt sein Debüt in der Carnegie Hall.[1]
- 12. Oktober: Das Musical Call Me Madam von Irving Berlin (Musik und Liedtexte) sowie Howard Lindsay und Russel Crouse (Buch) wird im Imperial Theatre in New York uraufgeführt.
- 23. Oktober: Der US-amerikanische Sänger und Entertainer Al Jolson stirbt in San Francisco. Noch am Abend seines Todes werden auf dem gesamten Broadway in New York zehn Minuten lang alle Lichter im Gedenken an ihn ausgeschaltet, und der Straßenverkehr steht still.
- 13. November: Mit Benny Goodmans Famous Carnegie Hall Concert erscheint die erste Doppel-LP der Welt.
- 24. November: Uraufführung des Musicals Guys and Dolls von Frank Loesser (Musik und Gesangstexte) sowie Abe Burrows und Jo Swerling (Buch) im 46th Street Theatre in New York. Mit 1200 Aufführungen wird das Musical ein sehr großer Erfolg.
- 21. Dezember: Im New Century Theatre in New York erfolgt die Uraufführung des Musicals Out of This World (Musical) von Cole Porter (Musik und Liedtexte) sowie Dwight Taylor und Reginald Lawrence (Buch).
- Bandleader Les Baxter erhält einen Plattenvertrag bei Capitol Records, wo er zunächst für Nat King Cole arrangiert (erstmals bereits 1947 für dessen Aufnahme Nature Boy mit dem Orchester Frank DeVol) und diesen dann auch musikalisch mit eigenem Orchester begleitet, insbesondere beim oft gecoverten Millionenseller Mona Lisa (aufgenommen am 11. März 1950).
- Ruth Brown landet mit dem 1950 erschienenen Lied Teardrops from My Eyes ihren ersten Nummer-1-Hit in den R&B-Charts.
- Al Cernick wird von Mitch Miller bei Columbia Records unter Vertrag genommen, der den Namen des Sängers in Guy Mitchell ändert.
- Don Cherry bekommt im Sommer 1950 einen Schallplattenvertrag bei Decca Records und im September 1950 erscheint seine erste Single Thinking Of You / Here In My Arms, die mit dem Dave Terry Orchester aufgenommen wurde.
- Sam Cooke erreicht mit der Gruppe The Soul Stirrers erste Erfolge und Ruhm in der Gospel-Gemeinde.
- Die erste Plattenaufnahme von Fats Domino, The Fat Man, entwickelt sich nach ihrer Veröffentlichung im Januar 1950 zu einem der ersten Millionenseller des Rhythm & Blues und stößt in den R&B-Charts bis zum zweiten Rang vor.
- Ella Fitzgerald wirkt in dem Musikfilm Improvisation von Norman Granz mit. Weitere Mitwirkende sind u. a. Coleman Hawkins, Charlie Parker, Lester Young, Hank Jones, Ray Brown, Buddy Rich, Sweets Edison, Flip Phillips und Bill Harris.
- Red Foley hat seinen ersten Millionenseller mit Chattanoogie Shoe Shine Boy.
- Dizzy Gillespie löst die Dizzy Gillespie Big Band aus finanziellen Gründen auf und spielt hauptsächlich mit Kleinformationen.
- Dizzy Gillespie besucht Clifford Brown im Krankenhaus während dessen einjährigen Genesung nach einem Autounfall, bei dem er fast ums Leben gekommen wäre, und drängt ihn, seine musikalische Karriere als Trompeter fortzusetzen.[2]
- Oscar Hammerstein II wird in die American Academy of Arts and Letters gewählt.
- Betty Hutton hat ihren größten Erfolg, als sie von der kollabierten Judy Garland die Hauptrolle in der von Unglücksfällen geplagten Produktion von Duell in der Manege bei MGM übernimmt.
- Mitch Miller wird A&R-Manager bei Columbia Records.
- Charles Münch wird in die American Academy of Arts and Sciences gewählt.
- Patti Page ist die erste (und einzige) Künstlerin, die gleichzeitig einen Nummer-eins-Hit in den Pop-, R&B- und Country-Charts hat. Mit Tennessee Waltz gelingt ihr der vierte Millionenseller.
- Artie Shaw löst seine Bigband auf und begleitet mit einem kleinen Ensemble Mary Ann McCall, Connee Boswell und Dick Haymes.
- Jo Stafford wechselt von Columbia Records zu Capitol Records.
- Dinah Washington hat im Juni 1950 ihren ersten Hit in den Billboard-Pop-Charts mit dem damals populären Johnny-Green-Song I Wanna Be Loved.

Die George Lewis Ragtime Jazz Band in New Orleans (1950), fotografiert (und am Schlagzeug begleitet) von Stanley Kubrick
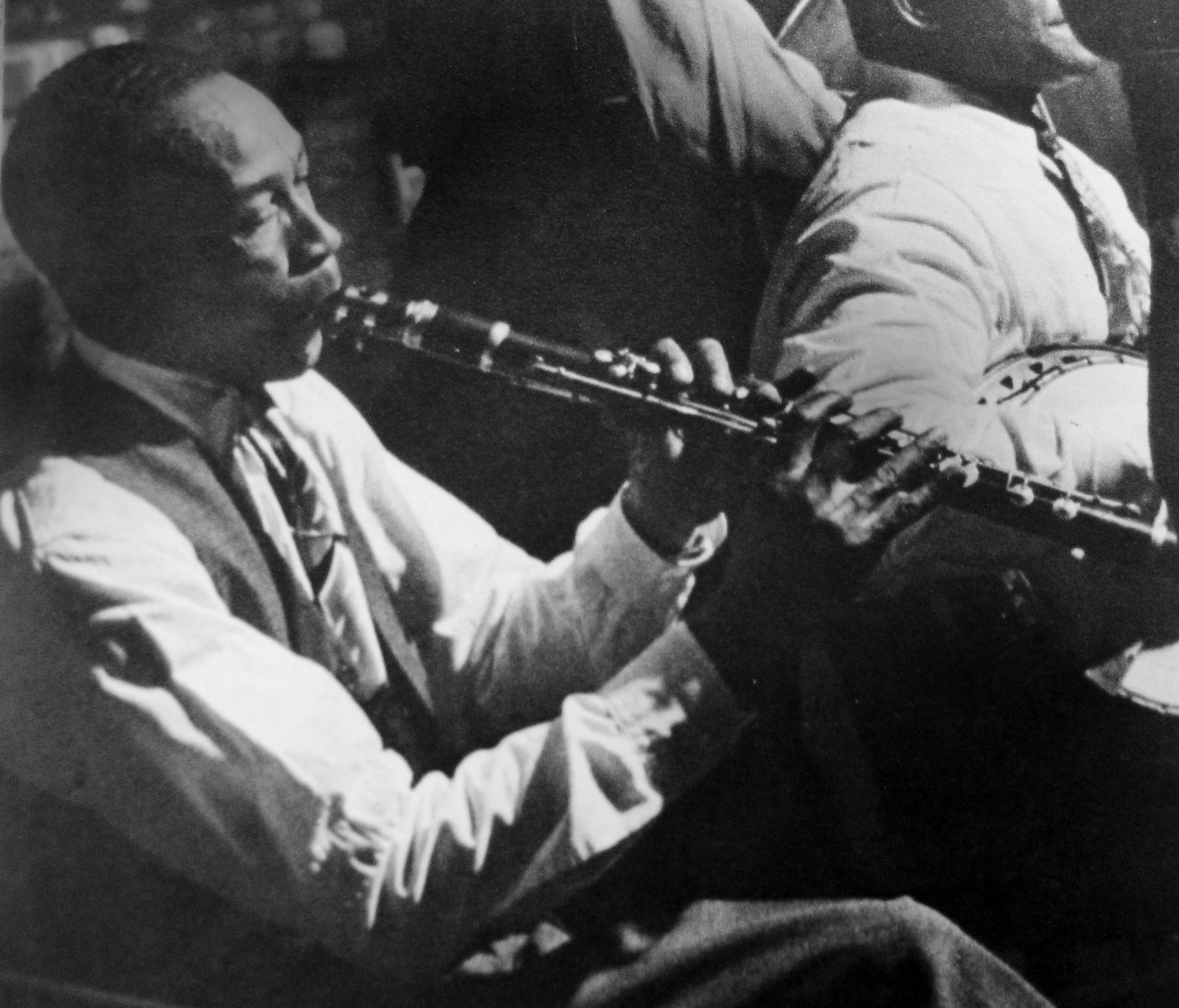
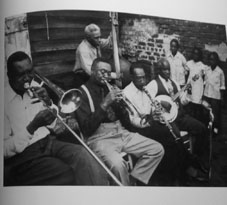
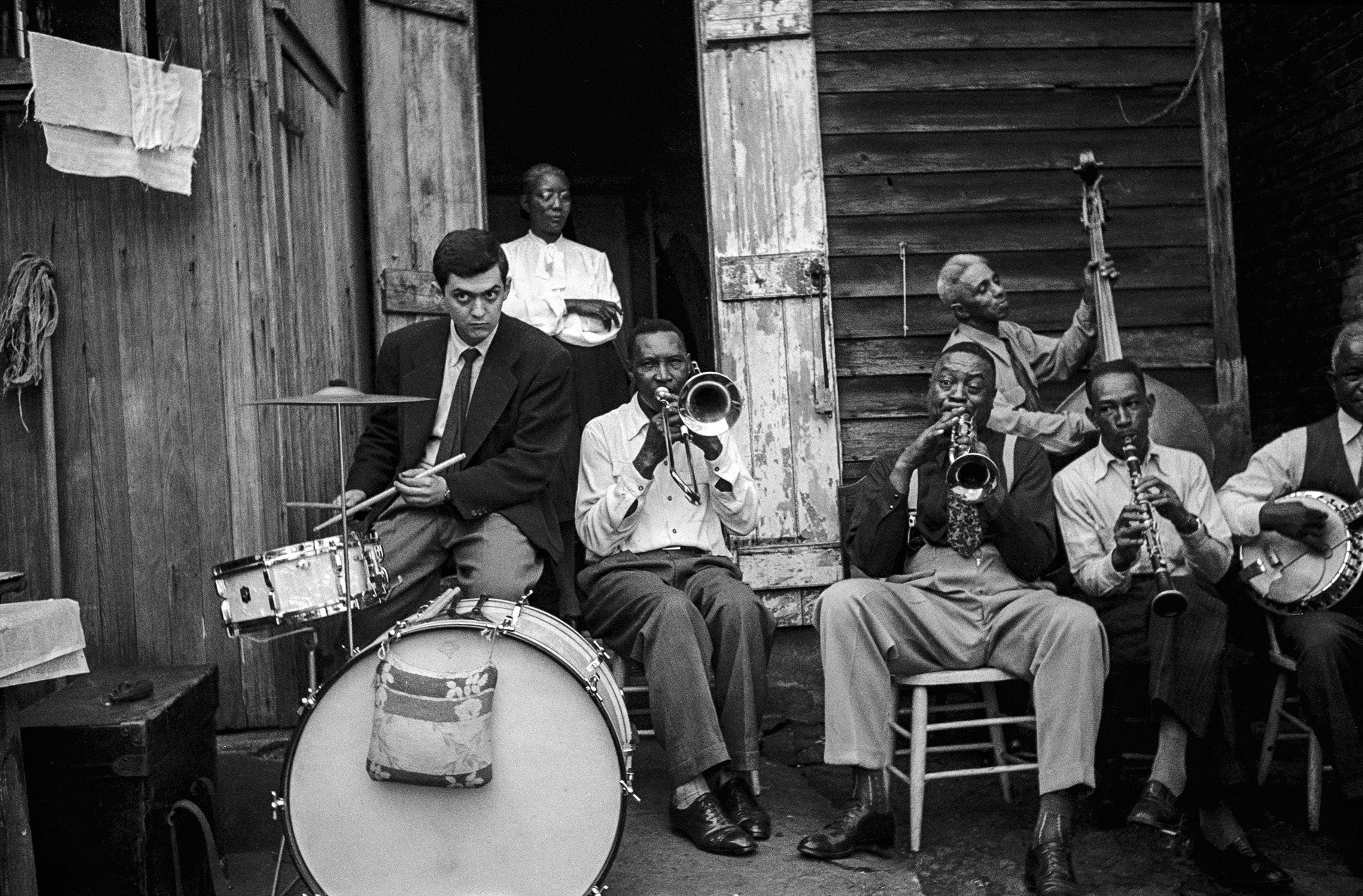
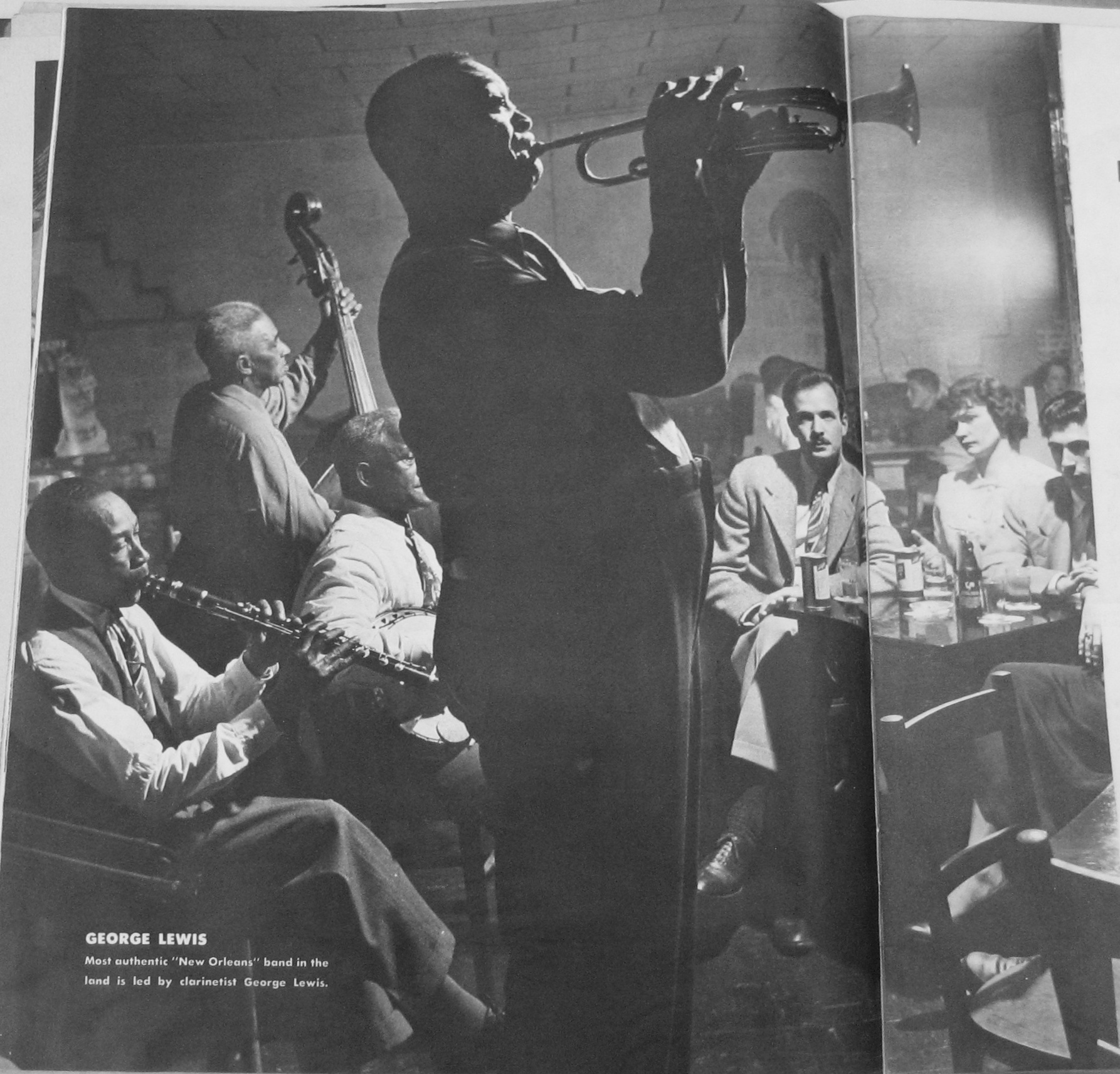

### Europa

#### Bundesrepublik Deutschland
- 12. April: In Frankfurt erfolgt die Uraufführung des musikalischen Lustspiels in drei Akten Der Mann mit dem Zylinder von Just Scheu (Musik) auf das Libretto von Just Scheu und Ernst Nebhut.
- 16. Mai: Die musikalische Komödie in drei Akten Das Feuerwerk von Paul Burkhard (Musik) auf das Libretto von Erik Charell, Jürg Amstein und Robert Gilbert wird im Staatstheater am Gärtnerplatz in München uraufgeführt.
- 11. Juni: Uraufführung der Oper Don Juan und Faust von Hermann Reutter an der Staatsoper in Stuttgart.[3]
- 24. Oktober: Die Freiheitsglocke im Turm des Schöneberger Rathauses, eine Nachbildung der Liberty Bell, wird eingeweiht.
- 15. November: Uraufführung der Operette Liebe im Dreiklang von Walter Wilhelm Goetze (Musik) auf das Libretto von Walter Wilhelm Goetze und Emil Malkowsky im Stadttheater Heidelberg.
- 30. November: Nach dem Wiederaufbau im historischen Stil (nach den Plänen des Hamburger Architekten Werner Kallmorgen) wird das Opernhaus Hannover mit der Aufführung von Richard Strauss’ Der Rosenkavalier wieder in Betrieb genommen.
- 28. Dezember: Das Kleine Haus des Hessischen Staatstheaters Wiesbaden wird eröffnet.[3]
- Karl Höllers während der letzten Kriegsjahre entstandene große Symphonie in cis-moll, op. 40 wird vom Hamburgischen Staatsorchester unter Joseph Keilberth uraufgeführt und vom Rezensenten der Tageszeitung Die Welt als eine Synthese aus „Bruckner und Jazz, Überschwang und Askese“ charakterisiert.
- Luigi Nono nimmt erstmals an den Kranichsteiner/Darmstädter Ferienkursen für Neue Musik teil, wo seine Kanonischen Variationen über eine Reihe von Schönbergs op. 41 unter Leitung von Hermann Scherchen uraufgeführt werden.
- Hermann Reutter komponiert die Hymne an Deutschland (Land des Glaubens, deutsches Land …) auf den Liedtext von Rudolf Alexander Schröder. Nach dem Wunsch des damaligen Bundespräsidenten Theodor Heuss hätte das Lied die Nationalhymne der Bundesrepublik Deutschland werden sollen.
- Für das Pfalztheater Kaiserslautern wird eine neue Trägergesellschaft gegründet. Das Kino „Film-Palast“ am Fackelrondell wird zu einem Stadttheater umgebaut, das im September 1950 feierlich eingeweiht wird.
- Auf der Internationalen Funkausstellung in Düsseldorf werden die ersten UKW-Empfangsgeräte vorgestellt.

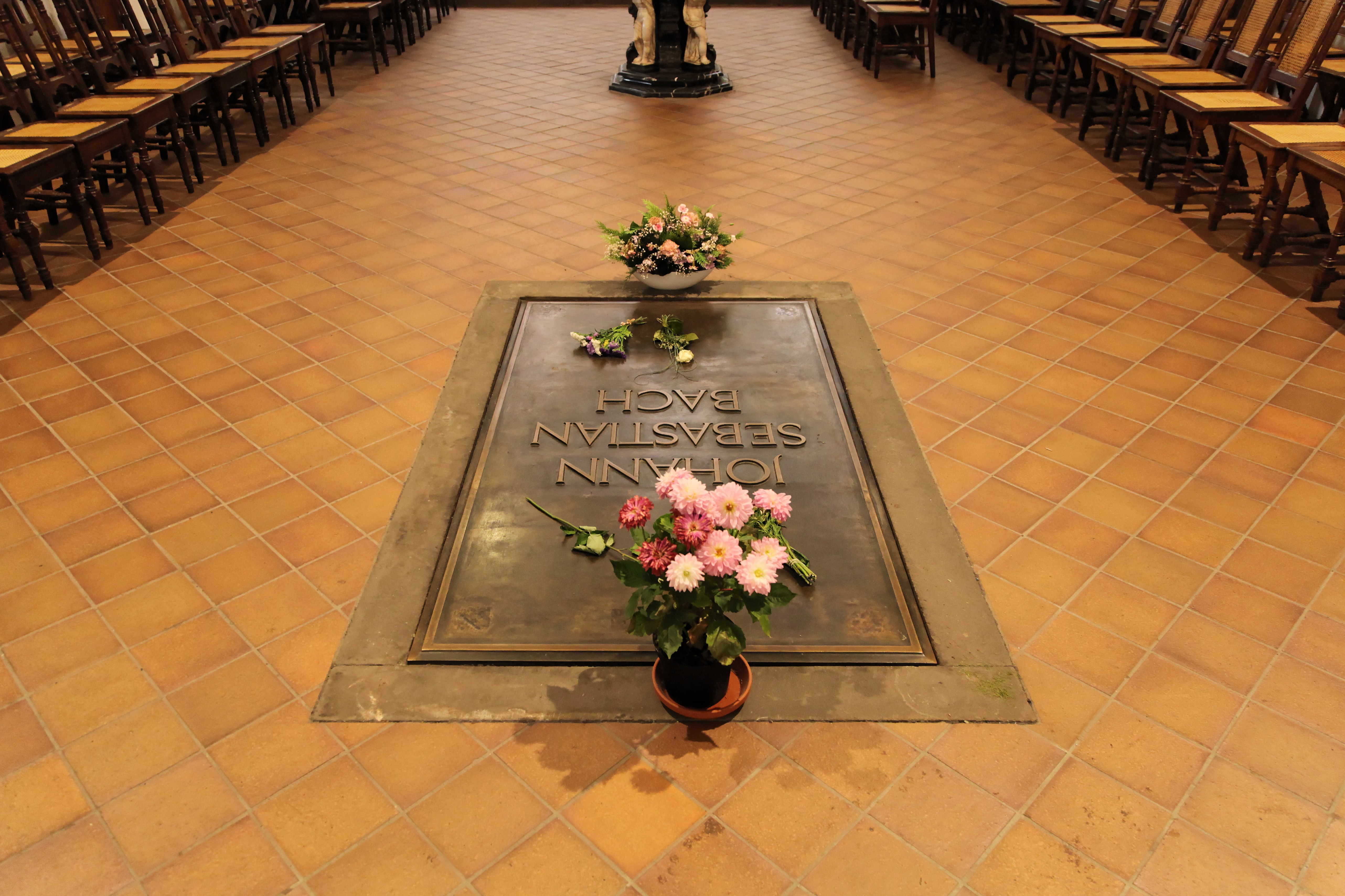
Johann Sebastian Bachs Grab in der Thomaskirche in Leipzig

#### Deutsche Demokratische Republik
- Frühjahr: Anlässlich seines 200. Todestages werden die Gebeine von Johann Sebastian Bach in den Chor der Thomaskirche in Leipzig überführt.[4]
- Ernst Hermann Meyer komponiert 1950 das Mansfelder Oratorium. Im gleichen Jahre fertiggestellt wird es anlässlich der 750-Jahr-Jubiläumsfeier des Mansfelder Kupfer-Schiefer-Bergbaues uraufgeführt.

#### Frankreich

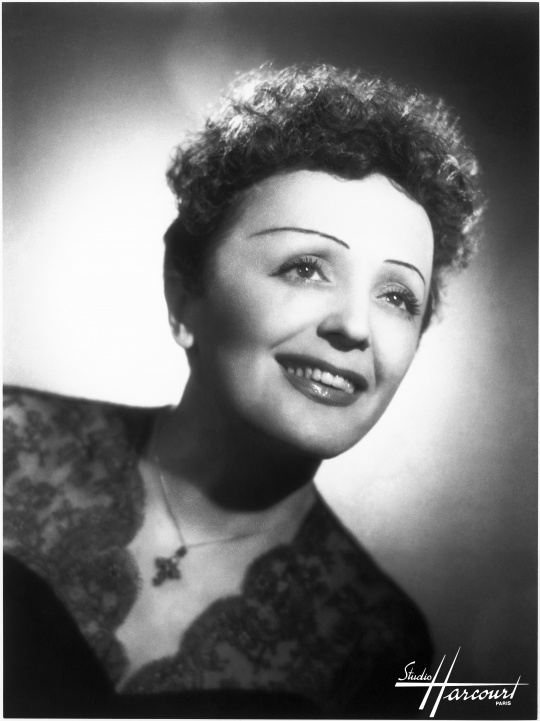
Edith Piaf (1950)

- 12. Mai: In der Pariser Oper wird die Oper Bolivar von Darius Milhaud uraufgeführt.
- 16. September: Der rumänische Pianist Dinu Lipatti muss sein letztes Konzert in Besançon krankheitsbedingt vorzeitig abbrechen und verabschiedet sich von seinem Publikum mit der Klavierbearbeitung von Bachs Jesus bleibet meine Freude. Zweieinhalb Monate später verstirbt er 33-jährig in Genf an einem Hodgkin-Lymphom.
- André Claveau veröffentlicht die Originalaufnahme des Chansons Cerisier rose et pommier blanc, aus dem später der Instrumentalhit Cherry Pink and Apple Blossom White entsteht.
- Darius Milhaud wird Ehrenmitglied der International Society for Contemporary Music ISCM (Internationale Gesellschaft für Neue Musik).

#### Italien
- 20. Mai: Szenische Uraufführung der Oper Il prigioniero von Luigi Dallapiccola (Musik und Libretto) im Teatro Comunale in Florenz.
- 01. Oktober: Der italienische Komponist Luciano Berio heiratet die US-amerikanische Mezzosopranistin Cathy Berberian.
- 24. Oktober: Uraufführung der Zwölfton-Oper Morte dell’Aria von Goffredo Petrassi im Teatro Eliseo in Rom.[3]
- 15. November: Die Radio-Oper in einem Akt I due timidi von Nino Rota (Musik) mit einem Libretto von Suso Cecchi D’Amico wird erstmals in Form einer Radioübertragung aus dem Auditorium der RAI (Radio Audizioni Italiane) in Rom gesendet.
- Luigi Dallapiccola wird zum Ehrenmitglied der International Society for Contemporary Music ISCM ernannt.
- Lukas Foss studiert von 1950 bis 1952 in Rom.
- Goffredo Petrassi ist von 1947 bis 1950 künstlerischer Direktor der Accademia Filarmonica Romana.

#### Österreich
- 29. Mai: Maria Jeritza tritt nach langer Abwesenheit wieder am Theater an der Wien als Tosca in Giacomo Puccinis gleichnamiger Oper auf.[3]
- 27. Juli: Wilhelm Furtwängler dirigiert bei den Salzburger Festspielen Wolfgang Amadeus Mozarts Don Giovanni.
- Als Rechtsträger der Salzburger Festspiele wird 1950 der Salzburger Festspielfonds gegründet.
- Maria Jeritza erhält die Ehrenmedaille der Bundeshauptstadt Wien.
- Anton Karas wird nach der ersten größeren Tournee durch Europa und die USA im Juli 1950 von Bundeskanzler Leopold Figl und anderen Regierungsmitgliedern am Flughafen begrüßt.

#### Sowjetunion
- 09. Dezember: Uraufführung der Sinfonie Nr. 27 in c-Moll, op. 85 von Nikolai Jakowlewitsch Mjaskowski unter der Leitung von Alexander Gauk im Moskauer Haus der Gewerkschaften.
- Isaak Ossipowitsch Dunajewski erhält die Auszeichnung Volkskünstler der Russischen SFSR.
- Die Hymne der Litauischen Sozialistischen Sowjetrepublik ist von 1950 bis 1991 Nationalhymne der Litauischen Sozialistischen Sowjetrepublik.

#### Spanien
- 14. März: Pablo Casals kündigt seinen Plattenvertrag bei RCA Records und unterschreibt bei deren Hauptkonkurrenten Columbia Records.

#### Vereinigtes Königreich
- 09. März: Britische Erstaufführung von Benjamin Brittens Spring Symphony für Sopran, Alt, Tenor, gem. Chor und Knabenchor op. 44 in der Royal Albert Hall in London, unter der Leitung von Eduard van Beinum.[5]
- 22. Mai: Die Vier letzte Lieder von Richard Strauss werden in der Royal Albert Hall in London uraufgeführt; die Interpreten sind Kirsten Flagstad und das Philharmonia Orchestra unter Leitung von Wilhelm Furtwängler.
- 07. September: Herbert Howells’ Hymnus Paradisi hat Premiere beim Three Choirs Festival. Das Werk wurde 1938, kurz nach dem Tod des Sohnes des Komponisten komponiert.[6]
- 24. September: Der US-Musikwissenschaftler Alan Lomax bricht zu einer Europatournee auf, bei der er Volksmusik aus ganz Großbritannien sammelt und auf BBC sendet.[7]
- Der Jazzmusiker John Dankworth formiert die Dankworth Seven mit Jimmy Deuchar (Trompete), Eddie Harvey (Posaune), Don Rendell (Tenorsaxophon), Bill Le Sage (Klavier), Eric Dawson (Bass) und Tony Kinsey (Schlagzeug).
- Harrison & Harrison beginnen mit der Arbeit an einer Orgel mit 7.866 Pfeifen, die für die Royal Festival Hall bestimmt ist, nach einem Entwurf von Ralph Downes.[8]
- Malcolm Sargent wird Chefdirigent des BBC Symphony Orchestra.

## Musikcharts

### Vereinigte Staaten
Die längsten Nummer-eins-Singles
Lieder, die die meiste Zeit während eines anderen Jahres auf Platz 1 der Charts verbrachten, werden hier nicht aufgeführt.
1. Gordon Jenkins & His Orchestra with The Weavers – Goodnight, Irene (13 Wochen)
2. Anton Karas – The Third Man Theme (11 Wochen)
3. Nat King Cole with Les Baxter & His Orchestra – Mona Lisa (5 Wochen)

Die längsten Nummer-eins-Alben
Alben, die die meiste Zeit während eines anderen Jahres auf Platz 1 der Charts verbrachten, werden hier nicht aufgeführt.
1. Mary Martin & Ezio Pinza with The Original Broadway Cast – South Pacific (22 Wochen)
2. Doris Day & Harry James – Young Man with a Horn (4 Wochen)

Alle weiteren Alben waren entweder eine oder zwei Wochen auf Platz 1 gelistet.
Ab dem 22. Juli wurden die Albumcharts nach den Abspielgeschwindigkeiten in 33 ⅓ und 45 min−1 aufgeteilt.
Die längsten Nummer-eins-Alben (33 ⅓)
Alben, die die meiste Zeit während eines anderen Jahres auf Platz 1 der Charts verbrachten, werden hier nicht aufgeführt.
1. Original Motion Picture Soundtrack – Three Little Words (11 Wochen)
2. Doris Day & Harry James – Young Man with a Horn (8 Wochen)
3. Mary Martin & Ezio Pinza with The Original Broadway Cast – South Pacific (4 Wochen)

Die längsten Nummer-eins-Alben (45 min−1)
Alben, die die meiste Zeit während eines anderen Jahres auf Platz 1 der Charts verbrachten, werden hier nicht aufgeführt.
1. Original Motion Picture Soundtrack – Three Little Words (10 Wochen)
2. Betty Hutton, Howard Keel & the MGM Studio Orchestra – Annie Get Your Gun (8 Wochen)
3. Ralph Flanagan & his Orchestra – Ralph Flanagan Plays Rodgers and Hammerstein II for Dancing (3 Wochen)

Alle Nummer-eins-Hits und die Hits des Jahres

### Charts in weiteren Ländern
Siehe auch: Nummer-eins-Hits 1950 in  Australien und den Vereinigten Staaten.

### Weitere Hit-Singles
- A Man Gets Awfully Lonesome – Frankie Laine
- A-Razz-A-Ma-Tazz – Georgia Gibbs
- All My Love – Patti Page
- Anema e core – Tito Schipa
- Are You Lonesome Tonight? – Al Jolson
- Ballin' the Jack, aufgenommen von
  - Georgia Gibbs
  - Danny Kaye
- Be My Love – Mario Lanza
- Bewitched – Doris Day
- Birmingham Bounce – Red Foley
- Black Lace – Frankie Laine
- Blue Christmas – Ernest Tubb
- Blues Stay Away From Me – Delmore Brothers
- Boo-Hoo – Guy Lombardo & The Lombardo Trio
- A Bushel And A Peck – Perry Como & Betty Hutton
- Can Anyone Explain? (No, No, No!) – The Ames Brothers
- Chattanoogie Shoe Shine Boy – Red Foley
- Count Every Star, aufgenommen von
  - Ray Anthony and His Orchestra
  - Dick Haymes & Artie Shaw
  - Hugo Winterhalter
- Cry Of The Wild Goose – Frankie Laine
- Daddy’s Little Girl – The Mills Brothers
- Dear, Dear, Dear – Frankie Laine
- Domino – André Claveau
- Dream a Little Dream of Me – Frankie Laine
- Double Crossing Blues – Johnny Otis with Little Esther & The Robins
- A Dreamer’s Holiday – Buddy Clark & The Girlfriends
- El rancho ’e la Cambicha – Antonio Tormo
- Enjoy Yourself – Guy Lombardo (Kenny Gardner & The Lombardo Trio)
- Faded Love – Bob Wills
- Frosty the Snow Man – Gene Autry
- Goodnight, Irene – Gordon Jenkins & The Weavers
- Harbor Lights – Sammy Kaye
- Here Comes Santa Claus – The Andrews Sisters
- Hillbilly Fever – Little Jimmy Dickens
- Hymne à l’amour – Édith Piaf
- I Can Dream, Can't I? – The Andrews Sisters
- If You’ve Got the Money I’ve Got the Time – Lefty Frizzell
- I'll Never Be Free, aufgenommen von:
  - Kay Starr und Tennessee Ernie Ford
  - Louis Jordan und Ella Fitzgerald
  - Annie Laurie und Paul Gayten and His Orchestra
  - Dinah Washington
- I’ll Sail My Ship Alone – Moon Mullican
- I Love You Because, aufgenommen von
  - Leon Payne
  - Ernest Tubb
- I Love You For That – Patti Page & Frankie Laine
- I Wanna Be Loved – The Andrews Sisters
- If I Knew You Were Comin’ I’d’ve Baked a Cake – Eileen Barton
- I’m Movin’ On – Hank Snow
- It Isn't Fair – Sammy Kaye (Don Cornell Gesang)
- Let’s Go West Again – Al Jolson
- Little Angel with the Dirty Face – Eddy Arnold
- Long Gone Lonesome Blues – Hank Williams with His Drifting Cowboys
- Moanin’ the Blues – Hank Williams with His Drifting Cowboys
- Mona Lisa, aufgenommen von
  - Nat King Cole
  - Moon Mullican
  - Jimmy Wakely
- Music, Maestro, Please – Frankie Laine
- Music! Music! Music! – Teresa Brewer
- My Foolish Heart, aufgenommen von
  - Billy Eckstine
  - Gordon Jenkins
- My Heart Cries For You – Guy Mitchell
- My Son Calls Another Man Daddy – Hank Williams with His Drifting Cowboys
- M-I-S-S-I-S-S-I-P-P-I – Red Foley
- Nevertheless – The Mills Brothers
- No Other Love – Jo Stafford
- Nobody’s Lonesome for Me – Hank Williams with His Drifting Cowboys
- Patricia – Perry Como
- Peter Cottontail – Gene Autry
- Play A Simple Melody – Gary Crosby & Friend (Bing Crosby)
- Quicksilver – Elton Britt und Rosalie Allen
- Rag Mop – The Ames Brothers
- Red Hot Mama – Georgia Gibbs
- Rudolph the Red-Nosed Reindeer – Gene Autry
- Sentimental Me – The Ames Brothers
- Sleepy Ol’ River – Frankie Laine
- Someday, aufgenommen von
  - The Mills Brothers
  - Vaughn Monroe
- Sometime – The Mariners
- Stars and Stripes Forever – Frankie Laine
- Swingin’ In A Hammock – Guy Lombardo (Don Rodney & The Lombardo Trio Gesang)
- Take Me in Your Arms and Hold Me – Eddy Arnold
- There's No Tomorrow – Tony Martin
- The Cry of the Wild Goose – Tennessee Ernie Ford
- The Fat Man – Fats Domino
- The Old Piano Roll Blues Al Jolson & The Andrews Sisters
- The Roving Kind – Guy Mitchell
- The Tennessee Waltz – Patti Page
- The Third Man Theme aus dem Film The Third Man – Guy Lombardo
- The Thing – Phil Harris
- They’ll Never Take Her Love from Me – Hank Williams with His Drifting Cowboys
- Thinking of You – Don Cherry
- Why Don’t You Love Me – Hank Williams with His Drifting Cowboys
- Why Should I Cry? – Eddy Arnold
- Why Should We Try Anymore – Hank Williams with His Drifting Cowboys
- With My Eyes Wide Open I'm Dreaming – Patti Page
- You Don’t Have to Be a Baby to Cry – Ernest Tubb

## Musikpreisverleihungen und Ehrungen

### Oscarverleihung
- Beste Filmmusik (Drama/Komödie): Aaron Copland – Die Erbin
- Beste Filmmusik (Musikfilm): Roger Edens und Lennie Hayton – Heut’ gehn wir bummeln (On the Town)
- Bester Filmsong: Frank Loesser – Baby, It’s Cold Outside aus dem Film Neptuns Tochter
- Bester Ton: 20th Century-Fox Sound Dept. – Der Kommandeur

### Pulitzerpreis
- Pulitzerpreis/Musik: Gian Carlo Menotti – The Consul

### Tony Awards
- Bestes Musical: Richard Rodgers (Musik), Oscar Hammerstein II (Liedtexte), Oscar Hammerstein II und Joshua Logan (Buch) – South Pacific
- Bester Hauptdarsteller Musical: Ezio Pinza – South Pacific
- Beste Hauptdarstellerin Musical: Mary Martin – South Pacific
- Beste Choreographie: Helen Tamiris – Touch and Go
- Bester Dirigent und Musikdirektor: Maurice Abravanel – Regina
- Beste Originalmusik: Richard Rodgers – South Pacific

### Weitere
- Förderpreis Musik der Landeshauptstadt München: Karl Höller
- Preis der Stadt Wien für Musik: Karl Schiske

## Neuveröffentlichungen (Auswahl)

### Lieder und Kompositionen
| Lied                                              | Text                                       | Musik                                      | Erstinterpret                         | Label            | Veröffentlichung | Genre                | Album | Weitere Informationen |
| ------------------------------------------------- | ------------------------------------------ | ------------------------------------------ | ------------------------------------- | ---------------- | ---------------- | -------------------- | ----- | --- |
| A Bushel And A Peck                               | Frank Loesser                              | Frank Loesser                              |                                       |                  | 1950             |                      |       | |
| Adelaide’s Lament                                 | Frank Loesser                              | Frank Loesser                              |                                       |                  | 1950             |                      |       | |
| African Bolero                                    |                                            | John Serry Sr.                             |                                       |                  | 1950             |                      |       | |
| American Beauty Rose                              | Hal David, Redd Evans & Arthur Altman      | Hal David, Redd Evans & Arthur Altman      |                                       |                  | 1950             |                      |       | |
| Be My Love                                        | Sammy Cahn                                 | Nicholas Brodszky                          | Mario Lanza                           | RCA Victor       | 1950             | Pop                  |       | für den Film Der Fischer von Louisiana geschrieben, erhielt 1951 eine Oscar-Nominierung in der Kategorie Bester Song           |
| Bei mir zu Haus                                   | Heinz Woezel                               | Heinz Mihm                                 |                                       | Polydor          | 1950             | Schlager             |       | |
| Blind Date                                        | Sid Robin                                  | Sid Robin                                  |                                       |                  | 1950             |                      |       | |
| Calypso Blues                                     | Nat King Cole, Don George                  | Nat King Cole, Don George                  | Nat King Cole                         | Capitol          | 1950             | Calypso, Pop         |       | |
| Candy And Cake                                    | Bob Merrill                                | Bob Merrill                                |                                       |                  | 1950             |                      |       | |
| Chattanoogie Shoe Shine Boy                       | Harry Stone & Jack Stapp                   | Harry Stone & Jack Stapp                   | Red Foley                             | Decca            | 11. Januar 1950  | Country              |       | erster in Nashville produzierter Millionenseller                                                                               |
| Choo’n Gum                                        | Mann Curtis                                | Vic Mizzy                                  |                                       |                  | 1950             |                      |       | |
| Cold, Cold Heart                                  | Hank Williams                              | Hank Williams                              |                                       |                  | 1950             |                      |       | |
| Dearie                                            | Bob Hilliard & David Mann                  | Bob Hilliard & David Mann                  |                                       |                  | 1950             |                      |       | |
| Domino                                            | (Eng) Don Raye (Fr) Jacques Plante         | Louis Ferrari                              |                                       |                  | 1950             |                      |       | |
| Foggy Mountain Breakdown                          |                                            | Earl Scruggs                               | Flatt & Scruggs & Foggy Mountain Boys | Mercury Records  | 1950             | Bluegrass            |       | |
| Freight Train                                     | Paul James & Fred Williams                 | Traditional arr. Elizabeth Cotton          |                                       |                  | 1950             |                      |       | |
| From This Moment On                               | Cole Porter                                | Cole Porter                                |                                       |                  | 1950             |                      |       | |
| Frosty the Snowman                                | Steve Nelson & Jack Rollins                | Steve Nelson & Jack Rollins                |                                       |                  | 1950             |                      |       | |
| Fugue For Tinhorns                                | Frank Loesser                              | Frank Loesser                              |                                       |                  | 1950             |                      |       | |
| Get Out Those Old Records                         | Carmen Lombardo & John Jacob Loeb          | Carmen Lombardo & John Jacob Loeb          |                                       |                  | 1950             |                      |       | |
| Gone Fishin’                                      | Nick Kenny & Charles Kenny                 | Nick Kenny & Charles Kenny                 |                                       |                  | 1950             |                      |       | |
| Guys and Dolls                                    | Frank Loesser                              | Frank Loesser                              |                                       |                  | 1950             |                      |       | |
| Home Cookin’                                      | Jay Livingston & Ray Evans                 | Jay Livingston & Ray Evans                 |                                       |                  | 1950             |                      |       | |
| Hoop-Dee-Doo                                      | Frank Loesser                              | Milton De Lugg                             |                                       |                  | 1950             |                      |       | |
| I Almost Lost My Mind                             | Ivory Joe Hunter                           | Ivory Joe Hunter                           |                                       |                  | 1950             |                      |       | |
| I Didn’t Slip, I Wasn’t Pushed, I Fell            | Edward Pola & George Wyle                  | Edward Pola & George Wyle                  |                                       |                  | 1950             |                      |       | |
| I Don’t Care If The Sun Don’t Shine               | Mack David                                 | Mack David                                 |                                       |                  | 1950             |                      |       | |
| I Leave My Heart in an English Garden             | Harry Parr-Davies & Christopher Hassall    | Harry Parr-Davies & Christopher Hassall    |                                       |                  | 1950             |                      |       | aus dem Musical Dear Miss Phoebe                                                                                               |
| I Tawt I Taw a Puddy Tat                          | Alan Livingston, Billy May & Warren Foster | Alan Livingston, Billy May & Warren Foster |                                       |                  | 1950             |                      |       | |
| If I Knew You Were Comin’ I’d’ve Baked A Cake     | Al Hoffman, Bob Merrill & Clem Watts       | Al Hoffman, Bob Merrill & Clem Watts       | Eileen Barton                         | National Records | Januar 1950      | Pop, Swing           |       | |
| If I Were A Bell                                  | Frank Loesser                              | Frank Loesser                              |                                       |                  | 1950             |                      |       | Jazzstandard, für das Broadway-Musical Guys and Dolls geschrieben                                                              |
| I’ll Know                                         | Frank Loesser                              | Frank Loesser                              |                                       |                  | 1950             |                      |       | |
| I’ll Never Be Free                                | Bennie Benjamin & George David Weiss       | Bennie Benjamin & George David Weiss       |                                       |                  | 1950             |                      |       | |
| I’m Movin’ On                                     | Hank Snow                                  | Hank Snow                                  |                                       |                  | 1950             |                      |       | |
| It Is No Secret                                   | Stuart Hamblen                             | Stuart Hamblen                             |                                       |                  | 1950             |                      |       | |
| It’s A Lovely Day Today                           | Irving Berlin                              | Irving Berlin                              |                                       |                  | 1950             |                      |       | |
| I’ve Never Been In Love Before                    | Frank Loesser                              | Frank Loesser                              |                                       |                  | 1950             |                      |       | |
| Ivory Rag                                         | Lou Busch & Jack Elliott                   | Lou Busch & Jack Elliott                   |                                       |                  | 1950             |                      |       | |
| Lago Maggiore (Lass uns träumen am Lago Maggiore) | Benny de Weille & Heinz Woezel             | Benny de Weille & Heinz Woezel             | Rudi Schuricke                        | Polydor          | 1950             | Schlager             |       | |
| La-Le-Lu                                          | Heino Gaze                                 | Heino Gaze                                 | Lonny Kellner & René Carol            |                  | 1950             | Wiegenlied           |       | |
| Last Night I Had the Strangest Dream              | Ed McCurdy                                 | Ed McCurdy                                 |                                       |                  | 1950             | Folk                 |       | |
| Little White Duck                                 | Walt Barrows & Bernard Zaritsky            | Walt Barrows & Bernard Zaritsky            |                                       |                  | 1950             |                      |       | |
| Luck Be a Lady                                    | Frank Loesser                              | Frank Loesser                              |                                       |                  | 1950             |                      |       | |
| Lucky Lucky Lucky Me                              | Berle, Arnold                              | Berle, Arnold                              |                                       |                  | 1950             |                      |       | |
| Marry The Man Today                               | Frank Loesser                              | Frank Loesser                              |                                       |                  | 1950             |                      |       | |
| Marrying For Love                                 | Irving Berlin                              | Irving Berlin                              |                                       |                  | 1950             |                      |       | |
| Mona Lisa                                         | Nat King Cole                              | Nat King Cole                              | Charlie Spivak & Orchestra            | Capitol          | 12. Juni 1950    | Pop                  |       | |
| More I Cannot Wish You                            | Frank Loesser                              | Frank Loesser                              |                                       |                  | 1950             |                      |       | |
| My Heart Cries For You                            | Carl Sigman & Percy Faith                  | Carl Sigman & Percy Faith                  |                                       |                  | 1950             |                      |       | |
| My Time Of Day                                    | Frank Loesser                              | Frank Loesser                              |                                       |                  | 1950             |                      |       | |
| No Other Love                                     | Bob Russell & Paul Weston                  | Bob Russell & Paul Weston                  |                                       |                  | 1950             |                      |       | Adaption von Chopins Étude Nr. 3 in E-Dur, Op. 10                                                                              |
| Orange Colored Sky                                | Milton De Lugg & William Stein             | Milton De Lugg & William Stein             |                                       |                  | 1950             |                      |       | |
| Patricia                                          | Benny Davis                                | Benny Davis                                |                                       |                  | 1950             |                      |       | |
| (Remember Me) I’m the One Who Loves You           | Stuart Hamblen                             | Stuart Hamblen                             |                                       |                  | 1950             |                      |       | |
| Rollin’ Stone                                     | Muddy Waters                               | Muddy Waters                               | Muddy Waters                          | Chess            | Februar 1950     | Blues, Chicago Blues |       | Version des Blues-Standards Catfish Blues                                                                                      |
| Sam’s Song                                        | Jack Elliott                               | Lew Quadling                               |                                       |                  | 1950             |                      |       | |
| Shot Gun Boogie                                   | Tennessee Ernie Ford                       | Tennessee Ernie Ford                       |                                       |                  | 1950             |                      |       | |
| Silver Bells                                      | Jay Livingston & Ray Evans                 | Jay Livingston & Ray Evans                 |                                       |                  | 1950             |                      |       | Gesungen von Bob Hope in dem Musikfilm The Lemon Drop Kid. (1951)                                                              |
| Sit Down, You’re Rockin’ The Boat                 | Frank Loesser                              | Frank Loesser                              |                                       |                  | 1950             |                      |       | Gesungen von Stubby Kaye im Musical Guys and Dolls                                                                             |
| Sixty Minute Man                                  | Billy Ward & Rose Marks                    | Billy Ward & Rose Marks                    |                                       |                  | 1950             |                      |       | |
| Sleigh Ride                                       | Mitchell Parish                            | Leroy Anderson                             | Arthur Fiedler                        |                  | 1950             | Weihnachtslied       |       | Orchesterstück der gehobenen Unterhaltungsmusik                                                                                |
| Sue Me                                            | Frank Loesser                              | Frank Loesser                              |                                       |                  | 1950             |                      |       | |
| Take Back Your Mink                               | Frank Loesser                              | Frank Loesser                              |                                       |                  | 1950             |                      |       | Gesungen von Vivian Blaine im Musical Guys and Dolls                                                                           |
| Teardrops from My Eyes                            | Rudy Toombs                                | Rudy Toombs                                | Ruth Brown                            | Atlantic Records | Oktober 1950     | Rhythm and Blues     |       | |
| The Best Thing for You                            | Irving Berlin                              | Irving Berlin                              |                                       |                  | 1950             |                      |       | |
| The Cry of the Wild Goose                         | Terry Gilkyson                             | Terry Gilkyson                             |                                       |                  | 1950             |                      |       | |
| The French Can-Can Polka                          | Jimmy Kennedy                              | Jacques Offenbach                          |                                       |                  | 1950             |                      |       | |
| The Hostess with the Mostes’ on the Ball          | Irving Berlin                              | Irving Berlin                              |                                       |                  | 1950             |                      |       | Gesungen von Ethel Merman im Musical Call Me Madam                                                                             |
| The Loveliest Night of the Year                   | Paul Francis Webster                       | Juventino P. Rosas                         |                                       |                  | 1950             |                      |       | |
| The Old Piano Roll Blues                          | Cy Coben                                   | Cy Coben                                   |                                       |                  | 1950             |                      |       | |
| The Oldest Established                            | Frank Loesser                              | Frank Loesser                              |                                       |                  | 1950             |                      |       | |
| The Roving Kind                                   | Jessie Cavanaugh & Arnold Stanton          | Jessie Cavanaugh & Arnold Stanton          |                                       |                  | 1950             |                      |       | |
| The Syncopated Clock                              | Mitchell Parish                            | Leroy Anderson                             |                                       |                  | 1950             |                      |       | |
| The Thing                                         | Charles R. Grean                           | Charles R. Grean                           |                                       |                  | 1950             |                      |       | |
| Till There Was You                                | Meredith Willson                           | Meredith Willson                           |                                       | Pop              | 1950             |                      |       | als Teil des Musicals The Music Man veröffentlicht                                                                             |
| Too Late Now                                      | Alan J. Lerner                             | Burton Lane                                | Jane Powell                           |                  | 1950             | Jazz                 |       | Jazzstandard, für den Film Königliche Hochzeit geschrieben, erhielt 1952 eine Oscar-Nominierung in der Kategorie „Bester Song“ |
| Tzena, Tzena, Tzena                               | (Eng) Mitchell Parish                      | Issachar Miron & Julius Grossman           |                                       |                  | 1950             |                      |       | Adaption eines Hebräischen Liedes                                                                                              |
| Wilhelmina                                        | Mack Gordon                                | Josef Myrow                                | Betty Grable                          |                  | 1950             | Filmmusik, Foxtrott  |       | Lied aus dem Soundtrack des Films Varieté-Prinzessin (Wabash Avenue), Oscarnominierung 1951 als „Bester Song“                  |
| You Don’t Have to Be a Baby to Cry                | Bob Merrill & Terry Shand                  | Bob Merrill & Terry Shand                  |                                       |                  | 1950             |                      |       | |
| You’re Just in Love                               | Irving Berlin                              | Irving Berlin                              |                                       |                  | 1950             |                      |       | |

### Alben
| Album                                                     | Interpret                  | Label                         | Veröffentlichung   | Genre | Weitere Informationen                                        |
| --------------------------------------------------------- | -------------------------- | ----------------------------- | ------------------ | ----- | ------------------------------------------------------------ |
| American Folks Songs                                      | Jo Stafford                | Corinthian                    | 1950               |       |                                                              |
| Auld Lang Syne                                            | Bing Crosby                | Decca Records                 | 1950               |       |                                                              |
| Autumn in New York                                        | Jo Stafford                | DRG Records                   | 1950               |       |                                                              |
| Barber Shop Ballads                                       | The Mills Brothers         | Decca Records                 | 1950               |       |                                                              |
| Bird and Diz                                              | Charlie Parker             | Verve Records                 | 6. Juni 1950       | Jazz  |                                                              |
| Bird and Pres – The ’46 Concerts Jazz at the Philharmonic | Charlie Parker             | Clef Records                  | 1950               | Jazz  | Live-Mitschnitte von drei Jazz-at-the-Philharmonic-Konzerten |
| Blue of the Night                                         | Bing Crosby                | Music Deluxe (UK)             | 1950               |       |                                                              |
| Christmas Greetings                                       | Bing Crosby                | Geffen Records                | 1950               |       |                                                              |
| Cole Porter Songs                                         | Bing Crosby                | Decca Records                 | 1950               |       |                                                              |
| Dedicated to You                                          | Frank Sinatra              | Columbia Records              | 1950               |       |                                                              |
| Ella Sings Gershwin                                       | Ella Fitzgerald            | Decca                         | 12. September 1950 | Jazz  |                                                              |
| Frankie Laine                                             | Frankie Laine              | Mercury Records               | 1950               |       |                                                              |
| Historical America in Song                                | Burl Ives                  | Encyclopædia Britannica Films | 1950               |       |                                                              |
| Hot Trumpet Ensembles                                     | Roy Eldridge               | Mercury Records               | 1950               |       |                                                              |
| Oh! Susanna                                               | Al Jolson                  | Brunswick Records             | 1950               |       |                                                              |
| Patti Page                                                | Patti Page                 | Mercury Records               | 1950               |       |                                                              |
| Piano Moods                                               | Ralph Sutton               | Columbia Records              | 1950               |       |                                                              |
| Popular Classics for Four Pianos                          | Philharmonic Piano Quartet | Columbia Records              | 1950               |       |                                                              |
| Sing a Song of Christmas                                  | The Ames Brothers          | Coral Records                 | 1950               |       |                                                              |
| Sing and Dance with Frank Sinatra                         | Frank Sinatra              | Columbia Records              | 1950               |       |                                                              |
| Songs of Faith                                            | Jo Stafford                | Capitol Records               | 1950               |       |                                                              |
| Stan Getz Volume Two                                      | Stan Getz                  | New Jazz                      | 1950               |       |                                                              |
| Sunday Evening Songs                                      | Jo Stafford                | Capitol Records               | 1950               |       |                                                              |
| Tea for Two                                               | Doris Day                  | Columbia Records              | 1950               |       |                                                              |
| The Famous 1938 Carnegie Hall Jazz Concert                | Benny Goodman              | Columbia Records              | 1950               | Jazz  |                                                              |
| The King Cole Trio                                        | King Cole Trio             | Capitol                       | 1950               | Jazz  | Albumreihe des King Cole Trio                                |
| The King Cole Trio Volume 2                               | King Cole Trio             | Capitol Records               | 1950               |       |                                                              |
| Voice of the Xtabay                                       | Yma Sumac                  | Capitol Records               | 1950               |       |                                                              |
| Young Man with a Horn                                     | Doris Day                  | Columbia Records              | 1950               |       |                                                              |

## Musiktheater

### Musical (Auswahl)
| Datum Uraufführung / Wiederaufnahme | Musical                  | Komponist                                            | Buch und Liedtexte                                                       | Theater               | Ort           | Weitere Informationen                        |
| ----------------------------------- | ------------------------ | ---------------------------------------------------- | ------------------------------------------------------------------------ | --------------------- | ------------- | -------------------------------------------- |
| 17. Januar                          | Alive and Kicking        |                                                      |                                                                          | Winter Garden Theatre | New York City | Broadway-Revue hatte 46 Vorstellungen        |
| 24. April                           | Peter Pan                | Leonard Bernstein                                    | Leonard Bernstein                                                        | Imperial Theatre      | New York City | Broadway Produktion hatte 321 Vorstellungen  |
| 27. April                           | Tickets, Please!         |                                                      |                                                                          | Coronet Theatre       | New York City | Broadway Produktion hatte 245 Vorstellungen  |
| 16. Mai                             | Ace of Clubs             | Noël Coward                                          |                                                                          | Palace Theatre        | Manchester    |                                              |
| 07. Juni                            | Carousel                 | Richard Rodgers                                      | Oscar Hammerstein II                                                     | Drury Lane Theatre    | London        | Londoner Produktion hatte 566 Vorstellungen  |
| 28. Juni                            | Michael Todd’s Peep Show |                                                      |                                                                          | Winter Garden Theatre | New York City | Broadway Revue hatte 278 Vorstellungen       |
| 12. Oktober                         | Call Me Madam            | Irving Berlin Book: Howard Lindsay and Russel Crouse | Irving Berlin (Liedtexte) sowie Howard Lindsay und Russel Crouse (Buch)  | Imperial Theatre      | New York City | Broadway Produktion hatte 644 Vorstellungen  |
| 13. Oktober                         | Dear Miss Phoebe         | Harry Parr Davies                                    |                                                                          | Phoenix Theatre       | London        | London Produktion hatte 283 Vorstellungen    |
| 17. Oktober                         | Gay’s the Word           | Ivor Novello                                         | Alan Melville                                                            | Palace Theatre        | Manchester    |                                              |
| 18. November                        | The Highwayman Music     |                                                      | Edmond Samuels                                                           | Kings Theatre         | Melbourne     | australische Produktion                      |
| 24. November                        | Guys and Dolls           | Frank Loesser                                        | Frank Loesser (Liedtexte) sowie Abe Burrows und Jo Swerling (Buch)       | 46th Street Theatre   | New York City | Broadway Produktion hatte 1200 Vorstellungen |
| 21. Dezember                        | Out Of This World        | Cole Porter                                          | Cole Porter (Liedtexte) sowie Dwight Taylor und Reginald Lawrence (Buch) | New Century Theatre   | New York City | Broadway Produktion hatte 157 Vorstellungen  |
|                                     | Caprice                  | Sandy Wilson                                         |                                                                          |                       |               |                                              |

### Oper und Operette (Auswahl)
| Datum der Uraufführung | Oper / Operette                        | Komponist             | Libretto                                 | Opernhaus               | Ort          |
| ---------------------- | -------------------------------------- | --------------------- | ---------------------------------------- | ----------------------- | ------------ |
| 15. März               | The Consul                             | Gian Carlo Menotti    | Gian Carlo Menotti                       |                         | Philadelphia |
| 12. April              | Der Mann mit dem Zylinder              | Just Scheu            | Just Scheu und Ernst Nebhut              |                         | Frankfurt    |
| 16. April              | The Death of Tintagiles                | Lawrance Collingwood  |                                          |                         | London       |
| 12. Mai                | Bolivar                                | Darius Milhaud        | Jules Supervielle und Madeleine Milhaud  | Pariser Oper            | Paris        |
| 18. Mai                | The Jumping Frog of Calaveras County   | Lukas Foss            | Jean Karsavina                           | Indiana University      | Bloomington  |
| 20. Mai                | Il prigioniero                         | Luigi Dallapiccola    | Luigi Dallapiccola                       | Teatro Comunale         | Florenz      |
| 11. Juni               | Don Juan und Faust                     | Hermann Reutter       |                                          |                         | Stuttgart    |
| 15. November           | Liebe im Dreiklang                     | Walter Wilhelm Goetze | Walter Wilhelm Goetze und Emil Malkowsky | Stadttheater Heidelberg | Heidelberg   |
| 21. November           | The Corn King                          | Brian Easdale         | Naomi Mitchison                          |                         | Paddington   |
|                        | Asses’ Ears                            | Hugo Cole             |                                          |                         |              |
|                        | Penelope                               | Elisabeth Lutyens     |                                          |                         |              |
|                        | The Horses of the Dawn (not performed) | Inglis Gundry         |                                          |                         |              |
|                        | The Oresteia                           | Norman Demuth         |                                          |                         |              |

## Klassische Musik

### Premieren (Auswahl)
| Datum der Uraufführung | Komponist                      | Komposition                                                 | Ort                                      |
| ---------------------- | ------------------------------ | ----------------------------------------------------------- | ---------------------------------------- |
| 24. Januar             | André Jolivet                  | Konzert für Flöte und Streicher                             | Paris                                    |
| 01. März               | Sergei Sergejewitsch Prokofjew | Sonate C-Dur für Violoncello und Klavier, op. 119 (1949)    | Moskau                                   |
| 10. März               | Lukas Foss                     | Song of Anguish                                             | Boston                                   |
| 21. April              | Heitor Villa-Lobos             | Klavierkonzert Nr. 2                                        | Rio de Janeiro                           |
| 29. April              | Pierre Boulez                  | Klaviersonate Nr. 2                                         | Paris                                    |
| 29. April              | Heitor Villa-Lobos             | Sinfonie Nr. 6 Montanhas de Brasil                          | Rio de Janeiro                           |
| 14. Mai                | Jesús Guridi                   | Streichquartett Nr. 2                                       | Madrid                                   |
| 19. Mai                | Bohuslav Martinů               | Klaviertrio Nr. 2                                           | Cambridge                                |
| 22. Mai                | Richard Strauss                | Vier letzte Lieder                                          | London                                   |
| 18. Juli               | Pierre Boulez                  | Le Soleil des eaux (2. Fassung, später zurückgezogen)       | Paris                                    |
| 23. Juli               | Benjamin Britten               | Five Flower Songs                                           | Darlington Hall                          |
| 12. August             | John Cage                      | String Quartet in Four Parts                                | Black Mountain                           |
| 13. August             | Bohuslav Martinů               | Sinfonietta La Jolla                                        | San Diego                                |
| 27. August             | Luigi Nono                     | Variazioni canoniche sulla serie dell’ op. 41 di Schoenberg | Darmstadt, Darmstädter Ferienkurse       |
| 27. August             | Humphrey Searle                | Poem for 22 Strings                                         | Darmstadt, Darmstädter Ferienkurse       |
| 07. September          | Herbert Howells                | Hymnus Paradisi                                             | Gloucester, Three Choirs Festival        |
| 10. September          | Karl Amadeus Hartmann          | Adagio (2. Sinfonie) für großes Orchester                   | Donaueschingen, Donaueschingen Musiktage |
| 01. November           | Hendrik Andriessen             | Concerto für Orgel und Orchester                            | Amsterdam                                |
| 09. Dezember           | Aram Chatschaturjan            | Feierliches Poem                                            | Moskau                                   |
| 29. Dezember           | Bohuslav Martinů               | Intermezzo für großes Orchester                             | New York City                            |

### Kompositionen (Auswahl)
- Hendrik Andriessen – Concerto für Orgel und Orchester
- Malcolm Arnold – English Dances: Set I op. 27
- Alexander Arutiunian – Trompetenkonzert
- Arno Babadschanjan – Armenische Rhapsodie für zwei Klaviere
- Ernest Bloch – Suite hébraïque
- Karl-Birger Blomdahl – Sinfonie Nr. 3 Facetter
- Pierre Boulez – Le soleil des eaux, für Sopran, Chor und Orchester (2. Version)
- Benjamin Britten – Lachrymae
- John Cage – String Quartet in Four Parts
- Carlos Chávez – Violinkonzert
- Jani Christou – 1. Sinfonie
- Arnold Cooke – Trio für Violine, Viola und Cello
- George Crumb – A Cycle of Greek Lyrics für Gesang und Klavier
- Luigi Dallapiccola – Job, sacra rappresentazione für Solisten, Sprecher, Chor und Orchester
- Henri Dutilleux – Blackbird für Klavier
- Vivian Ellis – Alpine Pastures
- Jesús Guridi – Streichquartett in a-Moll
- Eivind Groven
  - Hjalarljod Overture, op. 38
  - Klavierkonsert, med stoff fra „Marihand“. Auszug „laling og sull“ für Flöte und Klavier, op. 39a
- Karl Amadeus Hartmann – Symphonie concertante (Symphonie Nr. 5) für Orchester
- Hans Henkemans – Konzert für Violine und Orchester
- Vagn Holmboe – Sinfonie Nr. 7
- Arwel Hughes – Dewi Sant (Oratorium)
- Wojciech Kilar – Toccata für Klavier
- Ernst Krenek – Suite für drei Streicher Parvula Corona Musicalis
- Bohuslav Martinů
  - Konzert für 2 Violinen und Orchester (Nr. 2) H 329
  - Duo Nr. 2, für Violine und Viola
  - Intermezzo für großes Orchester
  - Sinfonietta La Jolla in A-Dur für Piano und Kammerorchester
  - Trio Nr. 2 in d-Moll für Violine, Cello und Piano
- Luigi Nono – Variazioni canoniche sulla serie dell’op. 41 di A. Schönberg für Kammerorchester
- Vincent Persichetti – Divertimento for Band op. 42
- Allan Pettersson – 1. Konzert für Streichorchester
- Walter Piston – 4. Sinfonie
- Francis Poulenc
  - Stabat mater FP148
  - Klavierkonzert cis-Moll FP146
- Theodor Rogalski – Trei dansuri românești: Joc din Ardeal, Gaida, Hora din Muntenia
- Arnold Schoenberg
  - Psalm 130 für gemischten Chor a cappella (sechs Stimmen), op. 50b
  - Moderner Psalm für Sprecher, gemischten Chor und Orchester (unvollendet), op. 50c
  - Style and Idea (Essay-Sammlung)
- Humphrey Searle – Poem for 22 Strings
- John Serry Sr.
  - Eight Accordion Quartet Arrangements
  - La Culebra für Flöte & Akkordeon
  - African Bolero für Flöte & Akkordeon
- Karlheinz Stockhausen
  - Choral („Wer uns trug mit Schmerzen in dies Leben“), Nr. 1/9
  - Drei Lieder, Nr. 1/10
  - Chöre für Doris, Nr. 1/11
- Heitor Villa-Lobos
  - Streichquartett Nr. 12
  - Sinfonie Nr. 8
- William Walton – 2 Pieces für Violine und Klavier
- Grace Williams – Three Traditional Ballads
- W. S. Gwynn Williams – Breuddwyd Glyndwr

## Film

### Filmmusik (Auswahl)
| Komponist         | Originaltitel         | deutscher Titel         | Besetzung                                                                            | Regie           |
| ----------------- | --------------------- | ----------------------- | ------------------------------------------------------------------------------------ | --------------- |
| William Alwyn     | State Secret          | Staatsgeheimnis         | in den Hauptrollen Douglas Fairbanks Jr., Jack Hawkins, Glynis Johns und Herbert Lom | Sidney Gilliat  |
| Anthony Collins   | Odette                |                         | in den Hauptrollen Anna Neagle und Trevor Howard                                     | Herbert Wilcox  |
| Aram Khachaturian | Sekretnaya missiya    | In geheimer Mission     | in den Hauptrollen Nikolai Komissarov, Sergei Vecheslov und Sergei Vecheslov         | Mikhail Romm    |
| Franz Waxman      | Sunset Boulevard      | Boulevard der Dämmerung | in den Hauptrollen William Holden, Gloria Swanson und Erich von Stroheim             | Billy Wilder    |
| John Wooldridge   | The Woman in Question |                         | in den Hauptrollen Jean Kent, Dirk Bogarde und John McCallum                         | Anthony Asquith |

### Musikfilme (Auswahl)
| Originaltitel                 | deutscher Titel           | Besetzung | Regie                                              |
| ----------------------------- | ------------------------- | --- | -------------------------------------------------- |
| Annie Get Your Gun            | Duell in der Manege       | in den Hauptrollen Betty Hutton, Howard Keel, Louis Calhern und Keenan Wynn                                           | George Sidney                                      |
| Bhai Bahen                    |                           | in den Hauptrollen Geeta Bali und Bharat Bhushan                                                                      | Ram Daryani                                        |
| Canzoni per le strade         |                           | in den Hauptrollen Luciano Taioli und Antonella Lualdi                                                                | Mario Landi                                        |
| Cinderella                    |                           | Zeichentrickfilm mit den Stimmen von Ilene Woods und Verna Felton                                                     | Clyde Geronimi, Wilfred Jackson und Hamilton Luske |
| Come Dance with Me            |                           | mit Anne Shelton und Anton Karas                                                                                      | Mario Zampi                                        |
| Dance Hall                    |                           | in den Hauptrollen Petula Clark und Diana Dors                                                                        | Charles Crichton                                   |
| Fancy Pants                   | Herz in der Hose          | in den Hauptrollen Bob Hope und Lucille Ball                                                                          | George Marshall                                    |
| Hamara Ghar                   |                           | in den Hauptrollen Meena Kumari und Durga Khote                                                                       | Nanabhai Bhatt                                     |
| I’ll Get By                   |                           | in den Hauptrollen June Haver, Gloria DeHaven, Dennis Day und mit Harry James                                         | Richard Sale                                       |
| Kubanskie kazaki              | Kubankosaken              | in den Hauptrollen Vladlen Davydov und Marina Ladynina                                                                | Ivan Pyrev                                         |
| Mr. Music                     |                           | in den Hauptrollen Bing Crosby und mit Peggy Lee, Groucho Marx und Dorothy Kirsten                                    | Richard Haydn                                      |
| Mussorgsky                    | Melodie des Lebens        | in den Hauptrollen Aleksandr Borisov, Nikolay Cherkasov und Vladimir Balashov                                         | Grigoriy Roshal                                    |
| My Blue Heaven                |                           | in den Hauptrollen Betty Grable und Dan Dailey                                                                        | Henry Koster                                       |
| Nancy Goes to Rio             | Nancy geht nach Rio       | in den Hauptrollen Ann Sothern, Jane Powell und Barry Sullivan                                                        | Robert Z. Leonard                                  |
| Pagan Love Song               | Liebeslied auf Tahiti     | in den Hauptrollen Esther Williams und Howard Keel                                                                    | Robert Alton                                       |
| Samsaram                      |                           | in den Hauptrollen N. T. Rama Rao, Akkineni Nageswara Rao und Lakshmirajyam                                           | L.V. Prasad                                        |
| Schwarzwaldmädel              |                           | in den Hauptrollen Sonja Ziemann, Rudolf Prack und Paul Hörbiger                                                      | Hans Deppe                                         |
| Singing Guns                  | Rauchende Pistolen        | in den Hauptrollen Vaughn Monroe, Ella Raines, Walter Brennan und Ward Bond                                           | R. G. Springsteen                                  |
| Tea For Two                   | Bezaubernde Frau          | in den Hauptrollen Doris Day und Gordon MacRae                                                                        | David Butler                                       |
| Three Little Words            | Drei kleine Worte         | in den Hauptrollen Fred Astaire, Red Skelton und Vera Ellen, und mit Debbie Reynolds, synchronisiert durch Helen Kane | Richard Thorpe                                     |
| The Dancing Years             | Das tanzende Wien         | in den Hauptrollen Dennis Price, Gisèle Préville und Patricia Dainton                                                 | Harold French                                      |
| The Daughter of Rosie O’Grady |                           | in den Hauptrollen June Haver und Gordon MacRae                                                                       | David Butler                                       |
| The Toast of New Orleans      | Der Fischer von Louisiana | in den Hauptrollen Kathryn Grayson und Mario Lanza                                                                    | Norman Taurog                                      |
| Two Weeks With Love           | Einmal eine Dame sein     | in den Hauptrollen Jane Powell, Ricardo Montalbán, Louis Calhern, Debbie Reynolds und Carleton Carpenter              | Roy Rowland                                        |
| The West Point Story          |                           | in den Hauptrollen James Cagney, Virginia Mayo, Doris Day and Gordon MacRae                                           | Roy Del Ruth                                       |

## Geboren

### Januar

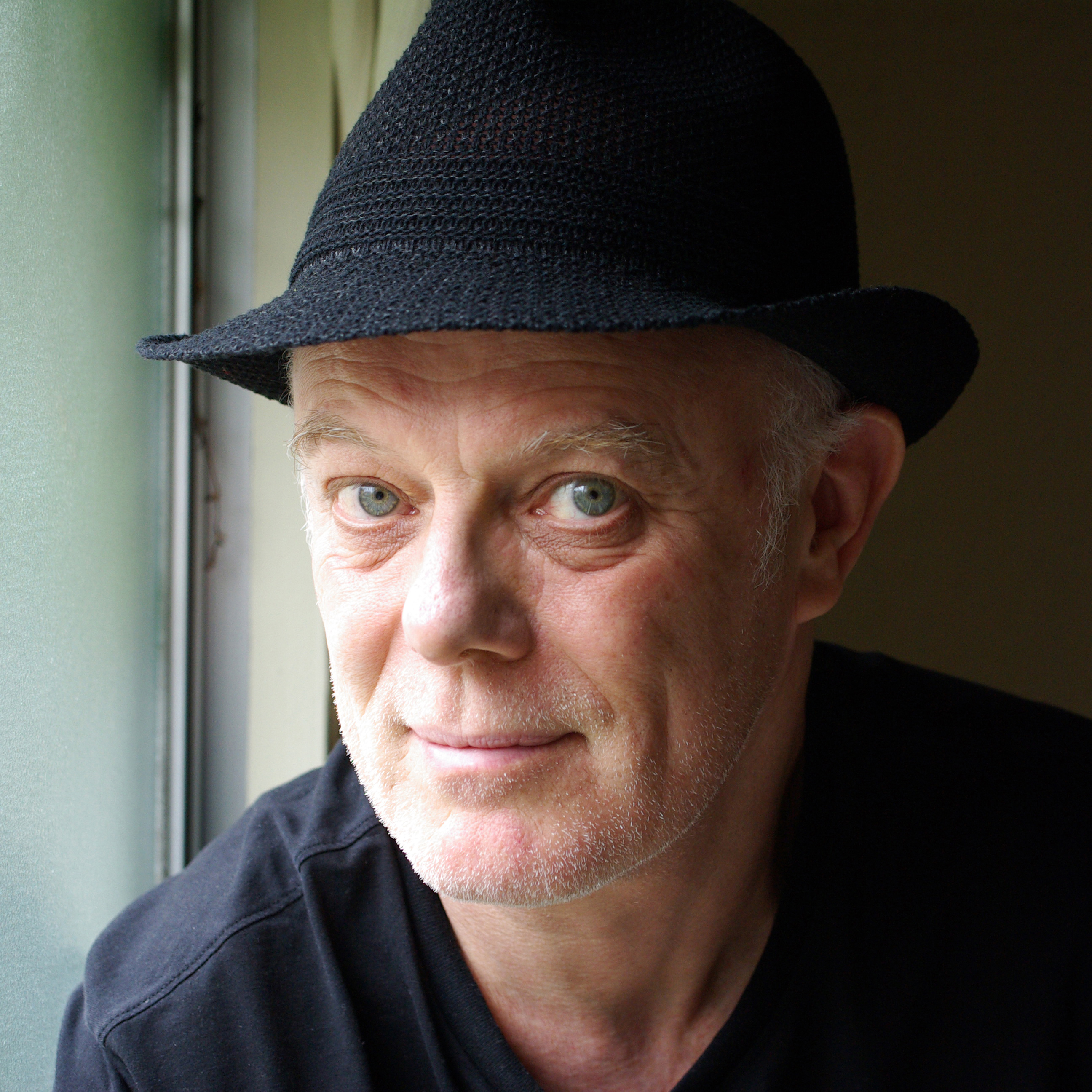
Morgan Fisher; * 1. Januar

- 01. Januar: Morgan Fisher, britischer Keyboarder (Mott the Hoople)
- 01. Januar: Steve Ripley, US-amerikanischer Country- und Blues-Gitarrist (The Tractors)
- 02. Januar: David Shifrin, US-amerikanischer Klarinettist und Musikpädagoge
- 03. Januar: Beth Anderson, US-amerikanische Komponistin
- 03. Januar: Christoph Delz, Schweizer Komponist und Pianist († 1993)
- 04. Januar: Robert Dick, US-amerikanischer Flötist und Komponist
- 05. Januar: Art Baron, US-amerikanischer Jazzposaunist und Tubist
- 05. Januar: Halvdan Sivertsen, norwegischer Liedermacher
- 05. Januar: Chris Stein, US-amerikanischer Gitarrist (Blondie)
- 06. Januar: Safy Boutella, algerischer Jazz-Musiker, Filmkomponist und Schauspieler

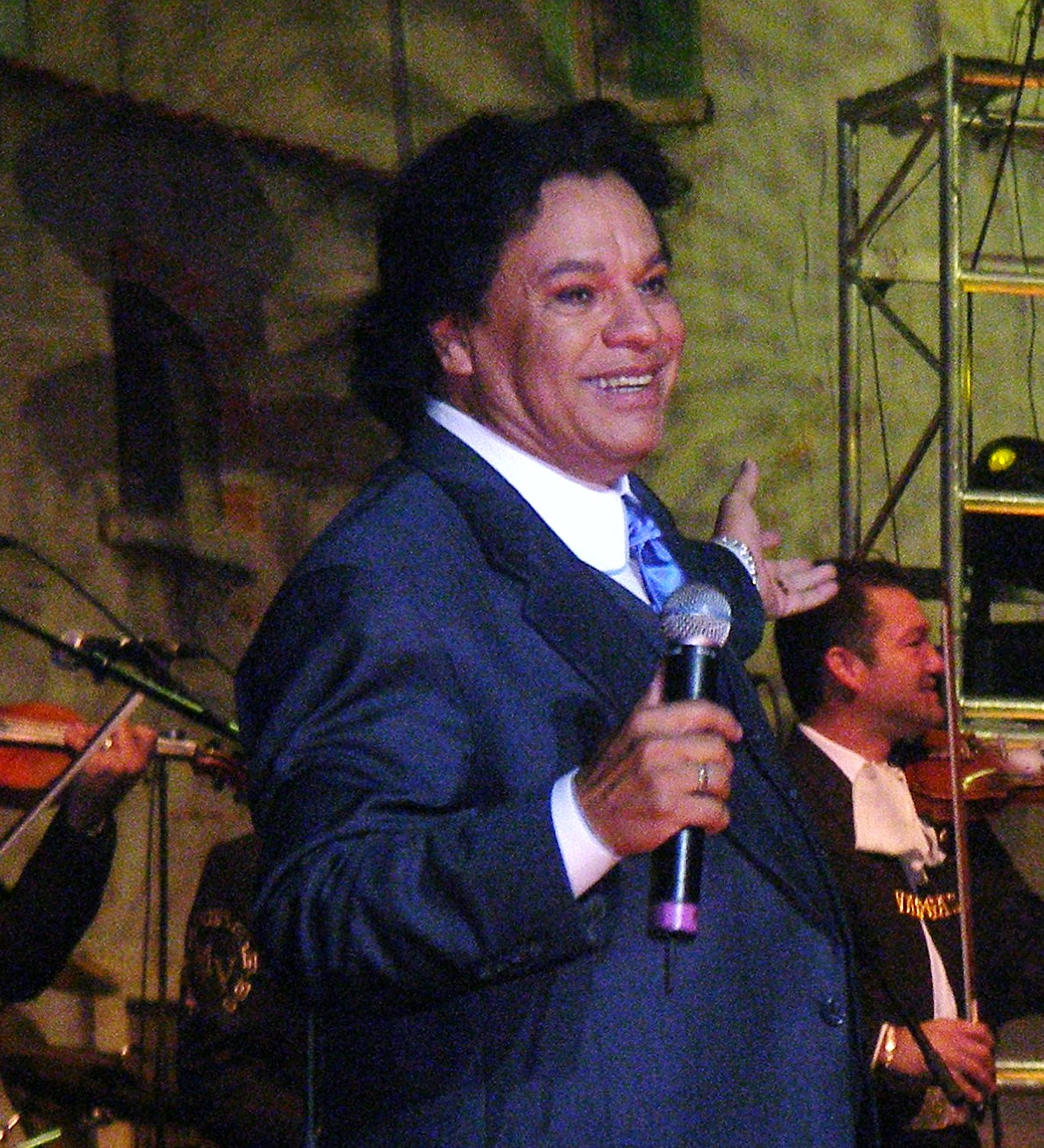
Juan Gabriel; * 7. Januar

- 07. Januar: Juan Gabriel, mexikanischer Sänger und Komponist († 2016)
- 09. Januar: David Johansen, US-amerikanischer Sänger (New York Dolls), Songwriter und Schauspieler († 2025)
- 09. Januar: Rio Reiser, deutscher Rockmusiker († 1996)
- 09. Januar: Wolfgang Rohde, deutscher Musiker († 2016)
- 10. Januar: Carlo Siliotto, italienischer Komponist
- 12. Januar: Pasquale Panella, italienischer Schriftsteller und Liedtexter
- 13. Januar: Denis Bédard, kanadischer Organist und Komponist
- 13. Januar: Bernd Wippich, deutscher Sänger und Musiker († 2014)

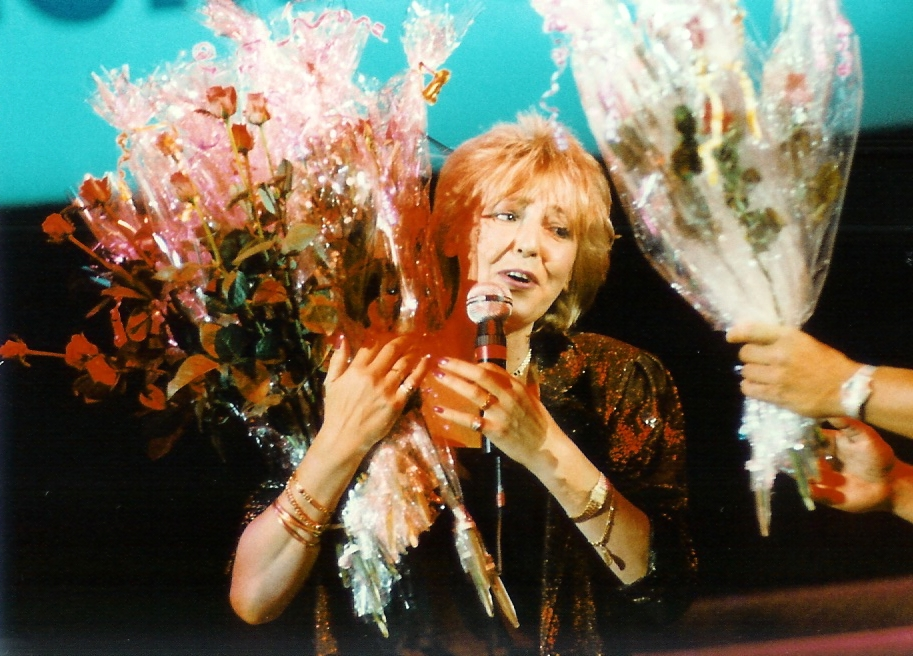
Hanne Haller; * 14. Januar

- 14. Januar: Hanne Haller, deutsche Schlagersängerin, Komponistin, Texterin († 2005)
- 14. Januar: R. P. S. Lanrue, deutscher Musiker († 2024)
- 14. Januar: Nicholas McGegan, britischer Dirigent, Cembalist, Pianist und Flötist
- 15. Januar: Kurt Schulzke, deutscher Maler, Musiker und Autor († 2017)
- 16. Januar: Henri Brassard, kanadischer Pianist
- 16. Januar: Damo Suzuki, deutscher Sänger japanischer Herkunft (Can) († 2024)
- 17. Januar: Paul Rishell, US-amerikanischer Bluesgitarrist
- 21. Januar: Andrzej Chłopecki, polnischer Musikwissenschaftler und -kritiker († 2012)

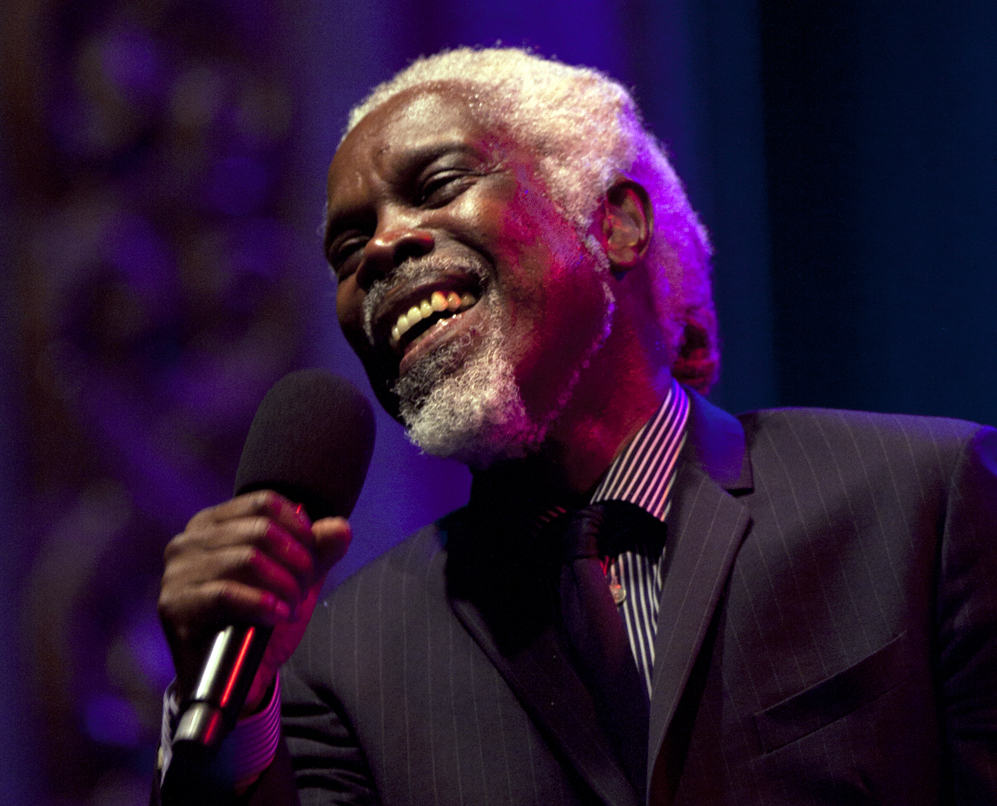
Billy Ocean, * 21. Januar

- 21. Januar: Billy Ocean, britischer Popsänger aus Trinidad
- 23. Januar: Bill Cunningham, US-amerikanischer Musiker
- 23. Januar: Danny Federici, US-amerikanischer Musiker (E Street Band) († 2008)
- 23. Januar: Luis Alberto Spinetta, argentinischer Rockmusiker und -komponist († 2012)
- 24. Januar: Becky Hobbs, US-amerikanische Country-Sängerin
- 26. Januar: Paul Pena, US-amerikanischer Bluesmusiker († 2005)
- 28. Januar: Bob Hay, US-amerikanischer Songwriter und Multiinstrumentalist
- 28. Januar: Gro Anita Schønn, norwegischer Sänger und Schauspieler († 2001)
- 29. Januar: Max Carl, US-amerikanischer Rock- und Pop-Sänger (Grand Funk Railroad)
- 30. Januar: Hélène Gagné, kanadische Cellistin und Musikpädagogin

### Februar
- 01. Februar: Mike Campbell, US-amerikanischer Musiker und Gitarrist (Tom Petty and the Heartbreakers und Mudcrutch)
- 02. Februar: Ross Valory, US-amerikanischer Musiker (Journey und The Storm)
- 03. Februar: Markku Aro, finnischer Schlagersänger
- 03. Februar: María Jiménez, spanische Sängerin († 2023)
- 03. Februar: Markku Tuomas Puputti, finnischer Schlagersänger
- 03. Februar: John Schlitt, US-amerikanischer Rocksänger (Petra und Head East)
- 04. Februar: Vincent Chancey, US-amerikanischer Jazz-Hornist und Komponist
- 06. Februar: Ağaxan Abdullayev, aserbaidschanischer Mughamsänger und Musikpädagoge († 2016)

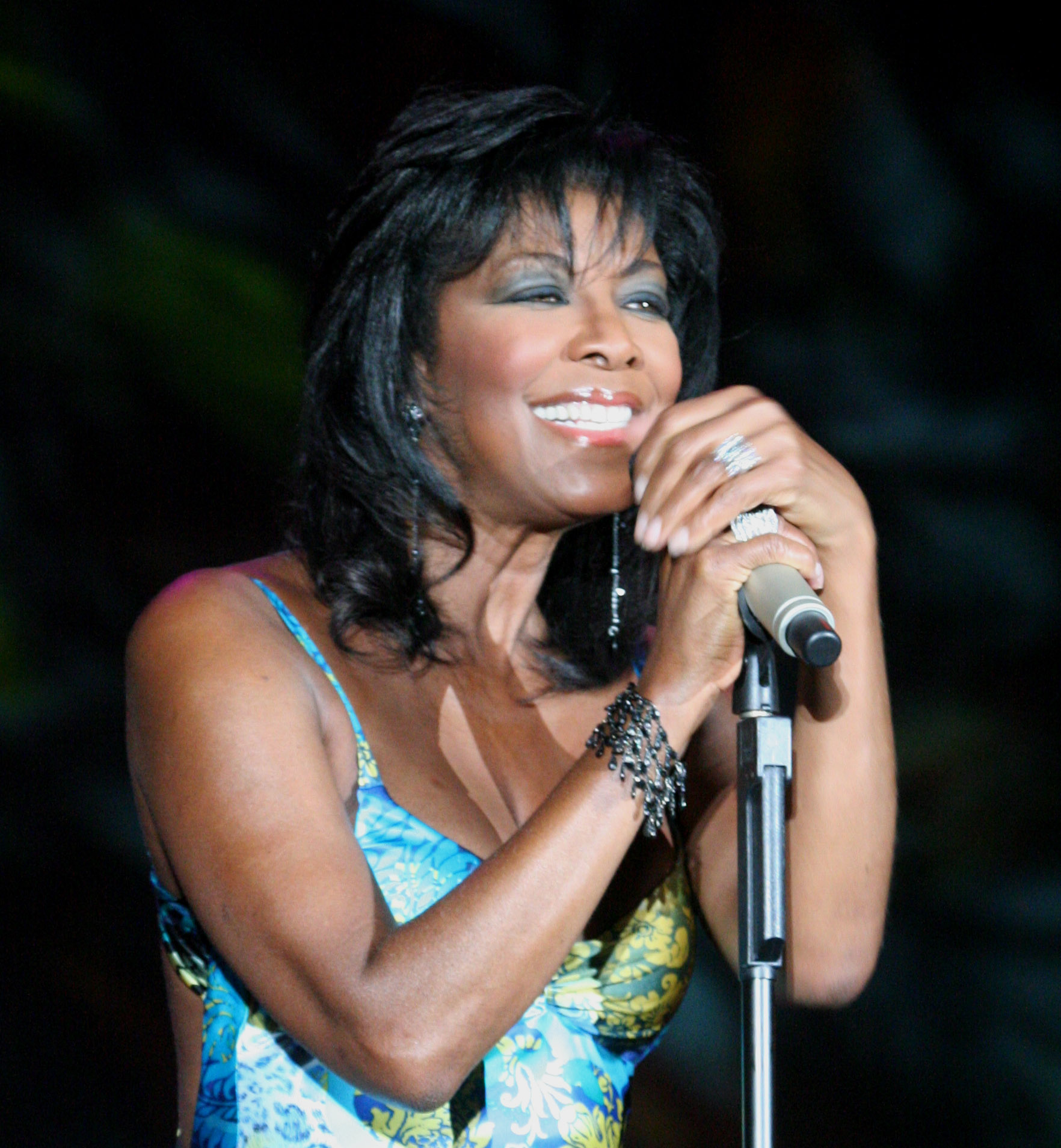
Natalie Cole; * 6. Februar

- 06. Februar: Natalie Cole, US-amerikanische Sängerin und Filmschauspielerin († 2015)
- 11. Februar: Tomasz Bugaj, polnischer Dirigent und Musikpädagoge

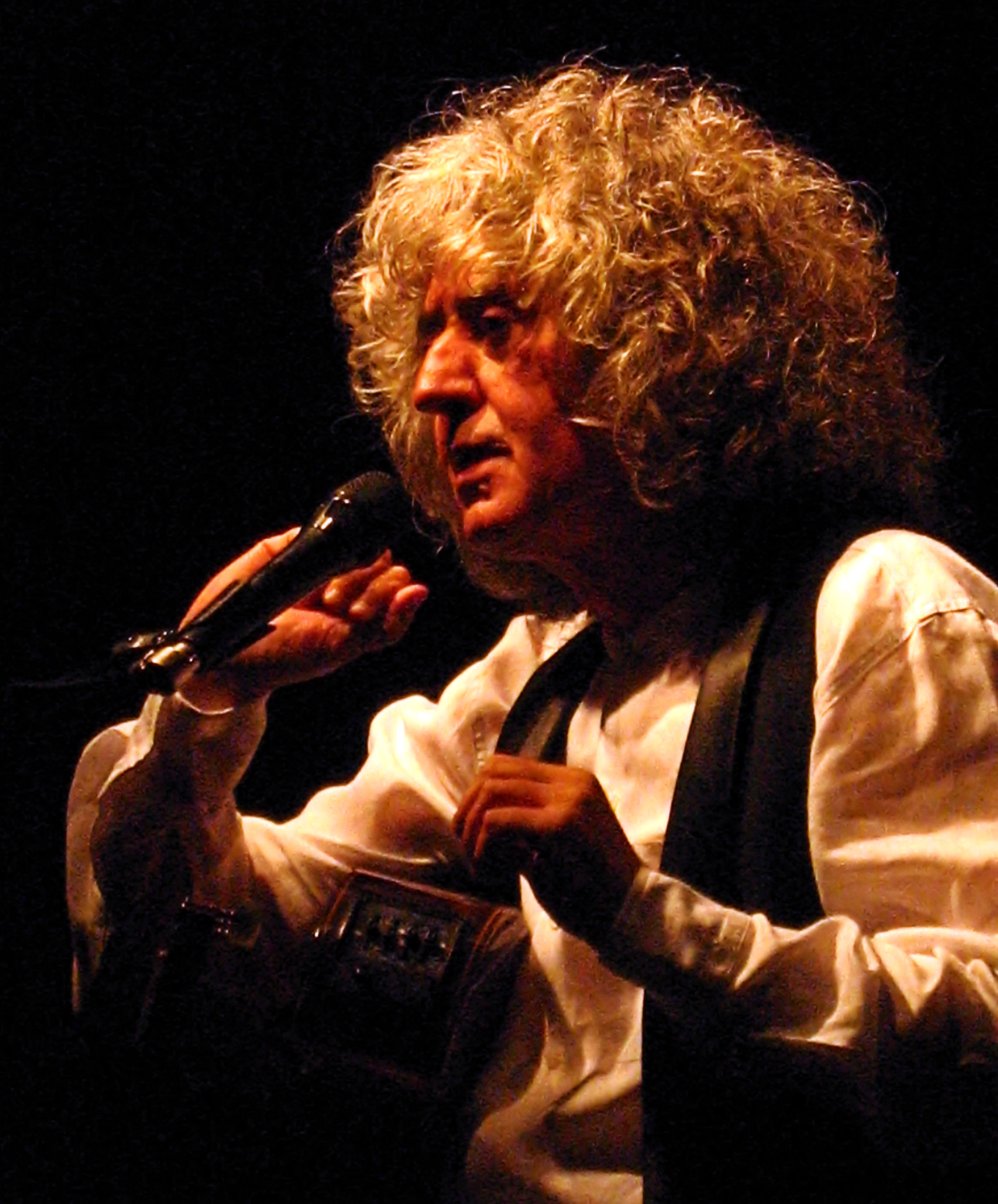
Angelo Branduardi; * 12. Februar

- 12. Februar: Angelo Branduardi, italienischer Musiker
- 12. Februar: Steve Hackett, britischer Musiker (Genesis)
- 13. Februar: Mazhar Alanson, türkischer Popmusiker und Schauspieler
- 13. Februar: Bob Daisley, australischer Bassist

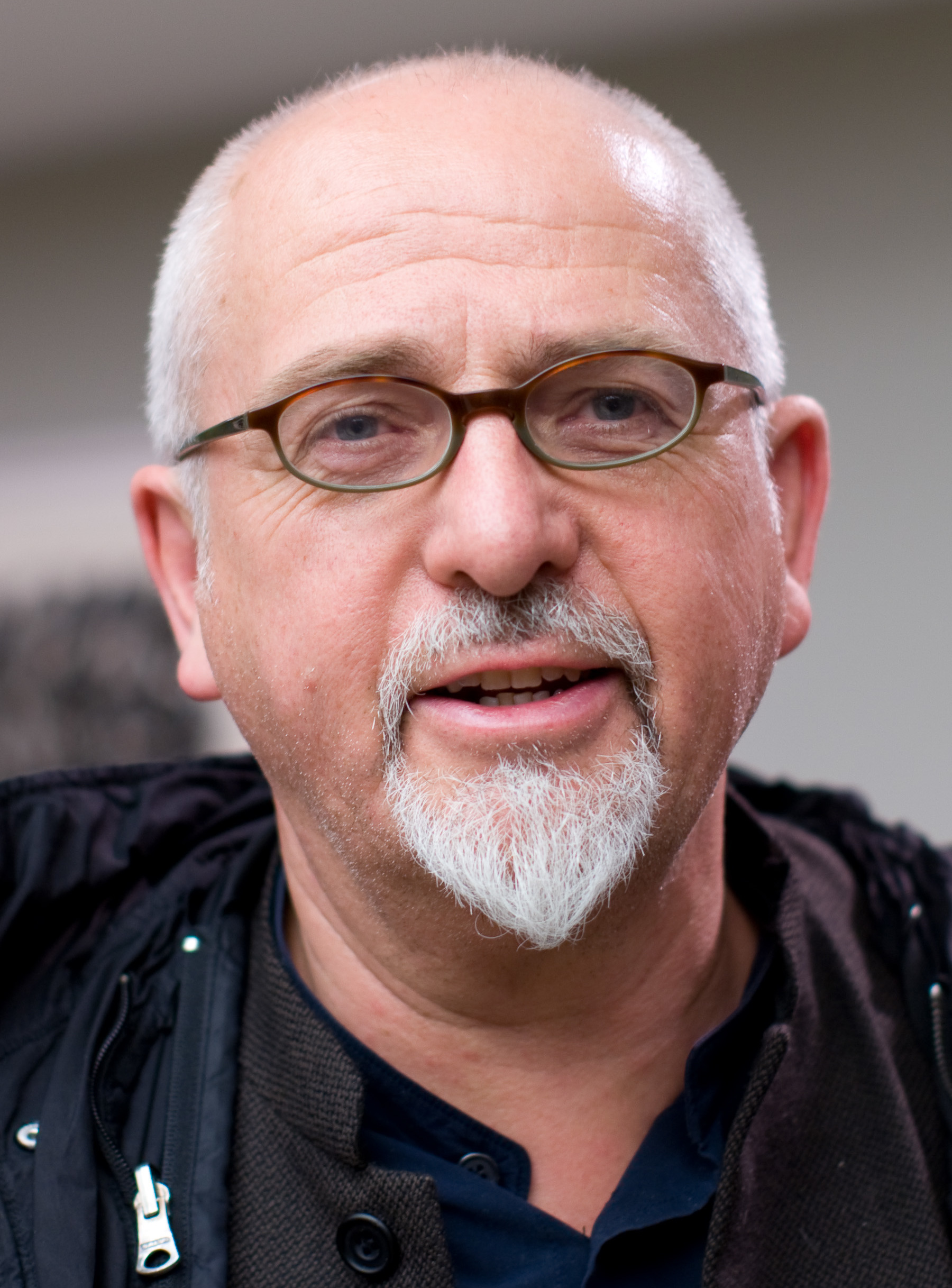
Peter Gabriel; * 13. Februar

- 13. Februar: Peter Gabriel, britischer Musiker, Komponist, Liedtexter und Video-Künstler (Genesis)
- 14. Februar: Roger Fisher, US-amerikanischer Gitarrist (Heart und Alias)
- 15. Februar: Guy Touvron, französischer Klassischer Trompeter und Hochschullehrer († 2024)
- 16. Februar: Joël Prévost, französischer Chansonsänger († 2024)
- 16. Februar: Roman Tam, chinesischer Sänger († 2002)
- 17. Februar: Wolfgang Hofer, österreichischer Schlagersänger, Komponist und Liedtexter
- 17. Februar: Peter Mechtler, österreichischer Komponist und Entwickler von Hard- und Software digitaler Musik
- 18. Februar: Shahram Nazeri, kurdisch-iranischer Sänger und Komponist
- 18. Februar: Cybill Shepherd, US-amerikanische Schauspielerin und Sängerin
- 18. Februar: Foday Musa Suso, gambischer Koraspieler († 2025)
- 19. Februar: Andy Powell, britischer Gitarrist (Wishbone Ash)
- 20. Februar: Bernhard R. Appel, deutscher Musikwissenschaftler und Herausgeber
- 20. Februar: Walter Becker, US-amerikanischer Musiker (Steely Dan) († 2017)
- 20. Februar: Tony Wilson, britischer Musikmanager, Nachtclubbetreiber und TV-Journalist († 2007)
- 21. Februar: Bruce Vogt, kanadischer Pianist und Musikpädagoge
- 22. Februar: Lenny Kuhr, niederländische Sängerin
- 23. Februar: John Greaves, britischer Musiker
- 23. Februar: Maxi, irische Sängerin und Moderatorin
- 23. Februar: Michel Meynaud, französischer Musiker († 2016)
- 24. Februar: Howard Griffiths, britischer Dirigent
- 24. Februar: George Thorogood, US-amerikanischer Bluesrock-Musiker
- 25. Februar: Finn Hauge, norwegischer Jazzmusiker (Geige, Harmonika)
- 26. Februar: Jonathan Cain, US-amerikanischer Rockmusiker (Journey)
- 26. Februar: Susan Osborn, US-amerikanische Sängerin († 2024)
- 26. Februar: Billy Steinberg, US-amerikanischer Songwriter
- 27. Februar: Gilla, österreichische Sängerin
- 28. Februar: Stephen Chatman, kanadischer Komponist und Musikpädagoge

### März
- 02. März: Karen Carpenter, US-amerikanische Sängerin († 1983)
- 02. März: Nick MacKenzie, niederländischer Sänger
- 05. März: Thomas Friz, deutscher Musiker († 2023)
- 07. März: Iris Chacón, puerto-ricanische Tänzerin, Sängerin und Entertainerin
- 08. März: Vajta, jugoslawischer Musiker
- 09. März: Howard Shelley, britischer Pianist und Komponist
- 10. März: Stephen Oliver, britischer Opernkomponist († 1992)
- 11. März: Katia Labèque, französische Pianistin (Duo Katia und Marielle Labèque)

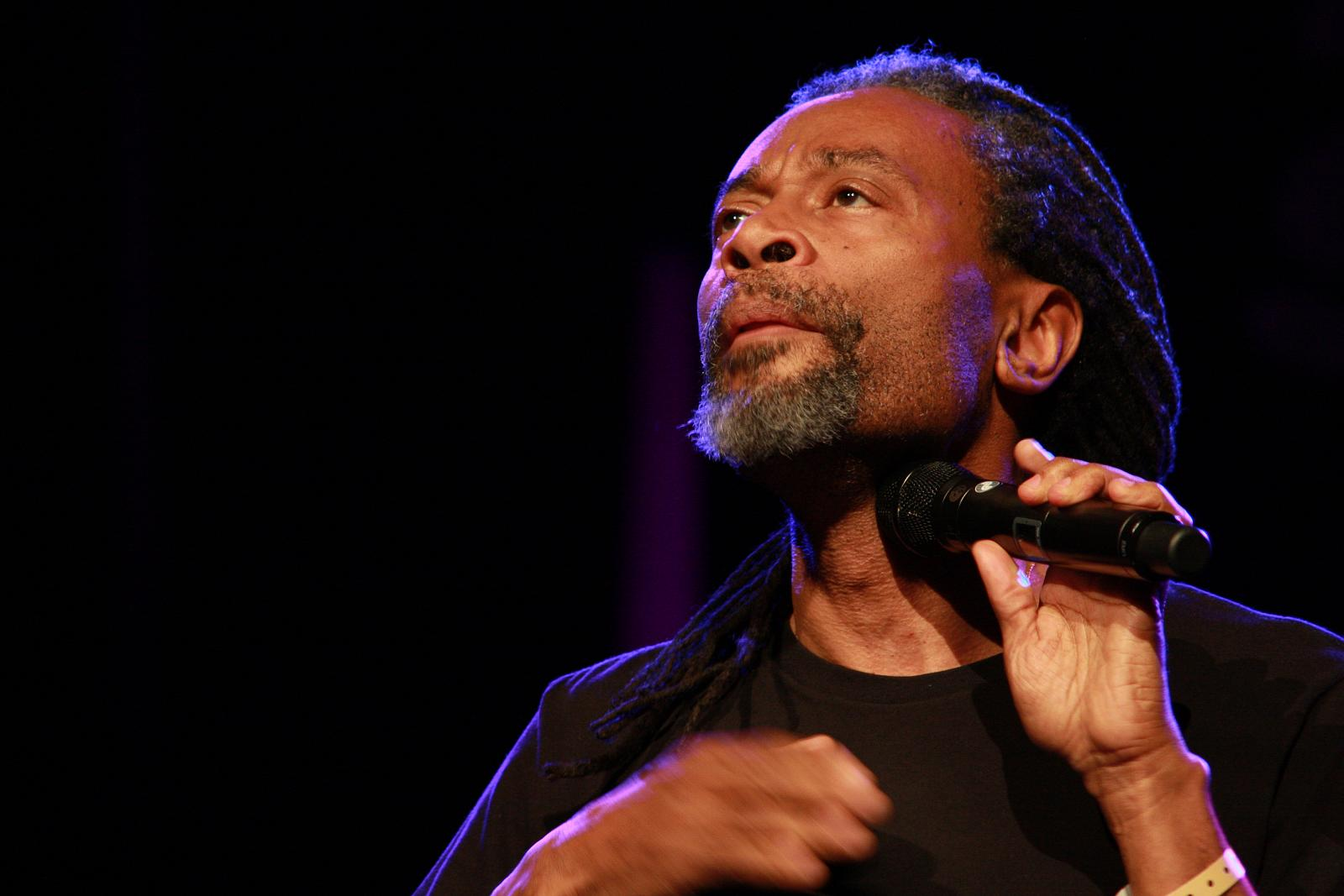
Bobby McFerrin; * 11. März

- 11. März: Bobby McFerrin, US-amerikanischer Vokalkünstler, Sänger und Dirigent
- 14. März: Jo Ann Endicott, australische Tänzerin
- 18. März: James Conlon, US-amerikanischer Dirigent
- 19. März: Nadeschda Georgijewna Babkina, sowjetische bzw. russische Altistin und Chorleiterin
- 19. März: Curtis Fowlkes, US-amerikanischer Jazzmusiker († 2023)
- 19. März: Steve Houben, belgischer Jazz-Saxophonist und Flötist
- 20. März: Kris De Bruyne, belgischer Sänger († 2021)

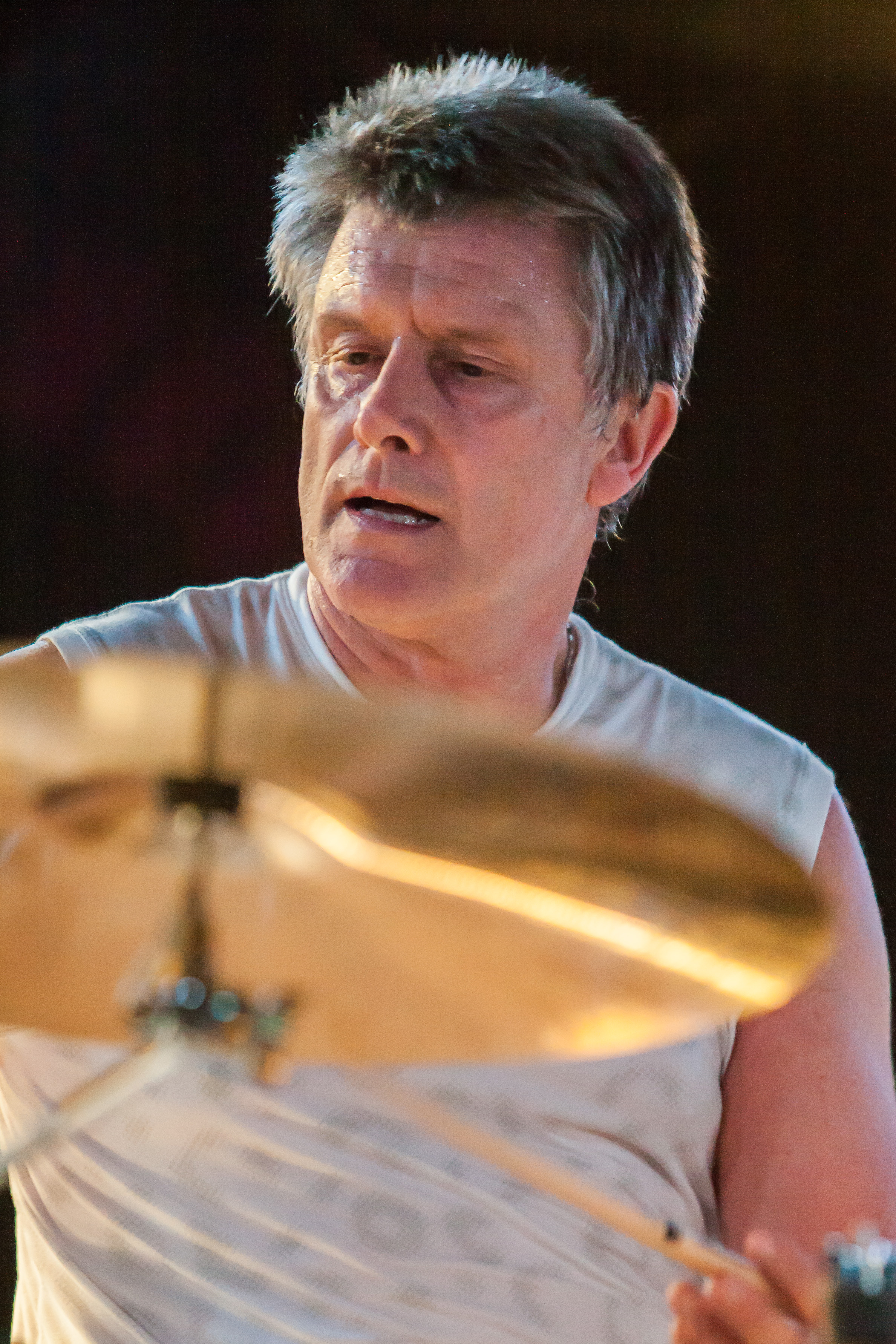
Carl Palmer; * 20. März

- 20. März: Carl Palmer, britischer Rockmusiker (Emerson, Lake & Palmer, Asia)

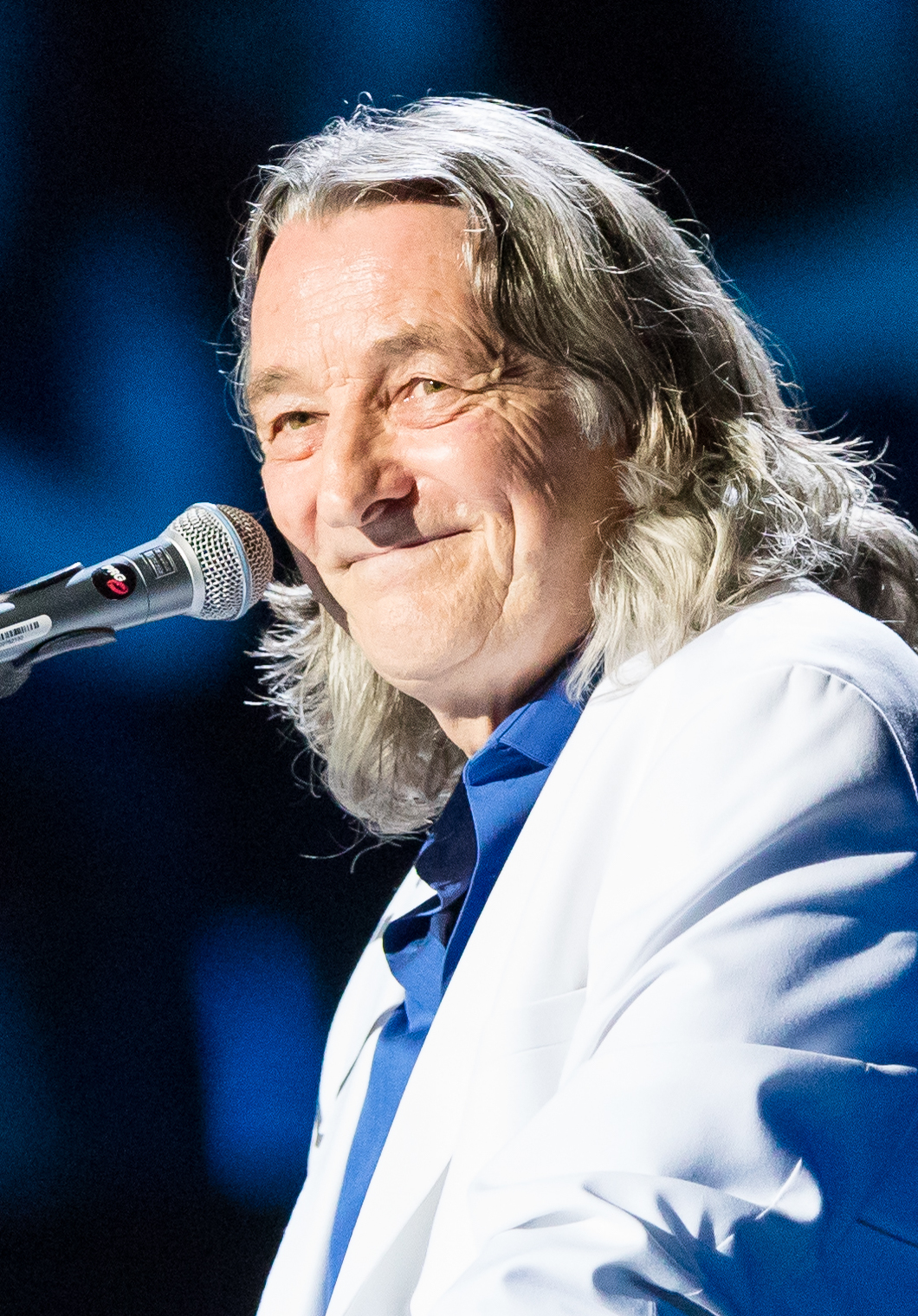
Roger Hodgson; * 21. März

- 21. März: Roger Hodgson, britischer Musiker (Supertramp)
- 21. März: Tiger Okoshi, japanisch-amerikanischer Jazztrompeter
- 22. März: Goran Bregović, bosnischer Musiker und Komponist
- 22. März: David Golub, US-amerikanischer Pianist und Dirigent († 2000)
- 25. März: Chuck Greenberg, US-amerikanischer Fusion-Musiker und Bandleader († 1995)
- 26. März: Ronnie McDowell, US-amerikanischer Musiker
- 26. März: Teddy Pendergrass, US-amerikanischer R&B-Sänger (died 2010)
- 26. März: Alan Silvestri, US-amerikanischer Komponist
- 27. März: Tony Banks, britischer Musiker (Genesis)
- 27. März: Maria Ewing, US-amerikanische Opernsängerin (Sopran/Mezzosopran) († 2022)
- 28. März: Claudio Lolli, italienischer Cantautore und Schriftsteller († 2018)
- 29. März: Mory Kanté, guineischer Musiker († 2020)
- 30. März: John D’earth, US-amerikanischer Jazz-Trompeter und Komponist

### April
- 01. April: Billy Currie, britischer Musiker und Songwriter
- 02. April: Klaus Arp, deutscher Komponist, Dirigent und Musikpädagoge († 2016)
- 02. April: Dave Smith, US-amerikanischer Ingenieur, Musiker, Gründer der Synthesizer-Firma Sequential († 2022)
- 03. April: Diether Dehm, deutscher Politiker, auch Liedermacher und Autor
- 03. April: Dominic Grech, maltesischer Sänger und Komponist († 2005)
- 04. April: Ndingo Johwa, botswanischer Trompeter, Flügelhornist, Kornettist, Gitarrist, Sänger und Komponist
- 04. April: Klaus Kreuzeder, deutscher Saxophonist († 2014)
- 04. April: Pip Pyle, britischer Schlagzeuger († 2006)
- 05. April: Bent Åserud, norwegischer Komponist

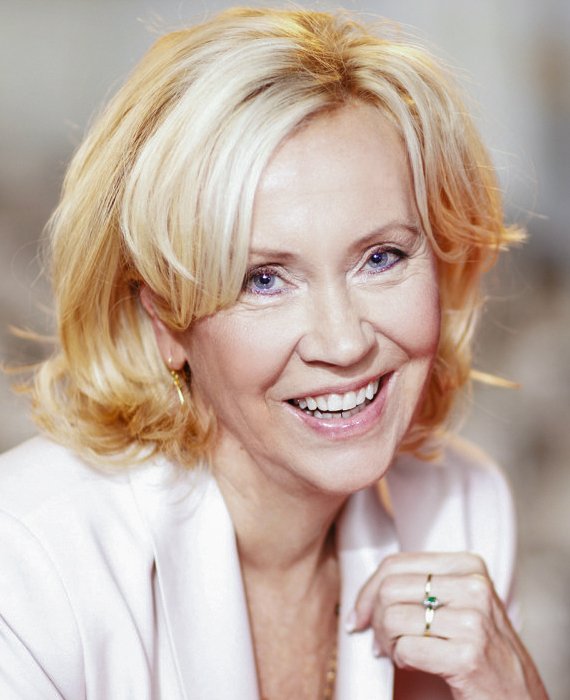
Agnetha Fältskog; * 5. April

- 05. April: Agnetha Fältskog, schwedische Sängerin (ABBA)
- 05. April: Harpo, schwedischer Popsänger
- 06. April: Sue Schell, schweizerisch-amerikanische Sängerin
- 07. April: Herwig Pöschl, österreichischer Musiker, Kulturmanager und Kurator († 2022)
- 10. April: Eddie Hazel, US-amerikanischer Gitarrist († 1992)
- 11. April: Paul Fromin, französischer Komponist und Dirigent
- 12. April: David Cassidy, US-amerikanischer Schauspieler und Sänger († 2017)
- 12. April: Emilio Del Guercio, argentinischer Rockgitarrist und -bassist
- 12. April: Ivar Frounberg, dänischer Komponist und Organist
- 17. April: Åse Hedstrøm, norwegischer Komponist
- 17. April: Jean-Jacques Milteau, französischer Bluessänger und Mundharmonikaspieler

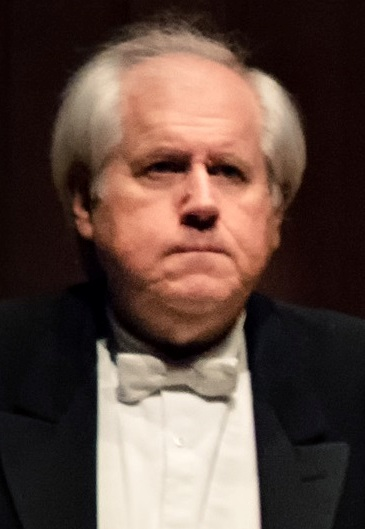
Grigori Sokolow; * 18. April

- 18. April: Grigori Sokolow, russischer Pianist
- 19. April: Earl Gardner, US-amerikanischer Jazztrompeter
- 22. April: Peter Frampton, britischer Rockmusiker
- 23. April: Curtis Clark, US-amerikanischer Jazzpianist
- 24. April: Rob Hyman, US-amerikanischer Musiker (The Hooters)
- 25. April: Steve Ferrone, britischer Soul-Schlagzeuger (Average White Band)
- 25. April: Bobbi Humphrey, US-amerikanische Flötistin, Altsaxophonistin und Sängerin
- 26. April: Patrick Artero, französischer Jazztrompeter, Kornettist und Flügelhorn-Spieler
- 26. April: L. Shankar, indischer Violinist und Komponist
- 28. April: Willie Colón, US-amerikanischer Salsamusiker

### Mai
- 02. Mai: François Couturier, französischer Jazz-Pianist
- 02. Mai: Lou Gramm, US-amerikanischer Rock-Sänger (Foreigner)
- 02. Mai: Manfred Maurenbrecher, deutscher Liedermacher und Autor
- 03. Mai: Dag Syver Arnesen, norwegischer Jazz-Pianist und Bandleader
- 03. Mai: Wolfram Bodag, deutscher Bluesmusiker, Textautor und Komponist
- 03. Mai: Mary Hopkin, britische Sängerin
- 04. Mai: Darryl Hunt, britischer Musiker und Songwriter (The Pogues) († 2022)
- 05. Mai: Maggie MacNeal, niederländische Sängerin
- 07. Mai: Prairie Prince, US-amerikanischer Rock-and-Roll-Schlagzeuger
- 08. Mai: Nancy Telfer, kanadische Komponistin und Chorleiterin
- 09. Mai: Tom Petersson, US-amerikanischer Rockmusiker (Cheap Trick)
- 12. Mai: Ronnie Foster, US-amerikanischer Jazzmusiker (Orgel, Komposition) und Musikproduzent
- 12. Mai: Günter „Holly“ Holwas, deutscher Bluesmusiker († 2014)
- 12. Mai: Billy Squier, US-amerikanischer Sänger und Gitarrist
- 13. Mai: Danny Kirwan, britischer Musiker (Fleetwood Mac) († 2018)

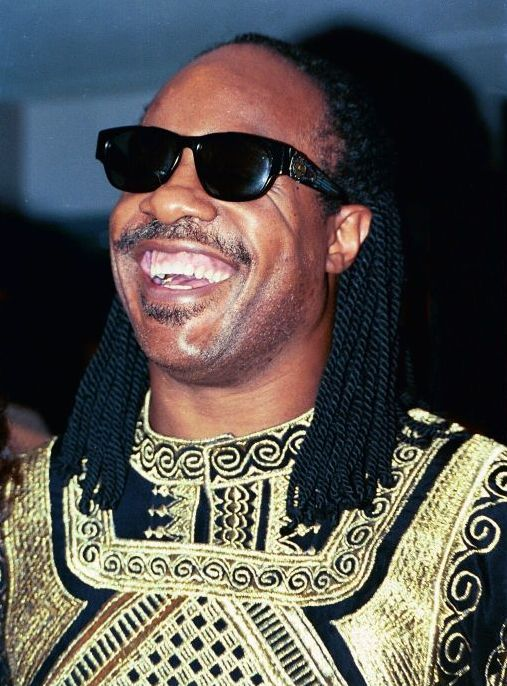
Stevie Wonder; * 13. Mai

- 13. Mai: Stevie Wonder, US-amerikanischer Soul- und Pop-Sänger, Komponist, Multiinstrumentalist sowie Produzent
- 15. Mai: Lise Daoust, kanadische Flötistin und Musikpädagogin
- 16. Mai: Ray Condo, kanadischer Sänger, Saxophonist und Gitarrist († 2004)
- 16. Mai: Pete Jacobsen, britischer Jazzpianist († 2002)
- 16. Mai: Siemen Rühaak, deutscher Schauspieler, Sänger und Regisseur
- 17. Mai: Werther Lohse, deutscher Rockmusiker
- 17. Mai: Algirdas Martinaitis, litauischer Komponist
- 18. Mai: Mark Mothersbaugh, US-amerikanischer Musiker, Komponist und Sänger (Devo)
- 19. Mai: Peter Ponger, österreichischer Jazzpianist und Filmkomponist
- 20. Mai: Victor Lewis, US-amerikanischer Jazz-Schlagzeuger

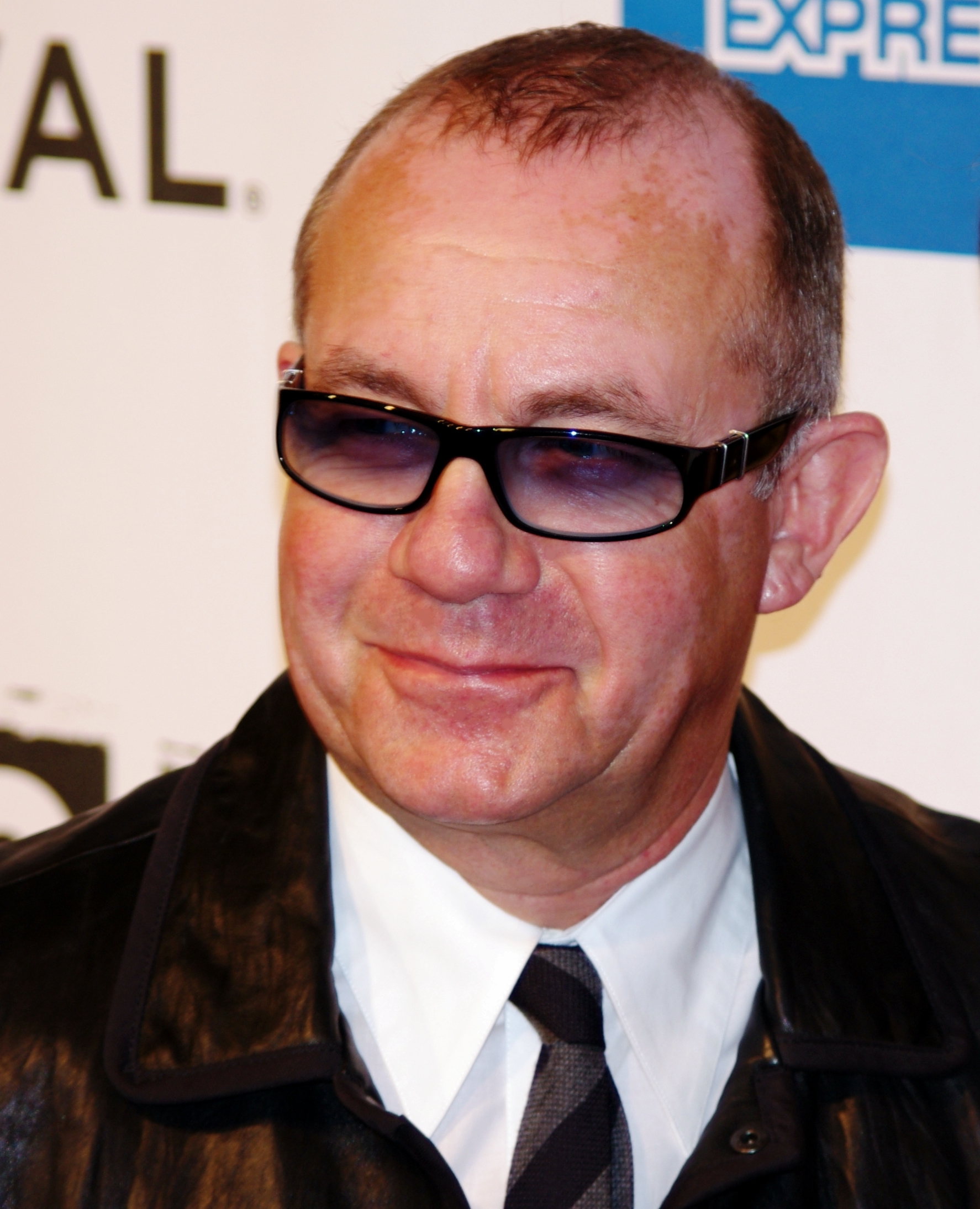
Bernie Taupin; * 22. Mai

- 22. Mai: Bernie Taupin, britischer Lyriker, Liedtexter und Maler
- 24. Mai: Terry Scott Taylor, US-amerikanischer Songwriter, Musikproduzent und Schriftsteller (Daniel Amos und The Swirling Eddies)
- 25. Mai: Otomar Kvěch, tschechischer Komponist und Musikpädagoge († 2018)

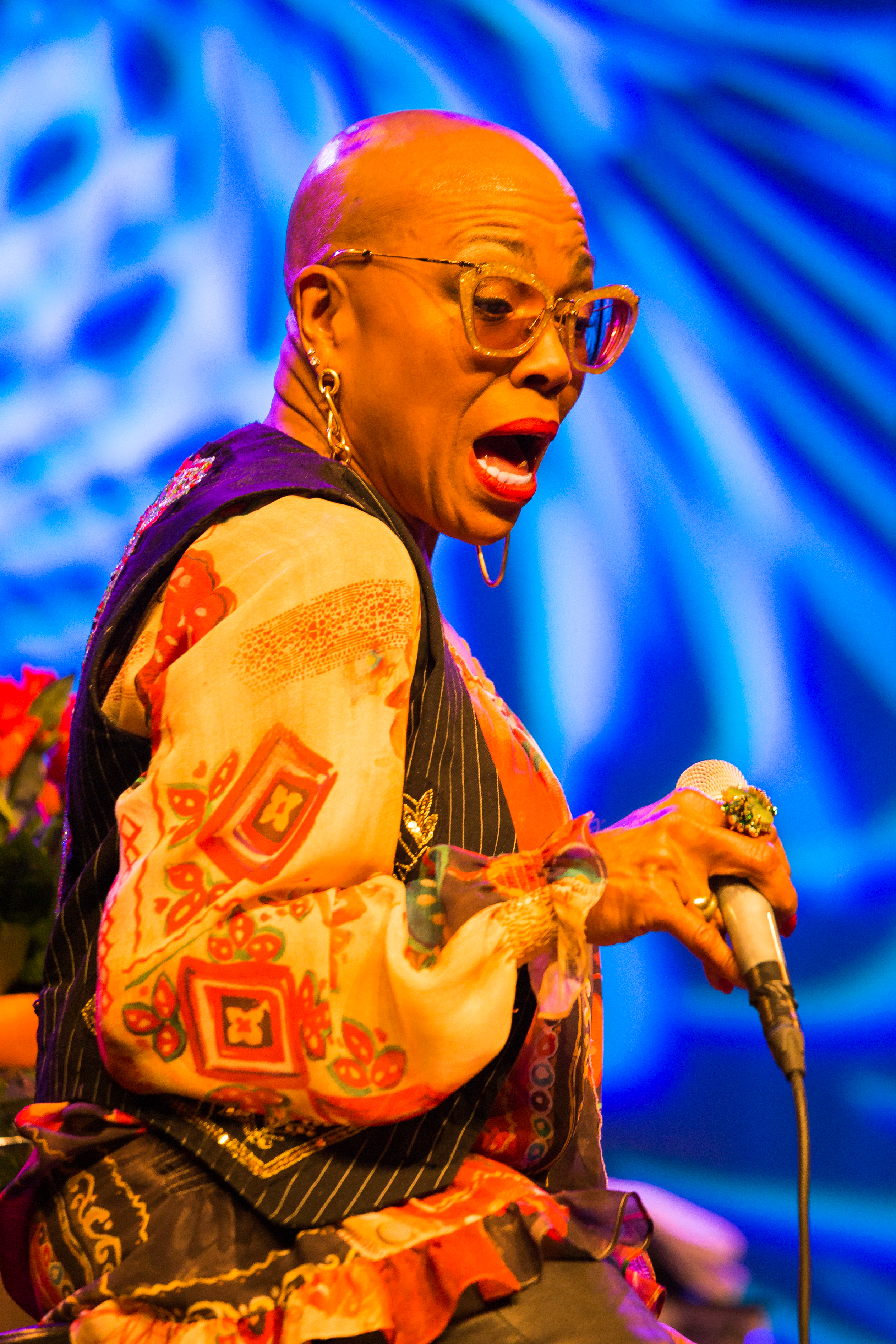
Dee Dee Bridgewater; * 27. Mai

- 27. Mai: Dee Dee Bridgewater, US-amerikanische Jazz-Sängerin und Schauspielerin
- 29. Mai: Rebbie Jackson, US-amerikanische Sängerin und Musikerin

### Juni
- 01. Juni: Tom Robinson, britischer Musiker (Bass und Gesang) und Songwriter
- 02. Juni: Nicos Apostolidis, deutsch-griechischer Musiker

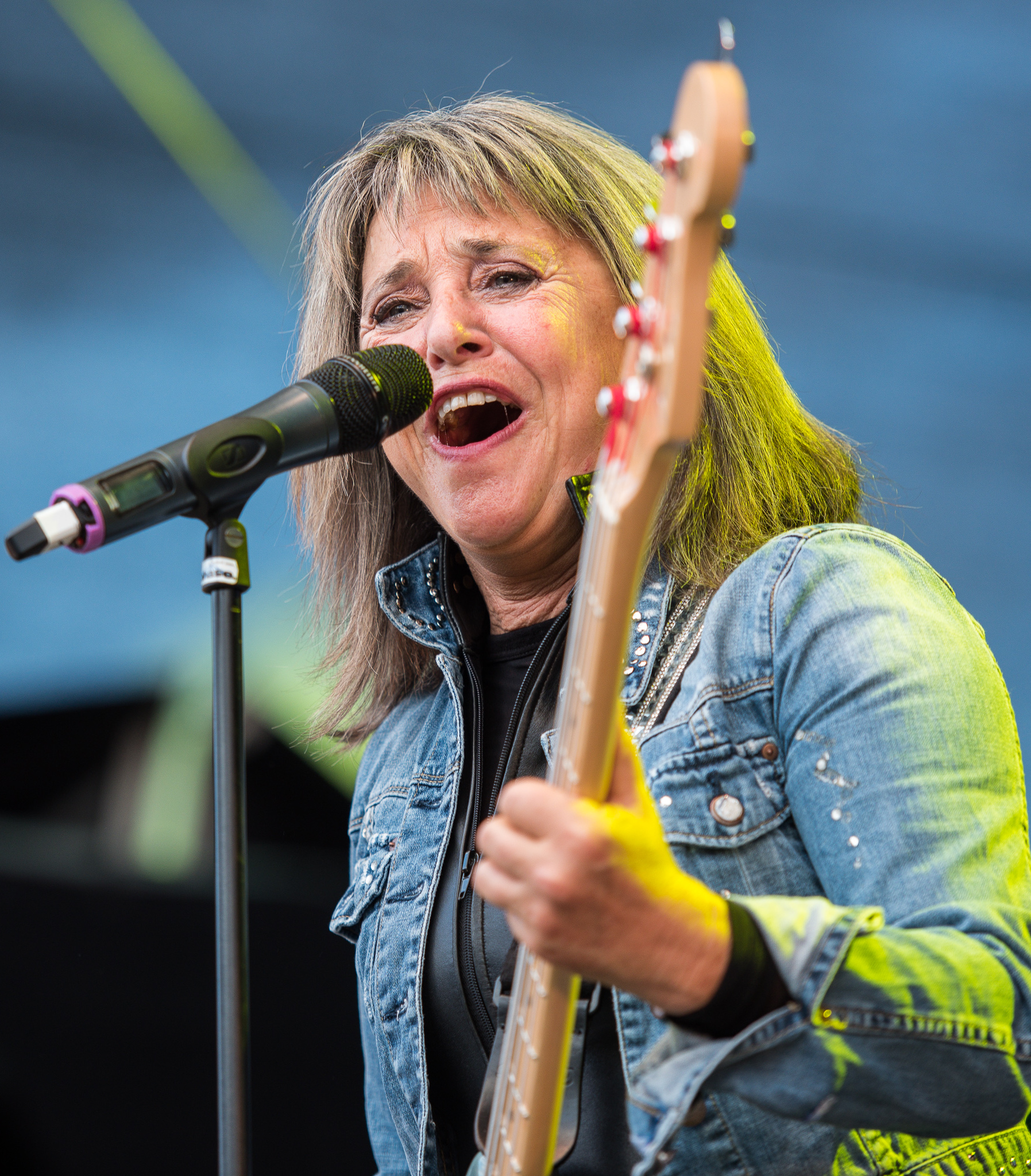
Suzi Quatro; * 3. Juni

- 03. Juni: Suzi Quatro, US-amerikanische Sängerin

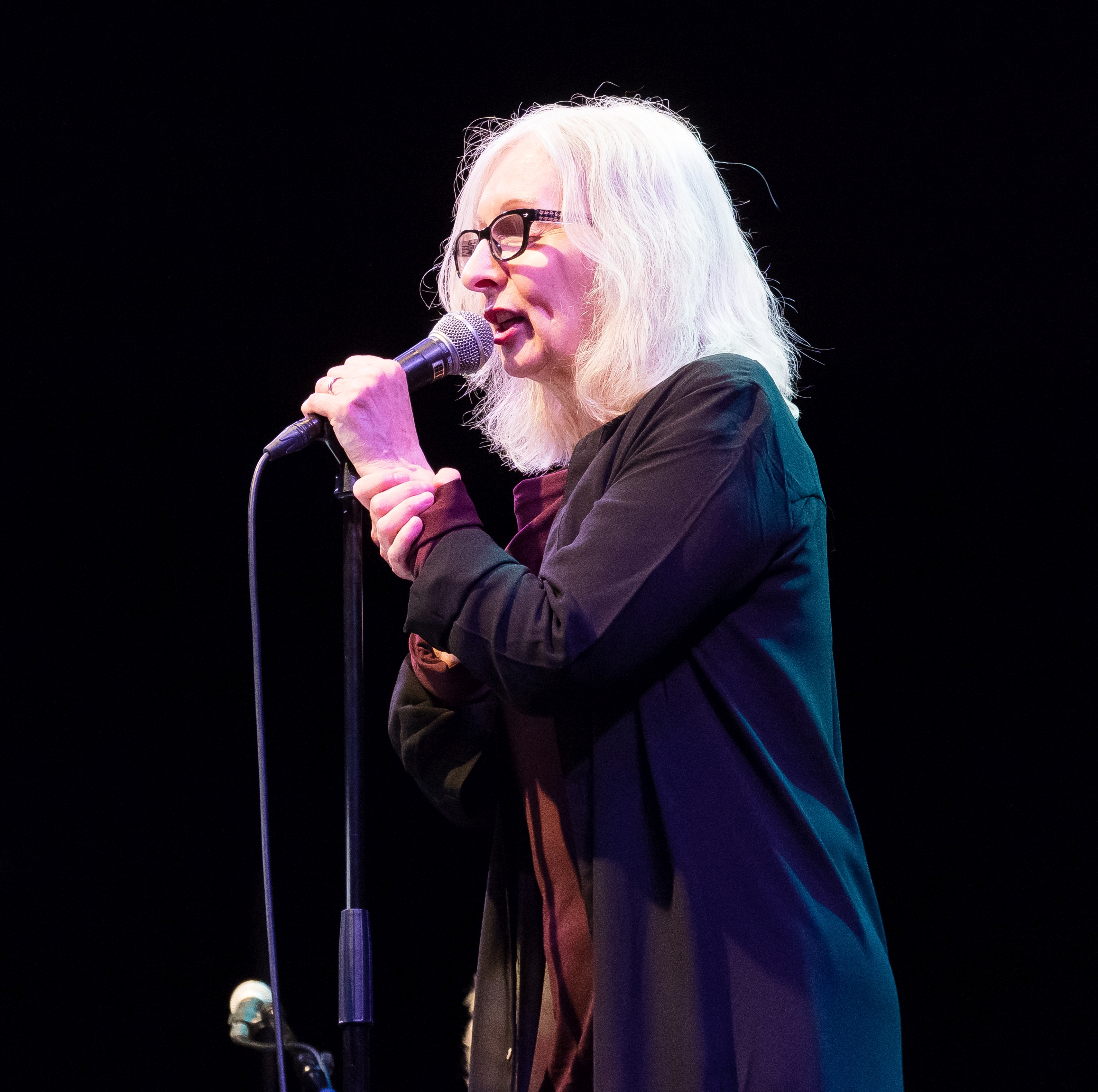
Dagmar Krause; * 4. Juni

- 04. Juni: Dagmar Krause, deutsche Rocksängerin
- 05. Juni: Ronnie Dyson, US-amerikanischer Popsänger († 1990)
- 05. Juni: Barbara Gaskin, britische Sängerin
- 06. Juni: Effi Effinghausen, deutscher Chansonnier, Tangotänzer und Gastronom († 1995)
- 09. Juni: Trevor Bolder, britischer Rockbassist († 2013)
- 10. Juni: Guinga, brasilianischer Komponist und Gitarrist
- 10. Juni: Anna Jantar, polnische Schlagersängerin († 1980)
- 10. Juni: Marcel Khalifé, libanesischer Musiker und Komponist
- 11. Juni: Michael Friis, dänischer Musiker, Musikproduzent und Schauspieler († 2023)
- 11. Juni: Graham Russell, britischer Musiker, Songwriter, Produzent und Gitarrist (Air Supply)
- 12. Juni: Klaus Eberhartinger, österreichischer Sänger, Schauspieler und Moderator
- 14. Juni: Benjamin Hudson, US-amerikanischer Violinist
- 15. Juni: Alan Feinberg, US-amerikanischer Pianist und Musikpädagoge
- 16. Juni: Andrew Ball, britischer Pianist
- 16. Juni: Klaus Lage, deutscher Musiker
- 18. Juni: Heddy Lester, niederländische Sängerin und Schauspielerin († 2023)
- 18. Juni: Jackie Leven, schottischer Liederkomponist und Folk-Musiker († 2011)
- 19. Juni: Ann Wilson, US-amerikanische Sängerin (Heart)
- 21. Juni: Jörg Evers, deutscher Gitarrist, Bassist, Komponist, Arrangeur und Musikproduzent († 2023)
- 21. Juni: Joey Kramer, US-amerikanischer Musiker (Aerosmith)
- 21. Juni: Trygve Thue, norwegischer Gitarrist und Musikproduzent
- 23. Juni: Nicholas Cleobury, britischer Dirigent
- 23. Juni: Pavel Gililov, russischer Pianist
- 23. Juni: Wolfgang Herrmann, deutscher Sänger, Komponist, Texter und Arrangeur
- 23. Juni: Luther Thomas, US-amerikanischer Jazzmusiker († 2009)

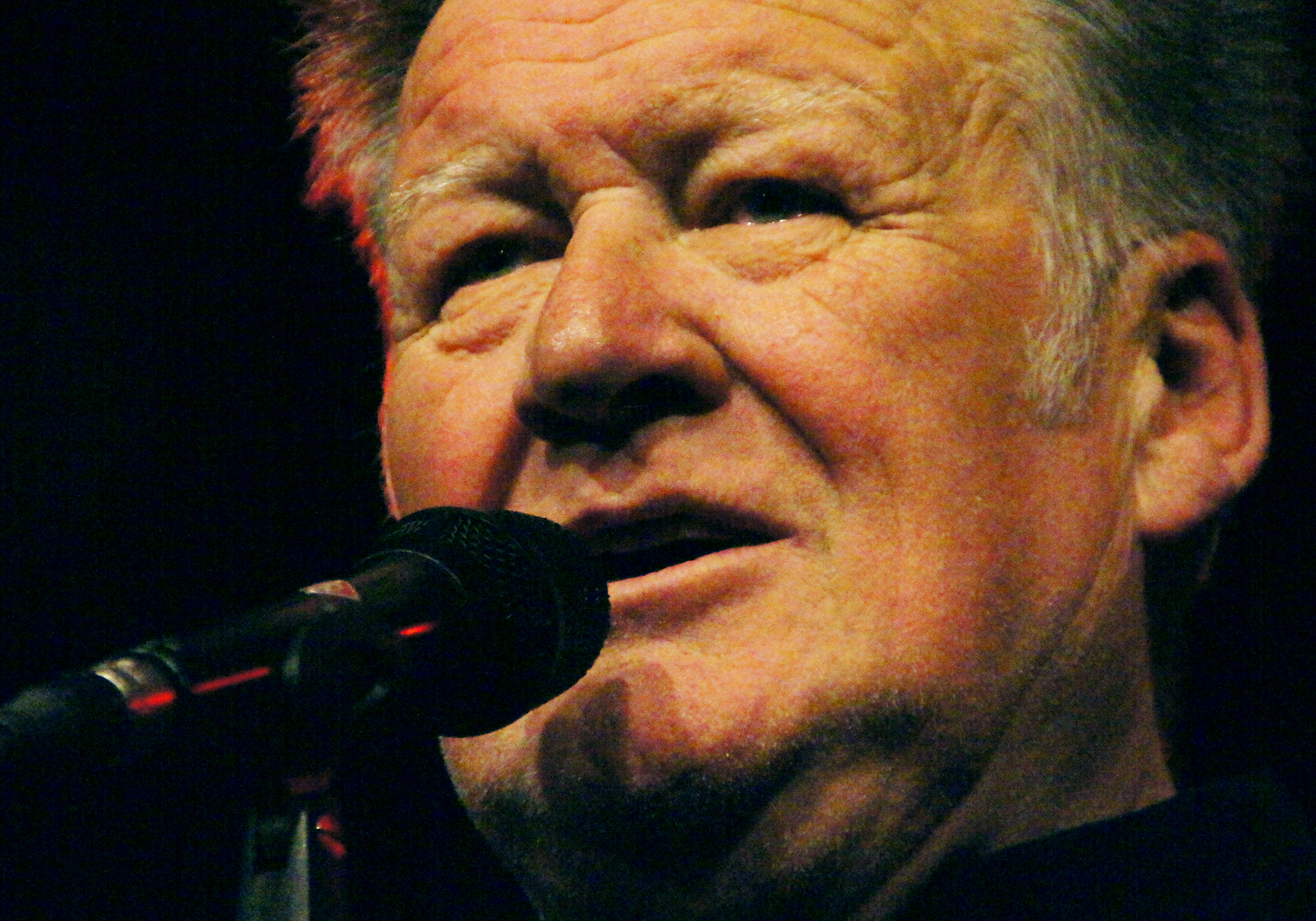
Wilfried; * 24. Juni

- 24. Juni: Wilfried, österreichischer Sänger († 2017)
- 27. Juni: Clay Blaker, US-amerikanischer Country-Musiker
- 27. Juni: Glenn Ferris, US-amerikanischer Jazzmusiker
- 28. Juni: Guttorm Guttormsen, norwegischer Jazzmusiker
- 28. Juni: David Lanz, US-amerikanischer Pianist

### Juli
- 02. Juli: Dirk Busch, deutscher Sänger, Komponist und Soziologe
- 04. Juli: Han’s Klaffl, deutscher Musiklehrer, Kabarettist und Autor († 2025)
- 04. Juli: Tonio K, US-amerikanischer Songwriter

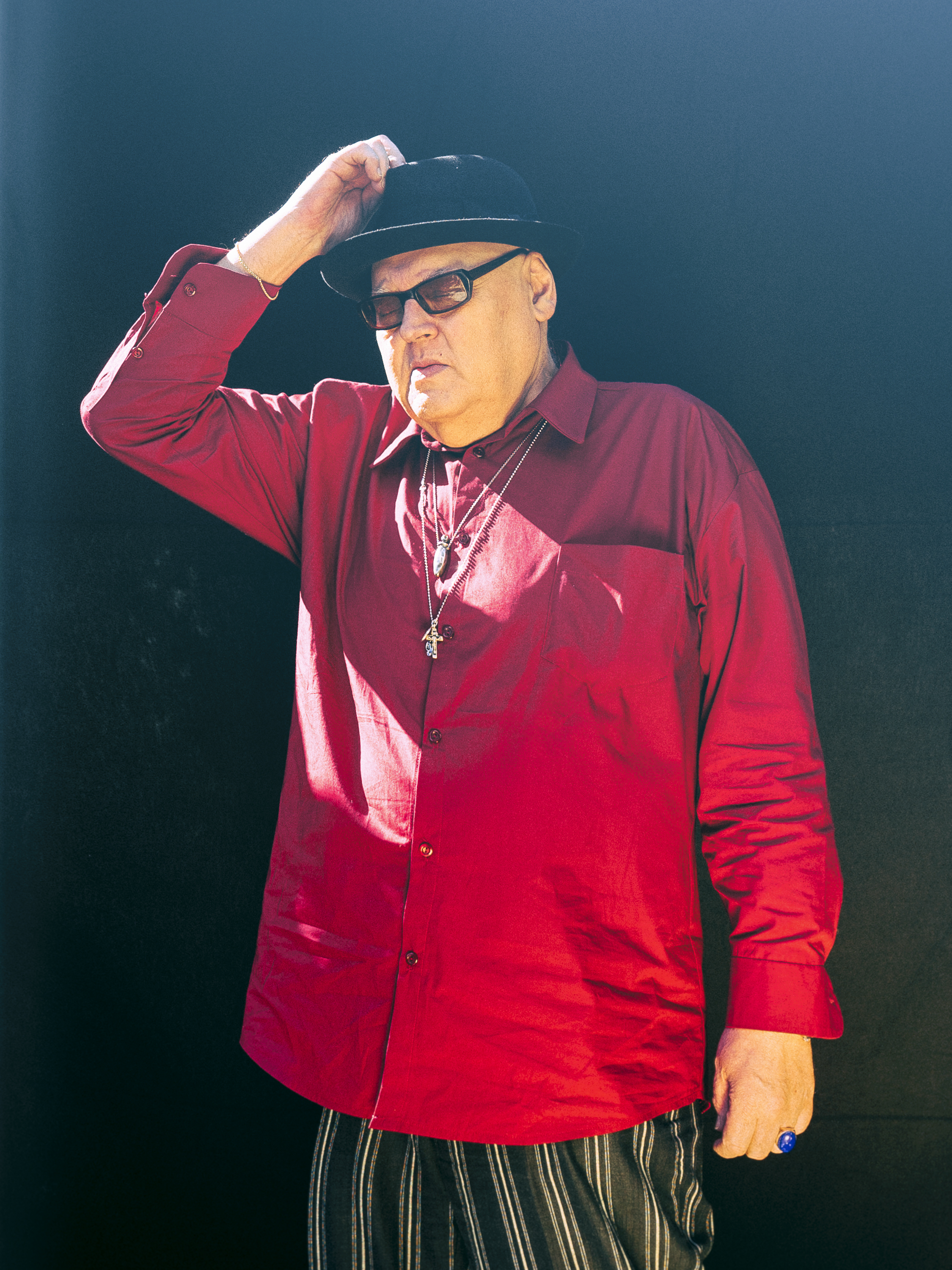
Karl Ratzer; * 4. Juli

- 04. Juli: Karl Ratzer, österreichischer Gitarrist, Sänger und Komponist

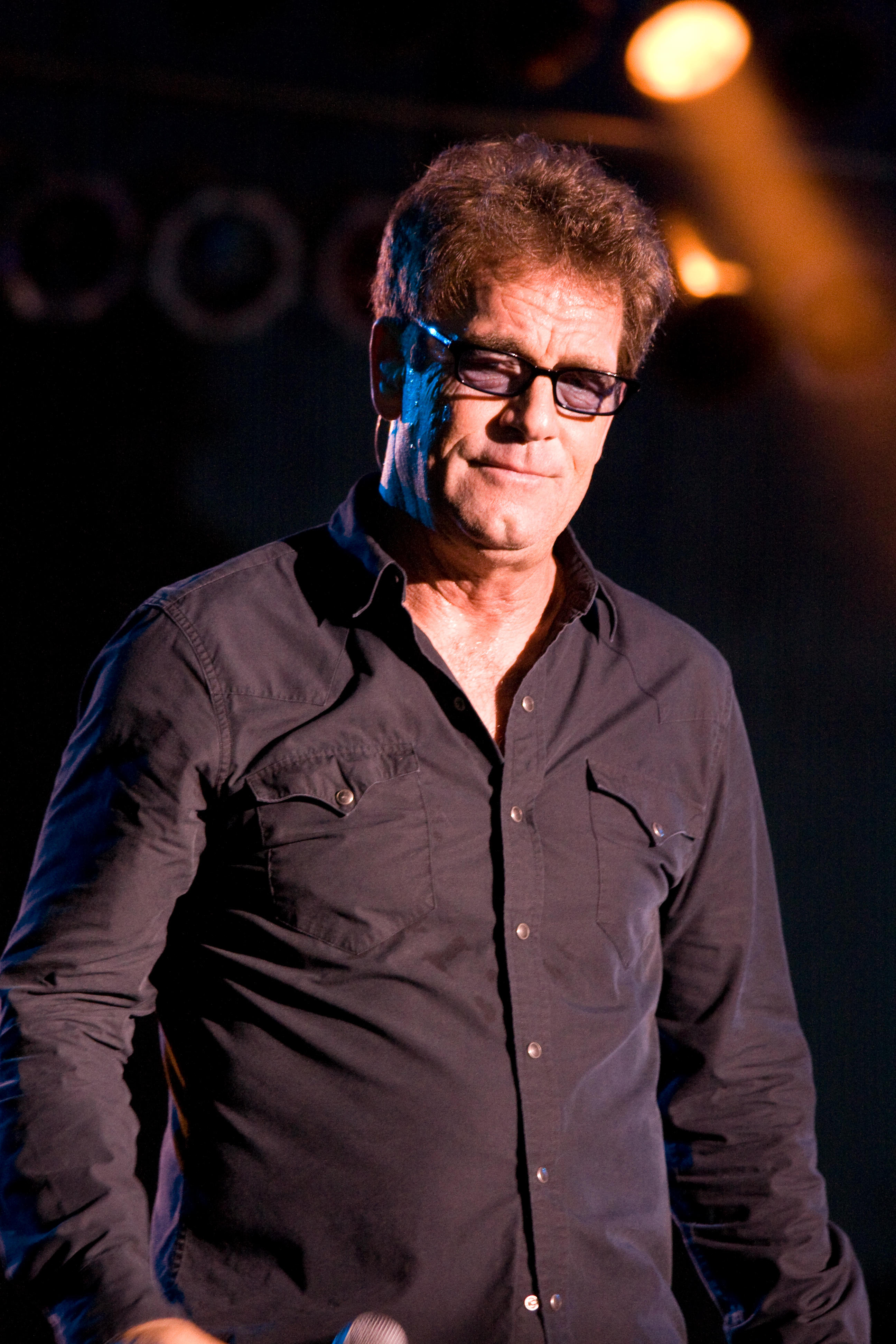
Huey Lewis; * 5. Juli

- 05. Juli: Huey Lewis, US-amerikanischer Musiker und Schauspieler
- 05. Juli: Michael Monarch, US-amerikanischer Gitarrist, Songwriter und Produzent (Steppenwolf, Detective und World Classic Rockers)
- 09. Juli: Gwen Guthrie, US-amerikanische Sängerin, Pianistin und Songschreiberin († 1999)
- 10. Juli: Shlomit Aharon, israelische Sängerin
- 10. Juli: Greg Kihn, US-amerikanischer Rockmusiker
- 10. Juli: James Anthony Walker, US-amerikanischer Komponist
- 11. Juli: Bonnie Pointer, US-amerikanische Sängerin (The Pointer Sisters) († 2020)
- 12. Juli: Eric Carr, US-amerikanischer Musiker und Schlagzeuger (Kiss) († 1991)
- 12. Juli: Kamau Daáood, US-amerikanischer Dichter und Spoken-Word-Rezitator
- 14. Juli: Frank Carillo, US-amerikanischer Rockmusiker
- 15. Juli: Tony Esposito, italienischer Musiker
- 16. Juli: Dee Bell, US-amerikanische Jazzsängerin
- 16. Juli: Gerd Christian, deutscher Schlagersänger
- 17. Juli: Anthony Ríos, dominikanischer Sänger und Komponist († 2019)
- 17. Juli: Phoebe Snow, US-amerikanische Sängerin und Komponistin († 2011)

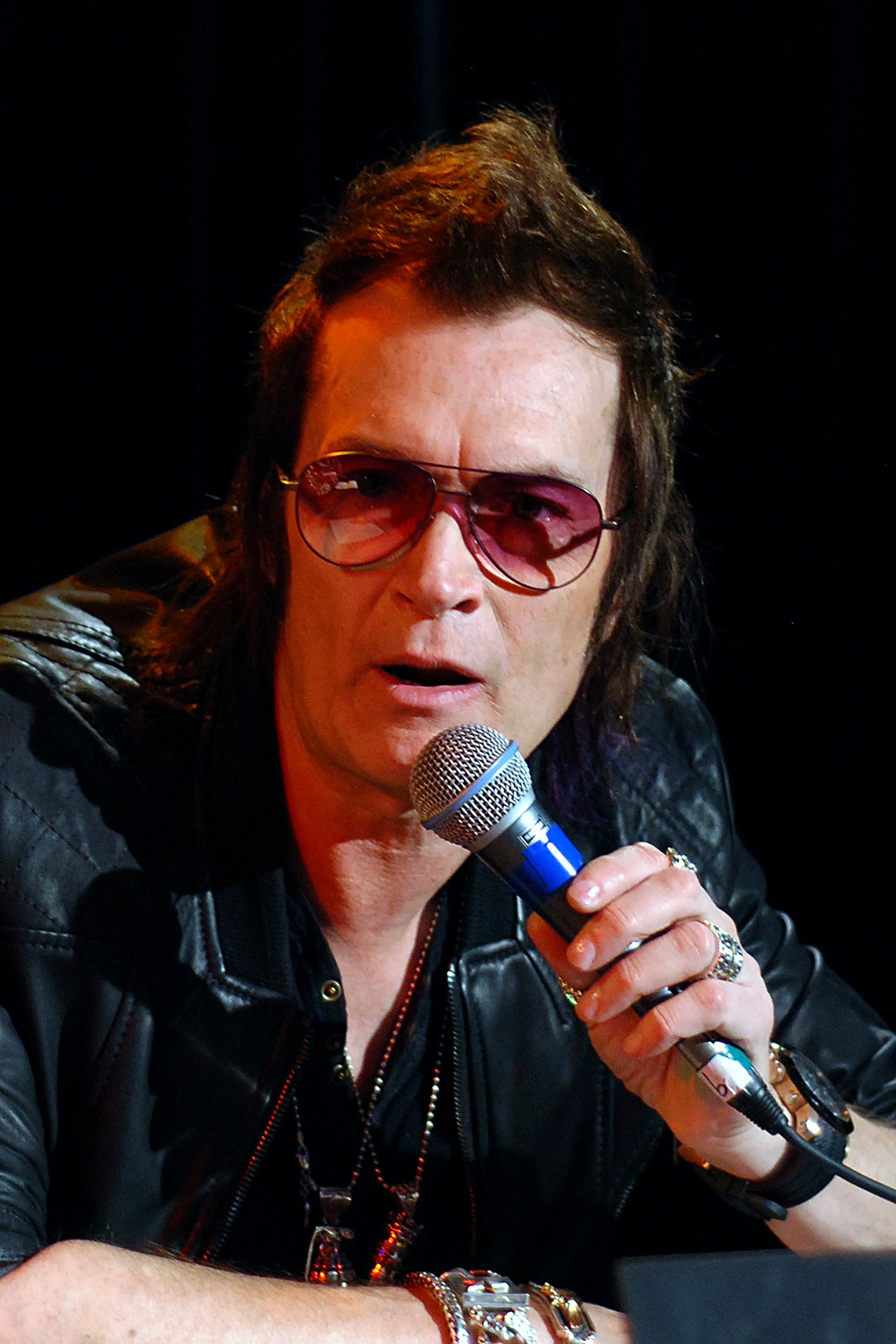
Glenn Hughes; * 18. Juli

- 18. Juli: Glenn M. Hughes, amerikanischer Rockmusiker (Village People) († 2001)
- 19. Juli: Freddy Moore, US-amerikanischer Musiker († 2022)
- 20. Juli: Bernd Kuretitsch, deutscher Musikpädagoge und Liedermacher († 2012)
- 23. Juli: Blair Thornton, kanadischer Gitarrist und Songwriter (Bachman–Turner Overdrive)
- 24. Juli: Jadranka Stojaković, bosnische Singer-Songwriterin († 2016)
- 28. Juli: Hal Crook, US-amerikanischer Jazzposaunist
- 28. Juli: Tulivu-Donna Cumberbatch, US-amerikanische Jazzsängerin († 2022)
- 29. Juli: Trond Granlund, norwegischer Sänger, Komponist und Gitarrist
- 29. Juli: Helmut Schmitzberger, österreichischer Komponist und Dirigent
- 30. Juli: Frank Stallone, US-amerikanischer Schauspieler und Sänger
- 31. Juli: Michel Gonneville, kanadischer Komponist
- 31. Juli: Reinhard Kluth, deutscher Kirchenmusiker († 2020)

### August
- 02. August: Joan Albert Amargós, spanischer Dirigent und Komponist
- 02. August: Ted Turner, britischer Gitarrist
- 03. August: Mladen Baraković, kroatischer (zuvor jugoslawischer) Jazzmusiker (Kontrabass) († 2021)
- 06. August: John Pål Inderberg, norwegischer Jazzmusiker
- 07. August: Rodney Crowell, US-amerikanischer Country-Sänger, Songwriter und Produzent
- 07. August: Michael Stein, deutscher Schlagersänger († 2021)
- 08. August: Jamie O’Hara, US-amerikanischer Country-Sänger und -Songwriter († 2021)
- 08. August: Synne Skouen, norwegischer Komponist und Songwriter
- 10. August: Patti Austin, US-amerikanischer Soul-, R&B und Jazzsängerin
- 11. August: Vridolin Enxing, deutscher Komponist, Musiker und Musik- und Theaterproduzent
- 12. August: Kid Creole, US-amerikanischer Sänger
- 13. August: Pluto Shervington, jamaikanischer Sänger
- 14. August: Joseph Pehrson, US-amerikanischer Komponist und Pianist († 2020)
- 16. August: Alvin Queen, US-amerikanischer Jazzschlagzeuger
- 17. August: Ray Blue, US-amerikanischer Jazz-Saxophonist († 2025)
- 18. August: Jeffrey Burns, US-amerikanischer Komponist und Pianist († 2004)
- 18. August: Dennis Elliott, britischer Schlagzeuger (Foreigner)

Anita Ammersfeld; * 19. August

- 19. August: Anita Ammersfeld, österreichische Sopranistin, Schauspielerin und Theaterdirektorin
- 21. August: Patrick Juvet, Schweizer Sänger, Pianist und Songschreiber († 2021)
- 21. August: Andy Statman, US-amerikanischer Mandolinist, Klarinettist, Klezmer-, Jazz- und Bluegrassmusiker
- 25. August: Charles Fambrough, US-amerikanischer Jazz-Bassist und -Komponist († 2011)

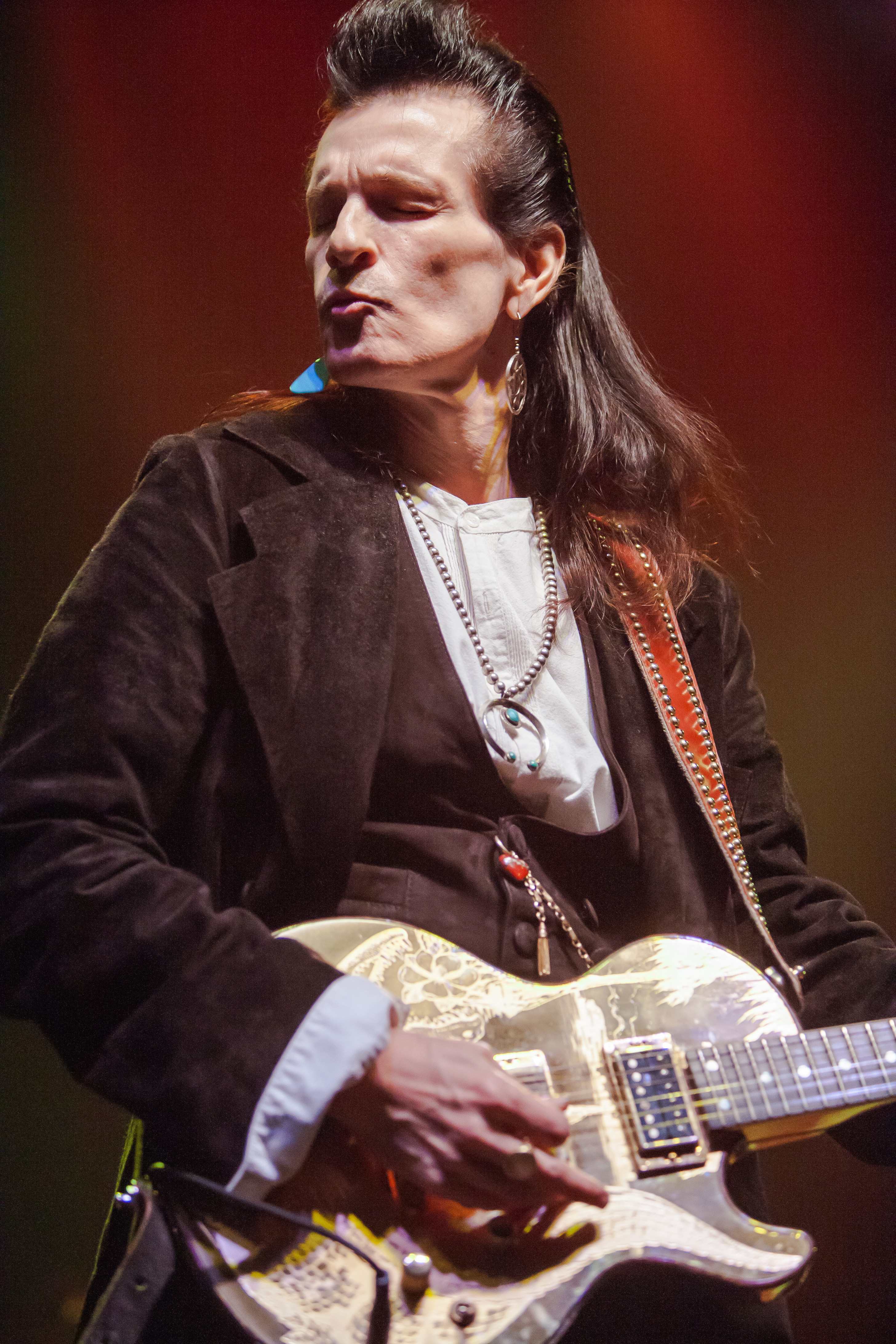
Willy DeVille; * 25. August

- 25. August: Willy DeVille, US-amerikanischer Musiker († 2009)
- 26. August: Michael Baumgartl, deutscher Komponist und Musikkritiker († 2017)
- 26. August: Fred Lonzo, US-amerikanischer Jazzposaunist
- 26. August: Ahmet Özhan, türkischer Sänger der klassischen türkischen und mystischen Musik
- 27. August: Neil Murray, britischer Rockmusiker
- 29. August: Zlatko Pejaković, kroatischer Sänger
- 30. August: Horacio Cabarcos, argentinischer Kontrabassist und Tangomusiker
- 30. August: Dana, irische Sängerin und Politikerin
- 30. August: Micky Moody, britischer Gitarrist
- 00. August: Mamady Keïta, guineischer Musiker († 2021)

### September
- 01. September: John P. Connolly, US-amerikanischer Schauspieler und Sänger
- 01. September: Neithard Resa, deutscher Bratschist
- 02. September: Michael Rother, deutscher Musiker
- 03. September: Philippe Djokic, kanadischer Geiger und Musikpädagoge
- 03. September: Pave Maijanen, finnischer Pop- und Rockmusiker († 2021)
- 05. September: Kari Svendsen, norwegischer Sänger, Banjospieler und Revueartist
- 06. September: Christoph Sramek, deutscher Musikhistoriker und -kritiker
- 08. September: Zachary Richard, US-amerikanischer Singer-Songwriter und Autor

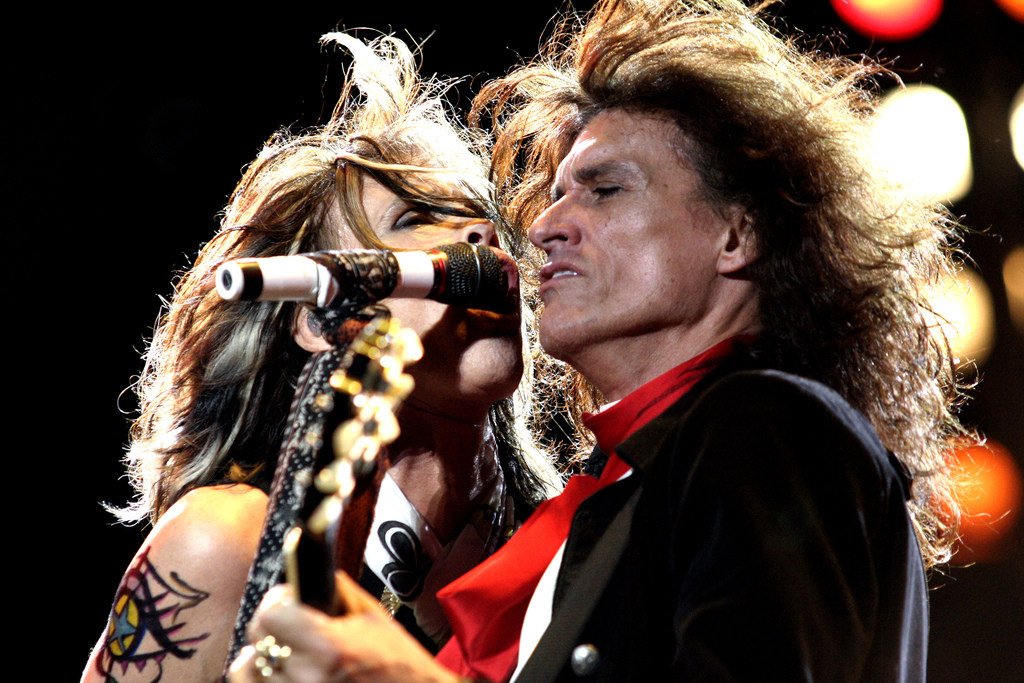
Joe Perry; * 10. September

- 10. September: Anthony Joseph „Joe“ Perry, US-amerikanischer Musiker (Aerosmith)
- 14. September: Giacomo Gates, US-amerikanischer Jazzsänger
- 14. September: Paul Kossoff, britischer Rock- und Blues-Gitarrist (Free) († 1976)
- 15. September: Anthony Lacen, US-amerikanischer Tubist und Bandleader († 2004)
- 16. September: David Bellamy, US-amerikanischer Musiker (Bellamy Brothers)
- 17. September: Fee Waybill, US-amerikanischer Sänger und Songwriter (The Tubes)
- 21. September: Gail Varina Gilmore, US-amerikanische Opern-, Jazz- und Gospelsängerin (Mezzosopran)
- 22. September: Kirka, finnischer Musiker († 2007)
- 23. September: George Garzone, US-amerikanischer Jazzsaxophonist und -lehrer
- 26. September: Simon Brint, britischer Musiker und Komponist († 2011)
- 27. September: Linda Lewis, britische Singer-Songwriterin († 2023)

### Oktober
- 01. Oktober: Uschi Bauer, deutsche Sängerin volkstümlicher Musik
- 01. Oktober: Mark Helias, US-amerikanischer Kontrabassist des Creative Jazz
- 01. Oktober: Jeane Manson, US-amerikanische Schauspielerin und Sängerin

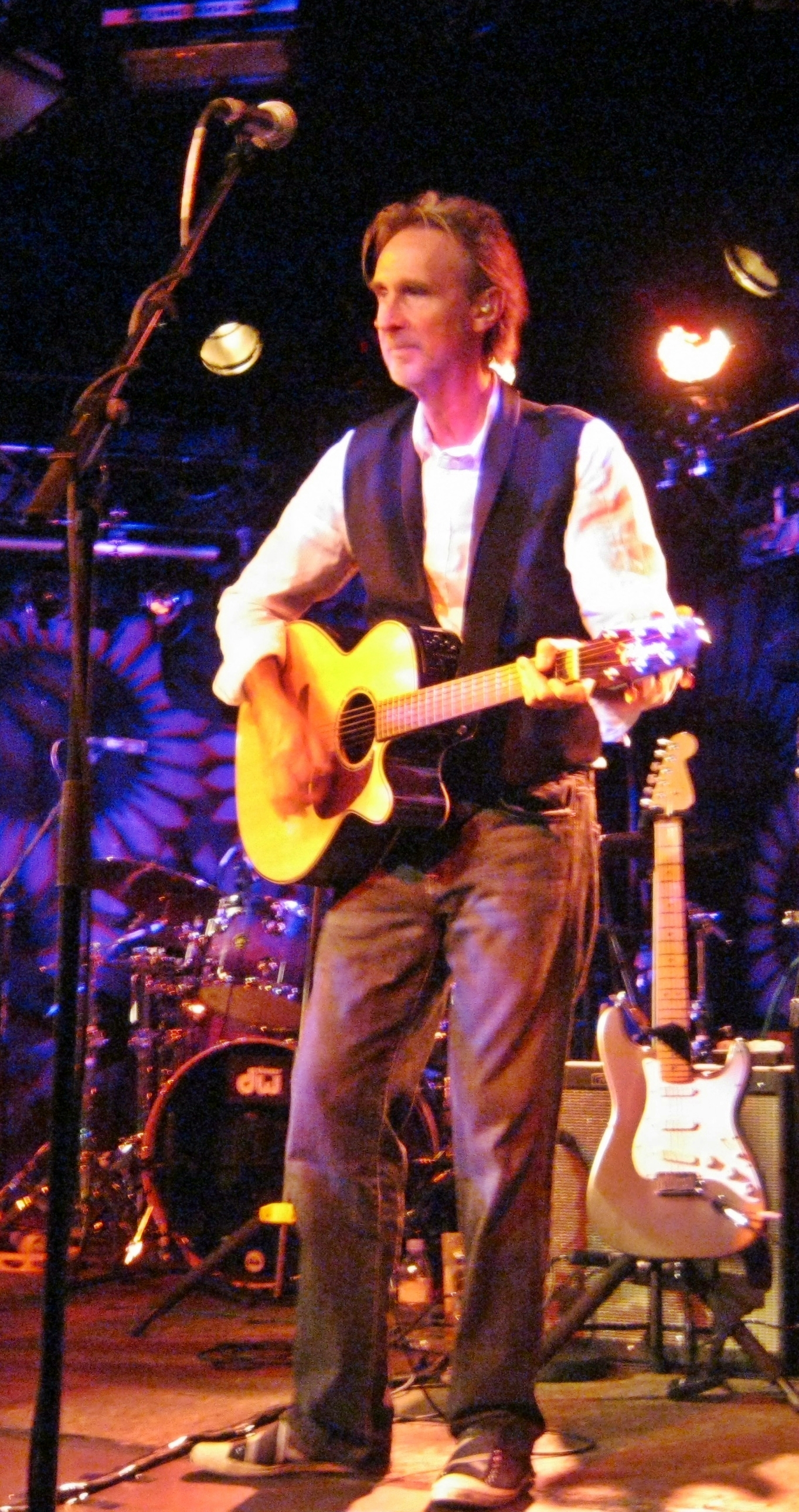
Mike Rutherford; * 2. Oktober

- 02. Oktober: Mike Rutherford, britischer Bassist und Gitarrist (Genesis)
- 03. Oktober: Ronnie Laws, US-amerikanischer Jazz- und Fusionmusiker
- 04. Oktober: Francisco Araiza, mexikanischer Sänger
- 04. Oktober: Michael Heubach, deutscher Rockmusiker und Komponist
- 05. Oktober: Paola Felix, Schweizer Sängerin und Fernsehmoderatorin
- 06. Oktober: Pierre-Yves Asselin, kanadischer Organist und Musikpädagoge
- 08. Oktober: Robert „Kool“ Bell, US-amerikanischer Sänger und Songwriter (Kool and The Gang)
- 11. Oktober: Albert „Al“ Anderson, US-amerikanischer Gitarrist
- 11. Oktober: Andrew Woolfolk, US-amerikanischer Funk-, Soul- und R&B-Künstler († 2022)
- 12. Oktober: Susan Anton, US-amerikanische Sängerin und Filmschauspielerin
- 12. Oktober: Lowell Lo, Singer-Songwriter und Schauspieler aus Hong Kong
- 12. Oktober: Andrzej Mitan, polnischer Sänger, Komponist, Konzept- und Videokünstler, Lyriker, Kunstveranstalter und -verleger († 2018)
- 13. Oktober: Simon Nicol, britischer Folkrockmusiker
- 14. Oktober: Charlie Kosei, japanischer Jazzmusiker
- 15. Oktober: David Shallon, israelischer Dirigent († 2000)
- 15. Oktober: Horst Stachelhaus, deutscher Bassist und Journalist († 1999)
- 17. Oktober: Sandra Reemer, niederländische Sängerin und Moderatorin († 2017)
- 18. Oktober: Mervyn Africa, britischer Jazzmusiker
- 18. Oktober: Dieter Mayer, deutscher Orchesterleiter und Arrangeur
- 18. Oktober: Annamaria Morini, italienische Musikerin († 2016)

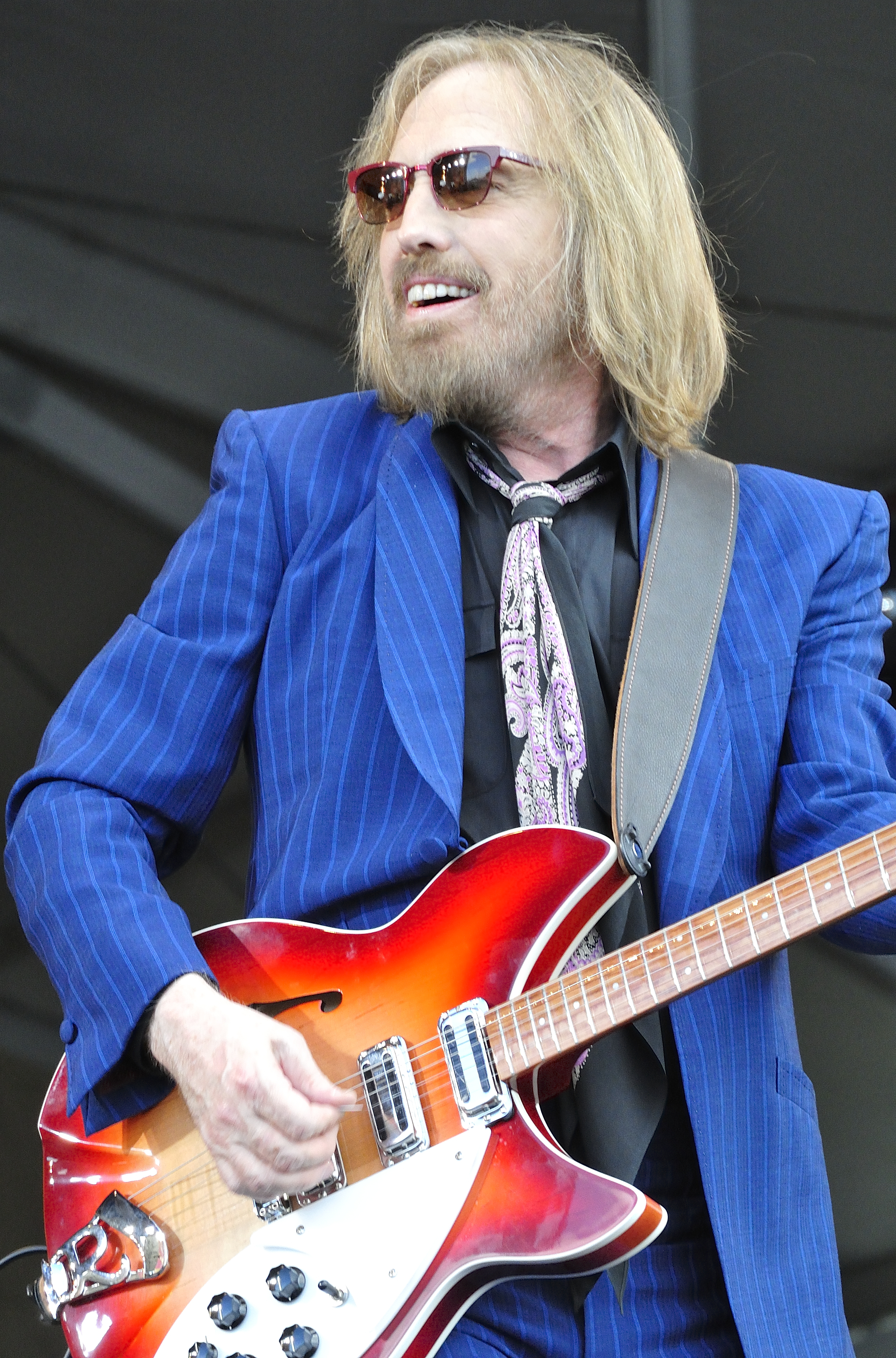
Tom Petty; * 20. Oktober

- 20. Oktober: Tom Petty, US-amerikanischer Musiker († 2017)
- 23. Oktober: Harry Sacksioni, niederländischer Musiker und Komponist
- 24. Oktober: May Pang, US-amerikanische Musikmanagerin
- 25. Oktober: Chris Norman, britischer Singer-Songwriter
- 26. Oktober: Anne Bärenz, deutsche Sängerin und Pianistin († 2005)

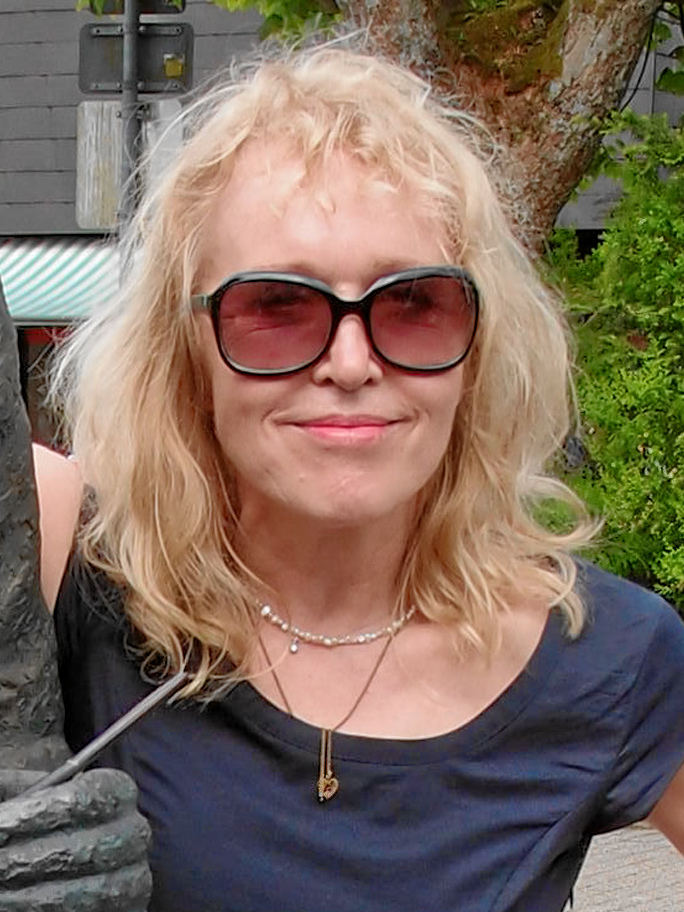
Annette Humpe; * 28. Oktober

- 28. Oktober: Annette Humpe, deutsche Pop-Sängerin und Musik-Produzentin
- 29. Oktober: James Dillon, britischer Komponist
- 31. Oktober: Gene Santoro, US-amerikanischer Musikkritiker und Autor († 2022)

### November
- 01. November: Julio F. Largacha, argentinischer Pianist und Professor für Klavier († 2006)
- 01. November: Dan Peek, US-amerikanischer Musiker (America) († 2011)

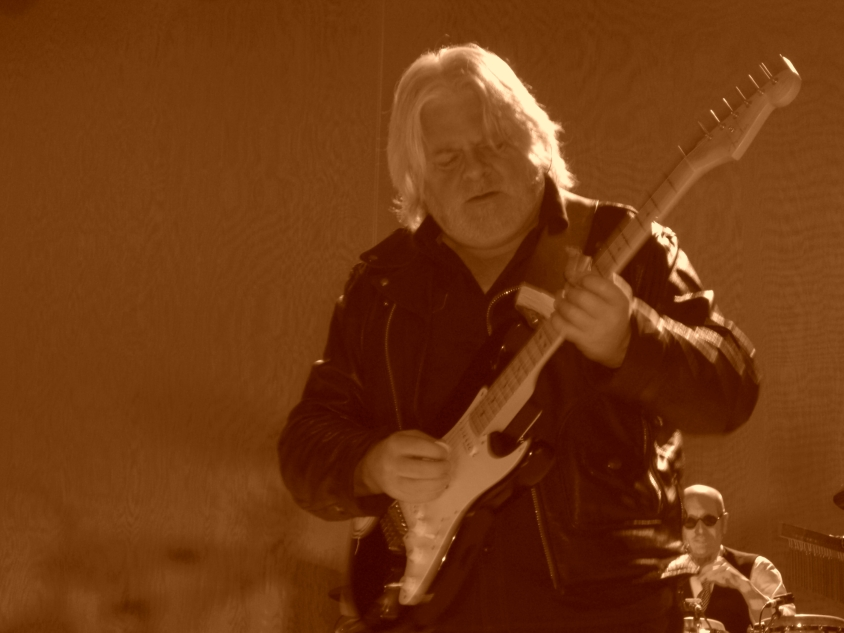
Frank Diez; 2. November

- 02. November: Frank Diez, deutscher Gitarrist, Komponist, Texter und Produzent
- 02. November: Stephen Nachmanovitch, US-amerikanischer Violinist und Autor
- 03. November: Hias, österreichischer Sänger, Entertainer und Ziehharmonikaspieler († 2007)
- 04. November: Jon W. Finson, US-amerikanischer Musikwissenschaftler
- 04. November: Wolfgang Heichel, deutscher Sänger
- 05. November: Manni von Bohr, deutscher Schlagzeuger
- 06. November: Gil Goldstein, US-amerikanischer Jazz- und Fusionmusiker
- 09. November: Johannes Schmoelling, deutscher Musiker (Tangerine Dream)
- 11. November: Jim Peterik, US-amerikanischer Rockmusiker (Ides of March, Survivor)
- 12. November: Barbara Fairchild, US-amerikanische Country-Sängerin und Songwriterin
- 16. November: David Wilson-Johnson, britischer Sänger (Bassbariton)
- 18. November: Graham Parker, britischer Musiker und Songschreiber (The Rumour)
- 18. November: Rudy Sarzo, US-amerikanischer Musiker (Quiet Riot, Whitesnake, Dio, Blue Öyster Cult, Manic Eden und Queensrÿche)
- 20. November: Gary Green, britischer Musiker (Gentle Giant)
- 20. November: Fapy Lafertin, belgischer Jazzgitarrist
- 21. November: Marie Bergman, schwedische Pop- und Schlagersängerin
- 21. November: Livingston Taylor, US-amerikanischer Musiker

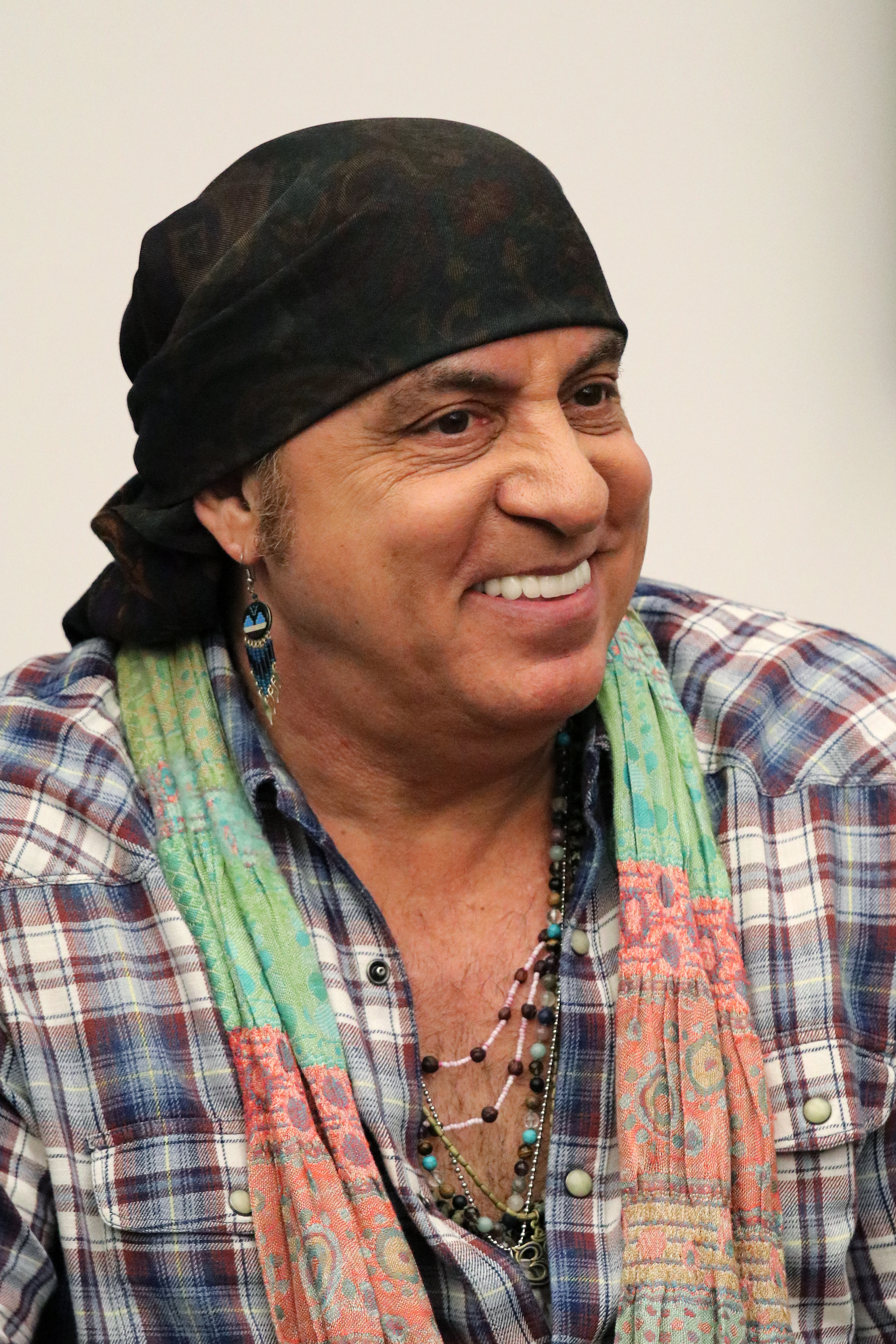
Steven Van Zandt; * 22. November

- 22. November: Paloma San Basilio, spanische Sängerin und Musicaldarstellerin
- 22. November: Steven Van Zandt, US-amerikanischer Musiker, Musikproduzent und Schauspieler (E Street Band)
- 22. November: Tina Weymouth, US-amerikanische Bassistin (Talking Heads)
- 25. November: Giorgio Faletti, italienischer Autor, Moderator, Komponist und Schauspieler († 2014)
- 27. November: Wayne Eagling, kanadischer Balletttänzer und Choreograph
- 29. November: Georg Quander, deutscher Opern- und Filmregisseur, Musikjournalist, Autor und ehemaliger Staatsopernintendant
- 29. November: Pocho La Pantera, argentinischer Sänger und Schauspieler († 2016)
- 29. November: Einar Henning Smebye, norwegischer Pianist und Musikpädagoge

### Dezember
- 01. Dezember: Armen Donelian, US-amerikanischer Pianist des Modern Jazz
- 01. Dezember: Richard Keith, US-amerikanischer Schlagzeuger und Schauspieler
- 01. Dezember: Paul Vincent, deutscher Musiker und Komponist († 2016)
- 04. Dezember: Barry Blue, britischer Sänger, Songschreiber und Produzent
- 04. Dezember: Bjørn Kjellemyr, norwegischer Jazzbassist (Kontrabass, E-Bass) († 2025)
- 05. Dezember: Sveinung Hovensjø, norwegischer Jazzmusiker
- 05. Dezember: Camarón de la Isla, spanischer Flamenco-Sänger († 1992)
- 06. Dezember: Hisaishi Joe, japanischer Komponist
- 07. Dezember: Leata Galloway, US-amerikanische Soulmusikerin, Musicaldarstellerin, und Schauspielerin
- 07. Dezember: Wiesław Kwaśny, polnischer Geiger, Bratschist und Musikpädagoge
- 07. Dezember: Charlie McGettigan, irischer Singer-Songwriter
- 08. Dezember: Dan Hartman, US-amerikanischer Musiker († 1994)

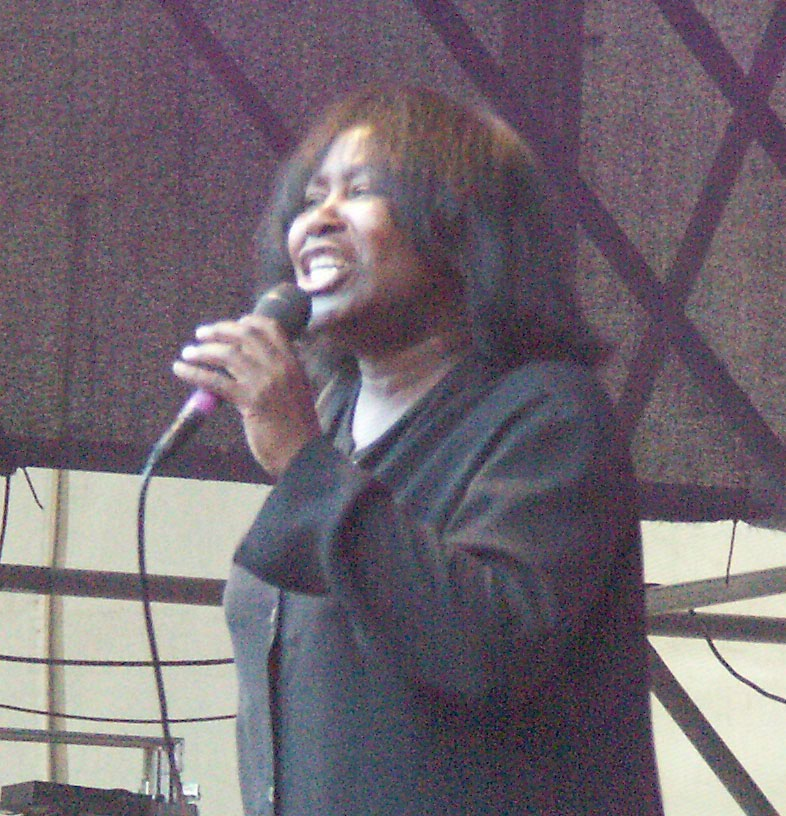
Joan Armatrading; * 9. Dezember

- 09. Dezember: Joan Armatrading, britische Sängerin und Songwriterin
- 09. Dezember: Denis Brott, kanadischer Cellist und Hochschullehrer
- 09. Dezember: Wolfgang Engstfeld, deutscher Jazzmusiker (Saxophon, Komposition) († 2023)

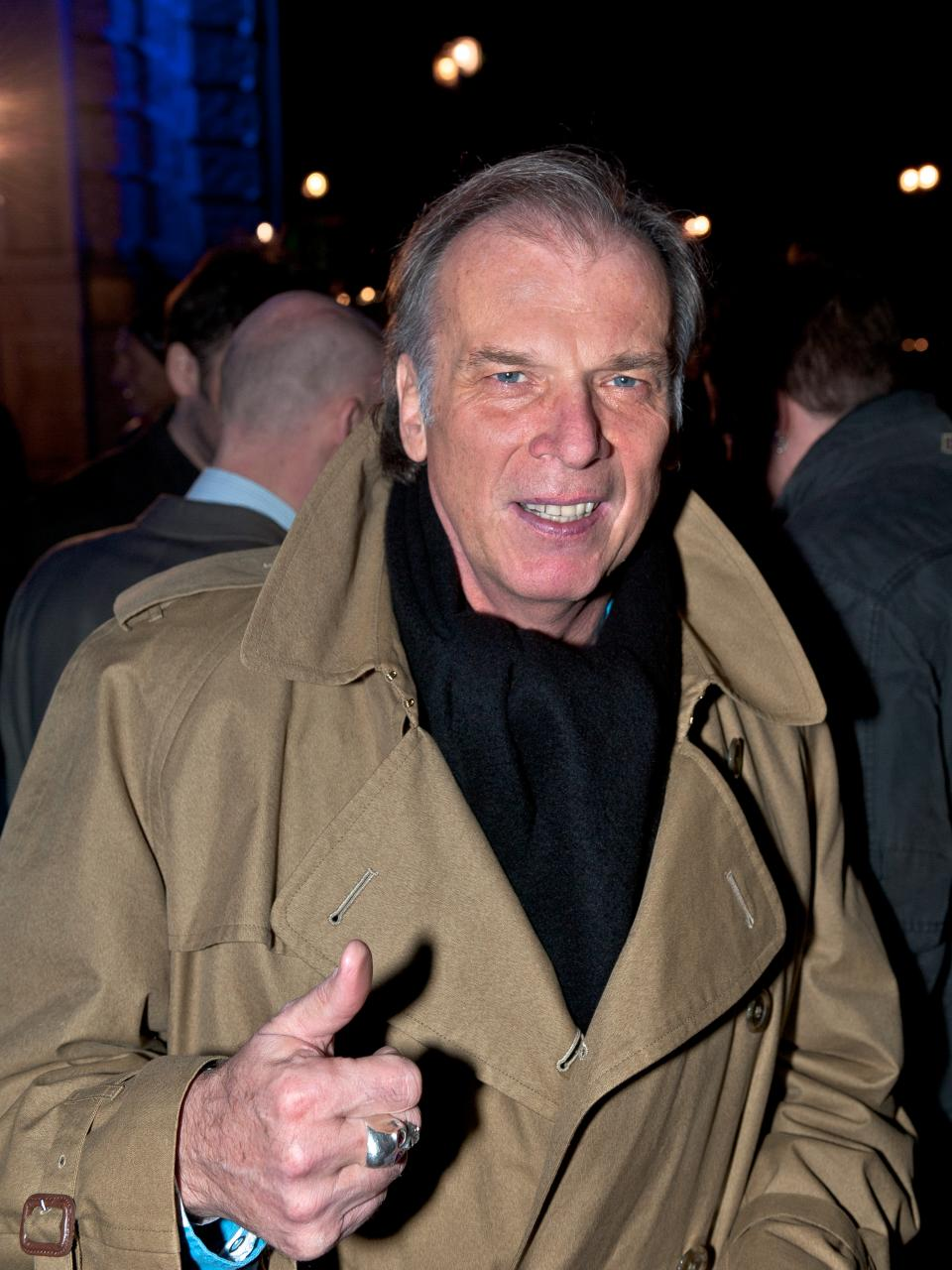
Wolfgang Fierek; * 9. Dezember

- 09. Dezember: Wolfgang Fierek, deutscher Schauspieler und Schlagersänger
- 09. Dezember: Alan Sorrenti, italienischer Sänger, Gitarrist und Songschreiber

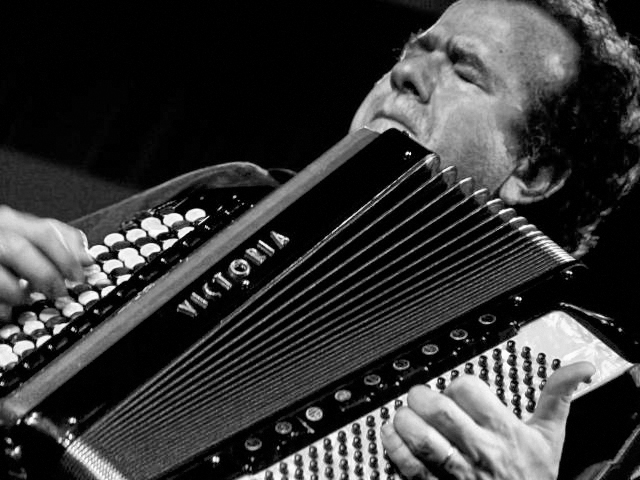
Richard Galliano; * 12. Dezember

- 12. Dezember: Richard Galliano, französischer Jazz-Akkordeonist und Komponist
- 15. Dezember: Jerry Grossman, US-amerikanischer Cellist
- 15. Dezember: Stjepko Gut, serbischer Jazztrompeter und -flügelhornist
- 15. Dezember: Sophy, puerto-ricanische Sängerin
- 16. Dezember: Krzysztof Baculewski, polnischer Komponist und Musikpädagoge
- 17. Dezember: Carlton Lloyd „Carlie“ Barrett, jamaikanischer Schlagzeuger († 1987)
- 19. Dezember: Robert Leroux, kanadischer Perkussionist und Musikpädagoge
- 20. Dezember: Bongi Makeba, südafrikanische Sängerin und Songwriterin († 1985)
- 20. Dezember: Arturo Márquez, mexikanischer Komponist
- 21. Dezember: Lillebjørn Nilsen, norwegischer Liedermacher († 2024)
- 23. Dezember: Cyro Baptista, brasilianischer Jazzperkussionist
- 23. Dezember: Cristina Buarque, brasilianische Sängerin und Komponistin († 2025)
- 25. Dezember: Rockdrigo González, mexikanischer Singer-Songwriter († 1985)

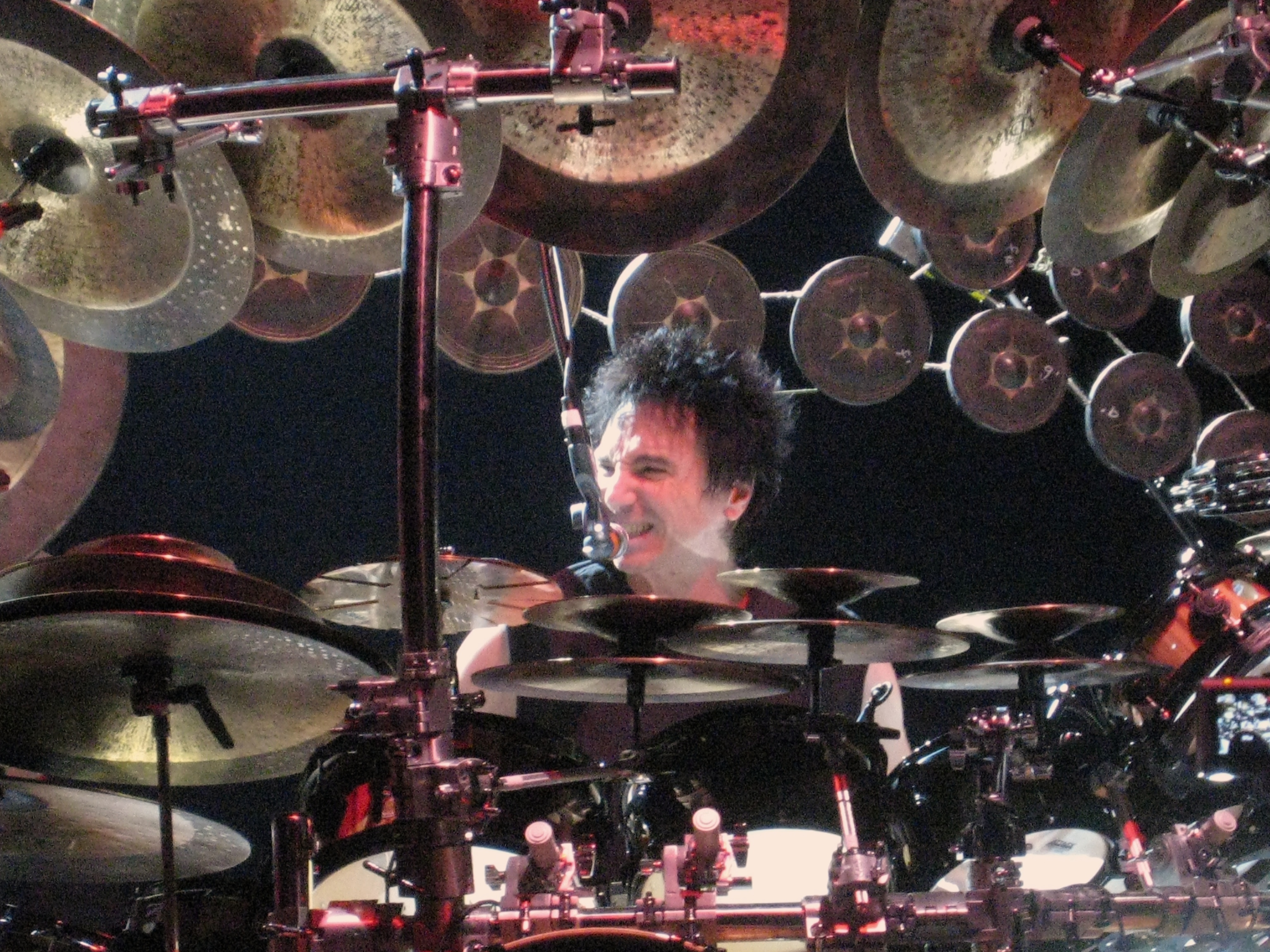
Terry Bozzio; * 27. Dezember

- 27. Dezember: Terry John Bozzio, US-amerikanischer Schlagzeuger
- 28. Dezember: Alex Chilton, US-amerikanischer Songwriter, Gitarrist, Sänger und Produzent (Box Tops, Big Star) († 2010)
- 28. Dezember: Hugh McDonald, US-amerikanischer Musiker
- 28. Dezember: Joe Vannelli, kanadischer Musiker, Komponist und Plattenproduzent
- 29. Dezember: Edip Akbayram, türkischer Komponist und Sänger († 2025)
- 29. Dezember: Robert Popwell, US-amerikanischer Bassist († 2017).
- 29. Dezember: Isabel Weicken, deutsche Schauspielerin, Sängerin und Musicaldarstellerin
- 30. Dezember: Mont Campbell, britischer Multiinstrumentalist
- 30. Dezember: Dave Stewart, britischer Keyboarder, Arrangeur und Produzent

### Genaues Geburtsdatum unbekannt
- Kees Boeke, niederländischer Komponist sowie Gambist und Blockflötist
- Stephan Breith, deutscher Cellist
- Jorge Gabriel Fontenla, argentinischer Dirigent, Chorleiter und Musikpädagoge
- Larry Gaab, US-amerikanischer Komponist
- Heinz Geisler, deutscher Rockmusiker und Komponist
- Anne-Marie Godart, französische Schlager- und Chansonsängerin
- Marvin Goldstein, US-amerikanischer Pianist
- Halleluja Paul, österreichischer Pfarrer und Musiker († 2023)
- Bernd Kleinow, deutscher Mundharmonikaspieler
- David Benjamin Levy, US-amerikanischer Musikwissenschaftler
- Sami Özer, türkischer Sänger der klassischen türkischen Musik und der Sufi-Musik
- Dodie Pettit, US-amerikanische Singer-Songwriterin und Balletttänzerin
- Joel Raaen, US-amerikanischer Komponist, Arrangeur, Chorleiter, Posaunist und Musikpädagoge
- Bruce Roberts, US-amerikanischer Singer-Songwriter
- Ciro Scarponi, italienischer Klarinettist und Komponist († 2006)
- Roland Schaeffer, deutscher Musiker
- John Schneider, US-amerikanischer Gitarrist
- Ellen Seeling, US-amerikanische Jazztrompeterin († 2025)
- Wolfram Syré, deutscher Organist und Musikwissenschaftler
- Marion Verbruggen, niederländische Blockflötistin
- Nils Vigeland, US-amerikanischer Komponist
- Saado Ali Warsame, somalische Sängerin und Politikerin
- Irena Wisełka-Cieślar, polnische Organistin und Musikpädagogin

### Geboren um 1950
- John Bany, US-amerikanischer Jazzmusiker (Bass, Gesang)
- Paul Batiste, US-amerikanischer Musiker († 2025)
- Gail Dobson, US-amerikanischer Jazzmusikerin (Gesang)
- Biff Hannon, US-amerikanischer Jazz- und Studiomusiker (Piano, Keyboards) († 2025)
- John Pospisil, US-amerikanischer Tontechniker und Sound-Editor

## Gestorben

### Januar bis März
- 02. Januar: Theophrastos Sakellaridis, griechischer Komponist und Dirigent (* 1883)
- 05. Januar: Joseph-Alexandre Gilbert, kanadischer Geiger und Musikpädagoge (* 1867)
- 10. Januar: Jaroslav Kvapil, tschechischer Dichter, Librettist und Theaterdramaturg (* 1868)
- 13. Januar: Dimitrios Semsis, griechischer Rembetikomusiker und Violinspieler (* um 1881)
- 28. Januar: Jaybird Coleman, US-amerikanischer Bluesmundharmonikaspieler, -gitarrist und -sänger (* 1896)
- 28. Januar: Joe McCoy, US-amerikanischer Blues-Gitarrist und Sänger (* 1905)
- 30. Januar: Jewgeni Ottowitsch Gunst, russischer Komponist, Musikschriftsteller und -pädagoge sowie Jurist (* 1877)
- 31. Januar: Alfonso Esparza Oteo, mexikanischer Komponist, Pianist und Sänger (* 1894)
- 00. Januar: Melitta Heim, österreichische Opernsängerin (* 1888)
- 01. Februar: Karl Hajos, deutsch-amerikanischer Komponist ungarischer Herkunft (* 1889)
- 01. Februar: Buddy Stewart, US-amerikanischer Jazzsänger (* 1922)
- 09. Februar: Willibald Eisert, deutscher Dichter und Komponist (* 1875)

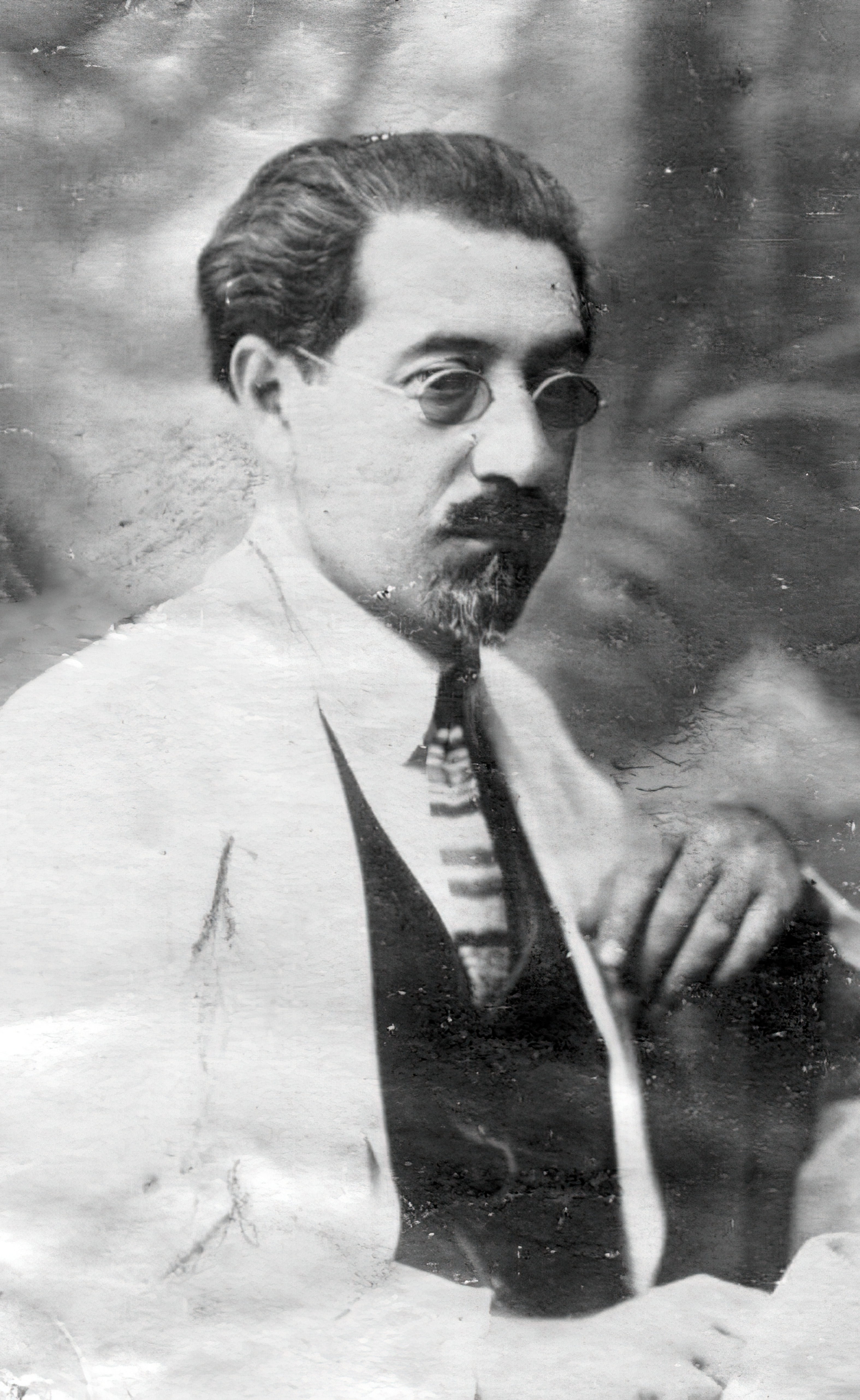
Armen Tigranjan; † 10. Februar

- 10. Februar: Armen Tigranjan, armenischer Komponist (* 1879)
- 14. Februar: Robert Graham Manson, britischer Violinist, Pianist und Komponist (* 1883)
- 21. Februar: Mychajlo Skorulskyj, ukrainischer Komponist, Pianist, Dirigent und Hochschullehrer (* 1887)
- 23. Februar: Cally Monrad, norwegische Sängerin, Schauspielerin und Dichterin (* 1879)
- 24. Februar: Franklyn Baur, US-amerikanischer Tenor (* 1903)
- 26. Februar: Sir Harry Lauder, schottischer Sänger, Komiker und Songwriter (* 1870)
- 02. März: Heinrich Laber, deutscher Dirigent und Kapellmeister (* 1880)
- 08. März: Jaroslav Kocián, tschechoslowakischer Violinpädagoge und Komponist (* 1883)

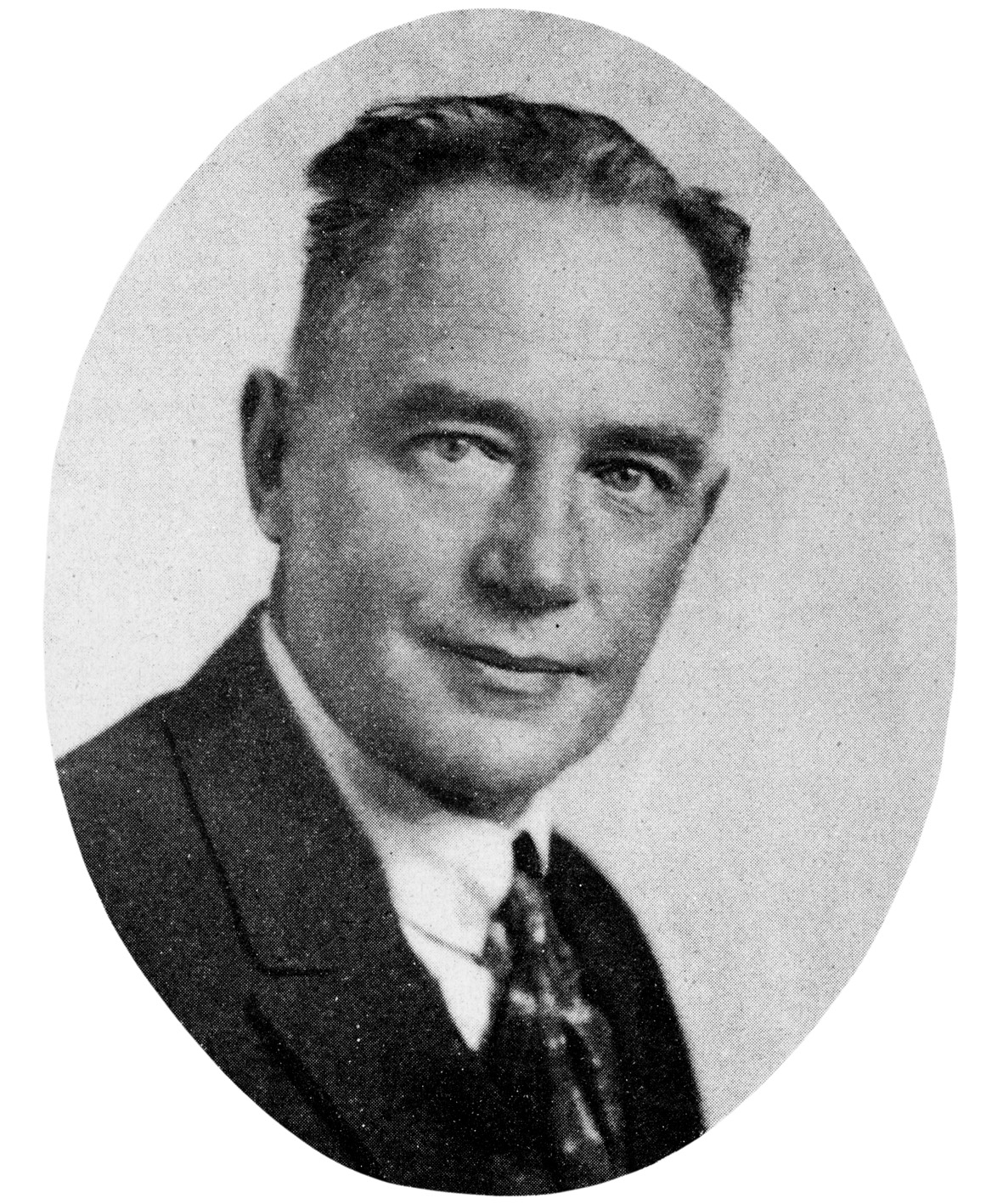
Heinrich Albert; † 12. März

- 12. März: Heinrich Albert, deutscher Gitarrist und Komponist (* 1870)
- 16. März: Vilhelm Dybwad, norwegischer Jurist, Schriftsteller und Librettist (* 1863)
- 24. März: Hedda Wagner, österreichische Komponistin, Dichterin und Frauenrechtlerin (* 1876)
- 31. März: Ada Brown, US-amerikanische Bluessängerin (* 1890)
- 00. März: Kate Carney, britische Sängerin und Komikerin (* 1869)

### April bis Juni
- 02. April: Gottfried Galston, österreichischer Pianist (* 1879)
- 03. April: Kurt Weill, deutsch-US-amerikanischer Komponist (* 1900)
- 03. April: Adolf Wiklund, schwedischer Komponist, Dirigent und Pianist (* 1879)
- 05. April: William Farre, norwegischer Musiker (* 1874)
- 06. April: Signe Lund, norwegische Komponistin (* 1868)

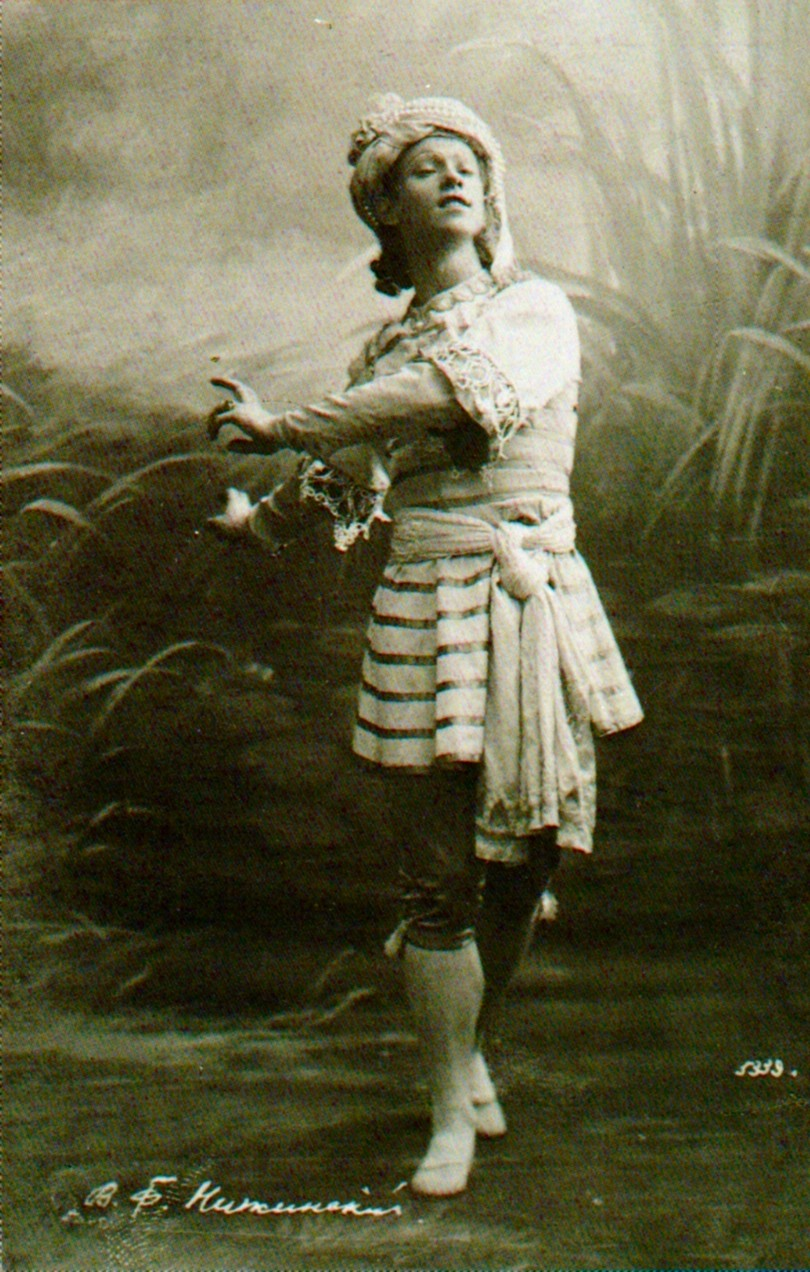
Vaslav Nijinsky; † 8. April

- 08. April: Vaslav Nijinsky, polnisch-russischer Balletttänzer und Choreograph (* 1889/90)
- 16. April: Eduard Oja, estnischer Komponist (* 1905)
- 16. April: Paul Richter, rumänischer Komponist, Dirigent, Pianist, Organist und Pädagoge sächsischer Herkunft (* 1875)
- 19. April: Gerald Tyrwhitt-Wilson, britischer Adliger, Komponist, Maler und Schriftsteller (* 1883)
- 20. April: Paul Franz, französischer Opernsänger (* 1876)
- 21. April: Emil Richard Wagner, deutscher Komponist (* 1871)
- 23. April: Gemma Bellincioni, italienische Opernsängerin (* 1864)
- 27. April: Karl Straube, deutscher Organist und Chorleiter (* 1873)
- 01. Mai: Heinrich Burkard, deutscher Musiker (* 1888)
- 02. Mai: Leo Watson, US-amerikanischer Jazz-Sänger und Pianist (* 1898)
- 06. Mai: Chelsea Quealey, US-amerikanischer Jazztrompeter (* 1905)

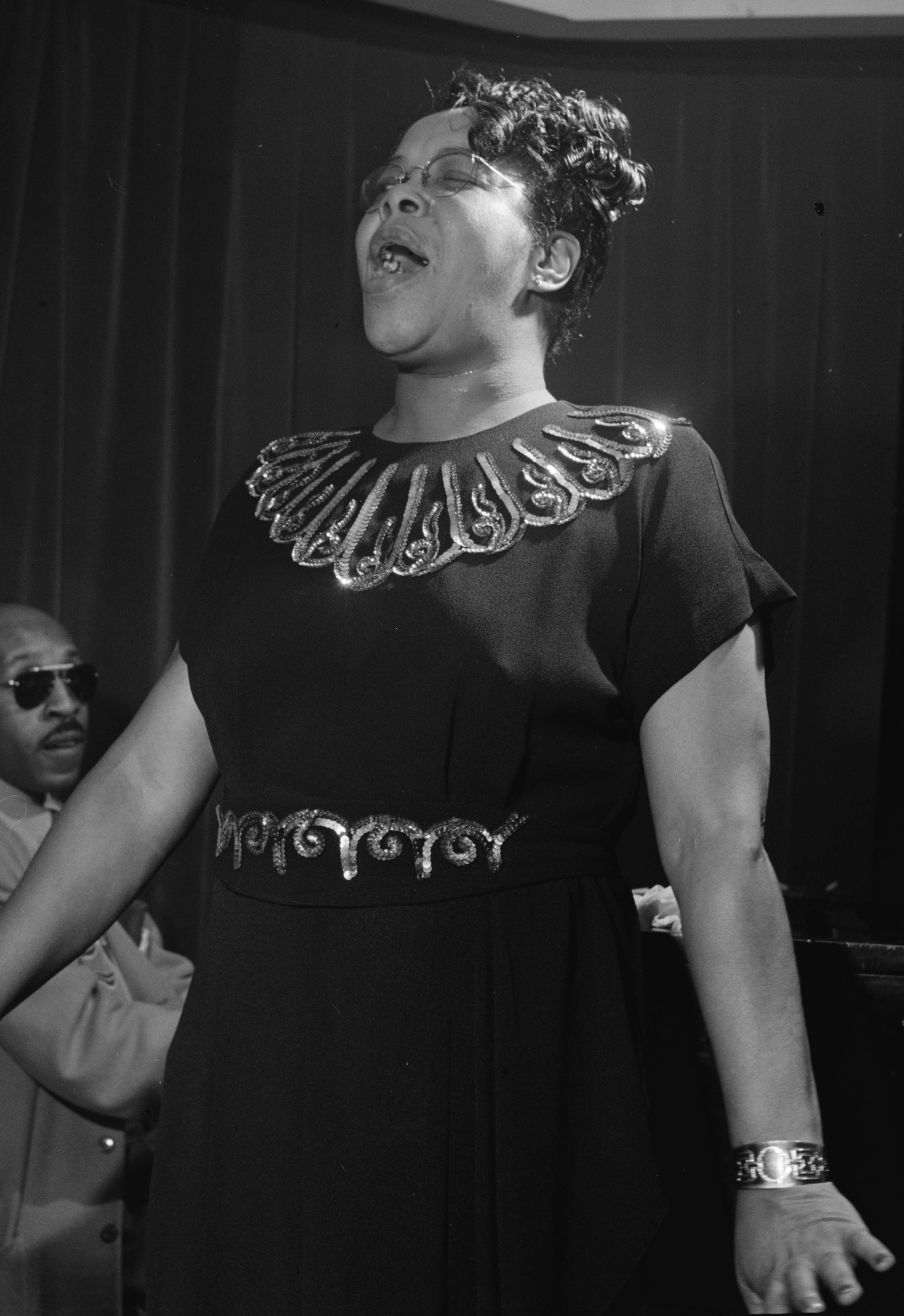
Bertha Chippie Hill; † 7. Mai

- 07. Mai: Bertha Hill, US-amerikanische Blues-, Jazz- und Vaudeville-Sängerin und -Tänzerin (* 1905)
- 11. Mai: Charles Rousselière, französischer Opernsänger (* 1875)
- 13. Mai: Magda von Dulong, deutsche Konzertsängerin (* 1872)
- 13. Mai: Bruno Siegfried Huhn, britischer Organist und Komponist (* 1871)
- 13. Mai: Whispering Jack Smith, US-amerikanischer Pianist und Kabarettsänger (* 1896)

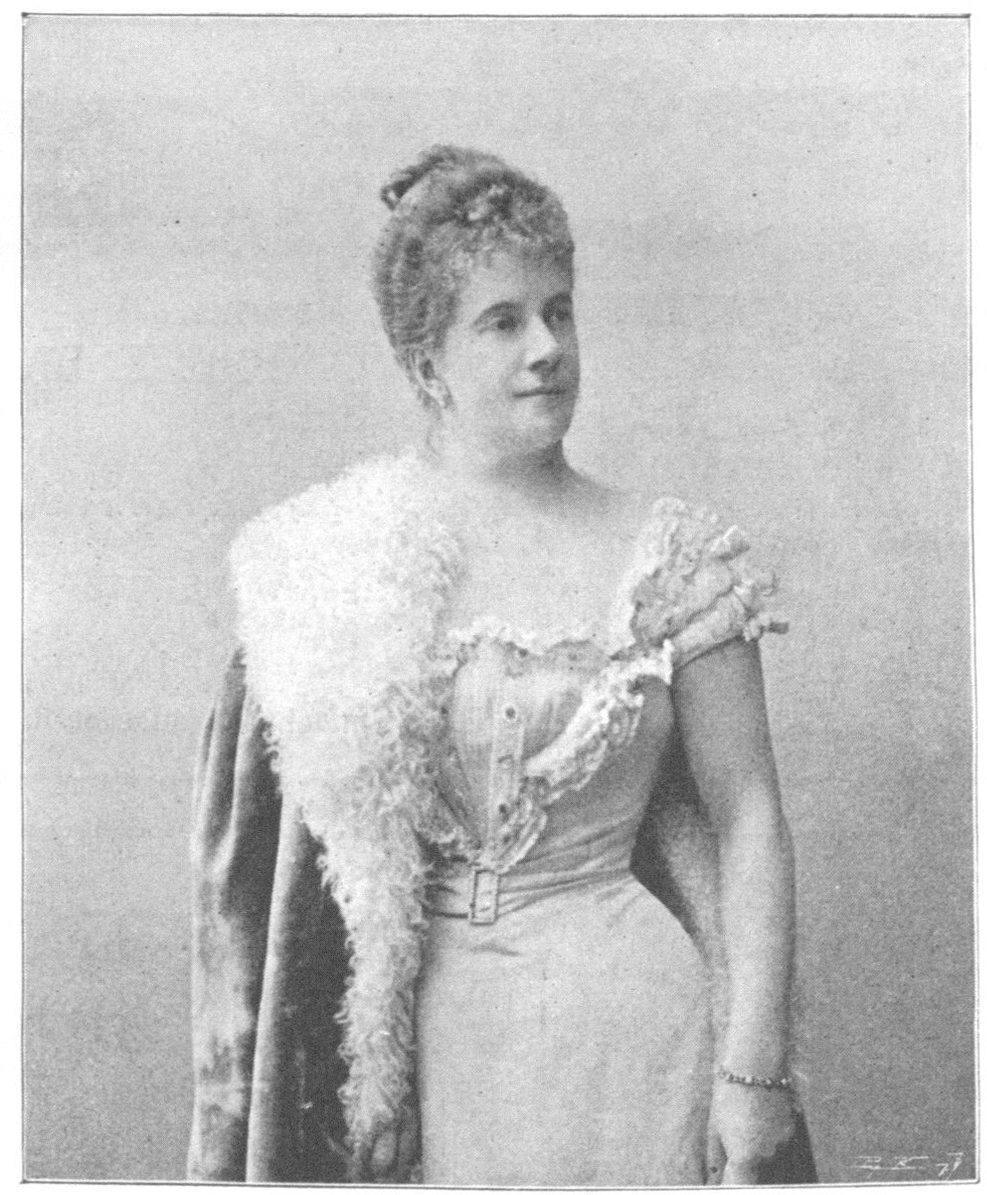
Pauline Strauss de Ahna; † 13. Mai

- 13. Mai: Pauline Strauss-de Ahna, deutsche Sopranistin und Ehefrau des Komponisten Richard Strauss (* 1863)
- 16. Mai: Bernhard Engelke, deutscher Musikwissenschaftler und Hochschullehrer (* 1884)
- 17. Mai: Eduardo Fabini, uruguayischer Komponist (* 1882)
- 22. Mai: Arthur Halberstadt, österreichischer Volksliedsammler und -forscher (* 1874)
- 25. Mai: Niels Clemmensen, dänischer Pianist und Komponist (* 1900)
- 27. Mai: Auguste Aramini, französischer Sänger (* um 1875)
- 06. Juni: Alfred Edward Moffat, schottischer Komponist und Musiksammler (* 1863)
- 07. Juni: Gertrude Förstel, deutsche Opernsängerin (Sopran) und Gesangspädagogin (* 1880)
- 08. Juni: Dezső Losonczy, ungarischer Dirigent, Komponist und Pianist (* 1891)
- 09. Juni: Joe Burke, US-amerikanischer Filmkomponist (* 1884)
- 12. Juni: Wilhelmine Brigitta Schaible, deutsche evangelisch-lutherische Schriftstellerin geistlicher Lieder (* 1878)
- 13. Juni: Robert Godet, Schweizer Journalist, Musikkritiker und Übersetzer (* 1866)
- 18. Juni: Arturo De Bassi, argentinischer Pianist, Komponist und Bandleader (* 1890)
- 22. Juni: Julio Fonseca, costa-ricanischer Komponist (* 1885)
- 23. Juni: Franz Springer, deutscher Komponist und Dirigent (* 1881)
- 24. Juni: Josef Benjamin Levy, deutscher Chasan, Lehrer, Musikschriftsteller (* 1870)

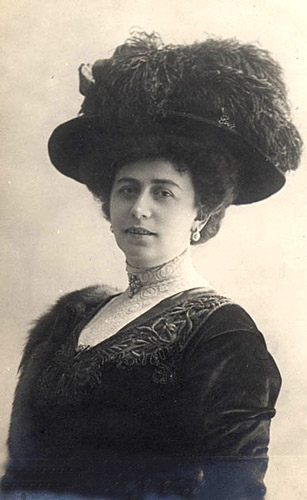
Antonina Wassiljewna Neschdanowa; † 26. Juni

- 26. Juni: Antonina Wassiljewna Neschdanowa, russische Opernsängerin (lyrischer Koloratursopran) (* 1873)
- 28. Juni: Henry Balfour Gardiner, britischer Komponist (* 1877)

### Juli bis September
- 01. Juli: Pjotr Spiridonowitsch Agafoschin, russischer Gitarrist und Musikpädagoge (* 1874)
- 01. Juli: Buddy DeSylva, US-amerikanischer Liedtexter, Dramatiker, Drehbuchautor und Filmproduzent (* 1895)
- 01. Juli: Émile Jaques-Dalcroze, Komponist und Musikpädagoge (* 1865)
- 02. Juli: Oskar Dénes, ungarischer Schauspieler und Sänger (* 1891)
- 02. Juli: Ludwig Rahlfs, deutscher Komponist, Musikpädagoge und Lehrer (* 1863)
- 03. Juli: John Lindsay, US-amerikanischer Jazzmusiker (Bass, Posaune) (* 1894)

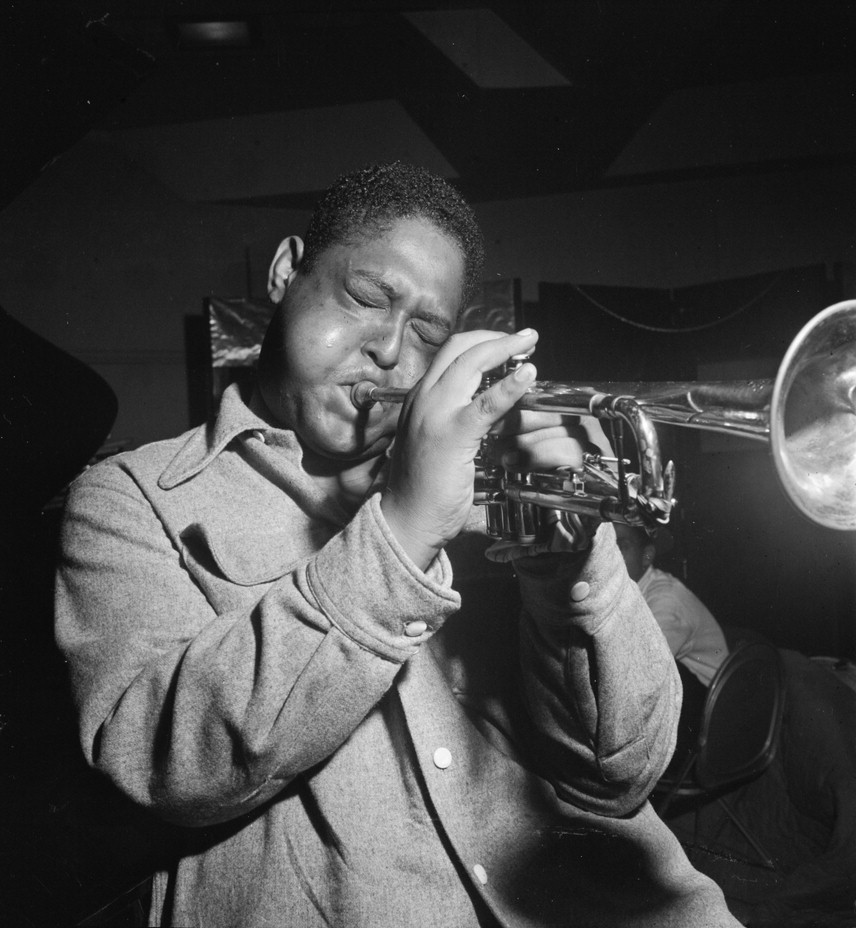
Fats Navarro; † 7. Juli

- 07. Juli: Fats Navarro, US-amerikanischer Jazztrompeter (* 1923)
- 19. Juli: Henri Miro, kanadischer Komponist spanischer Herkunft (* 1879)
- 19. Juli: Karl Thomann, Violinist und Pädagoge (* 1900)
- 20. Juli: Albert Riemenschneider, US-amerikanischer Bachforscher und Musikpädagoge (* 1878)
- 26. Juli: Freddy Gardner, britischer Jazzmusiker und Bandleader (* 1910)
- 26. Juli: Charlie McCoy, US-amerikanischer Blues-Gitarrist, Sänger und Mandolinen-Spieler (* 1909)
- 29. Juli: Gérald Desmarais, kanadischer Sänger und Chorleiter (* 1906)
- 30. Juli: Guilhermina Suggia, portugiesische Cellistin (* 1885)
- 30. Juli: Alfred Wiłkomirski, polnischer Geiger, Bratschist und Musikpädagoge (* 1873)
- 31. Juli: Hans Effenberger, Autor, Komponist, Sänger, Übersetzer (* 1884)
- 01. August: Alvin Burroughs, US-amerikanischer Jazz-Schlagzeuger (* 1911)
- 03. August: Georg Høeberg, dänischer Komponist und Dirigent (* 1872)
- 05. August: Rosa Wladimirowna Tamarkina, russische Pianistin und Hochschullehrerin (* 1920)
- 06. August: Richard van Helvoirt-Pél, niederländischer Opernsänger (* 1873)

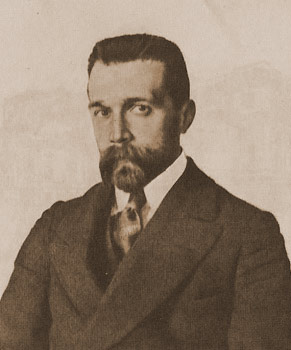
Nikolai Jakowlewitsch Mjaskowski; † 8. August

- 08. August: Nikolai Jakowlewitsch Mjaskowski, russischer Komponist (* 1881)
- 08. August: Saya Tin, birmanischer Musiker und Komponist (* 1894)
- 10. August: Khemchand Prakash, indischer Filmkomponist des Hindi-Films (* 1907)
- 12. August: Otto Storm, österreichischer Operetten-Sänger und Schauspieler (* 1874)
- 18. August: Walter Hubert Weiss, deutscher Jazz- und Bigbandmusiker (* 1910)
- 19. August: Theodor Ritte, deutscher Klavierpädagoge, Komponist und Dirigent (* 1865)
- 24. August: Pierre Chareau, französischer Architekt, Innenarchitekt und Musiker (* 1883)
- 25. August: Dezyderiusz Danczowski, polnischer Cellist und Musikpädagoge (* 1891)

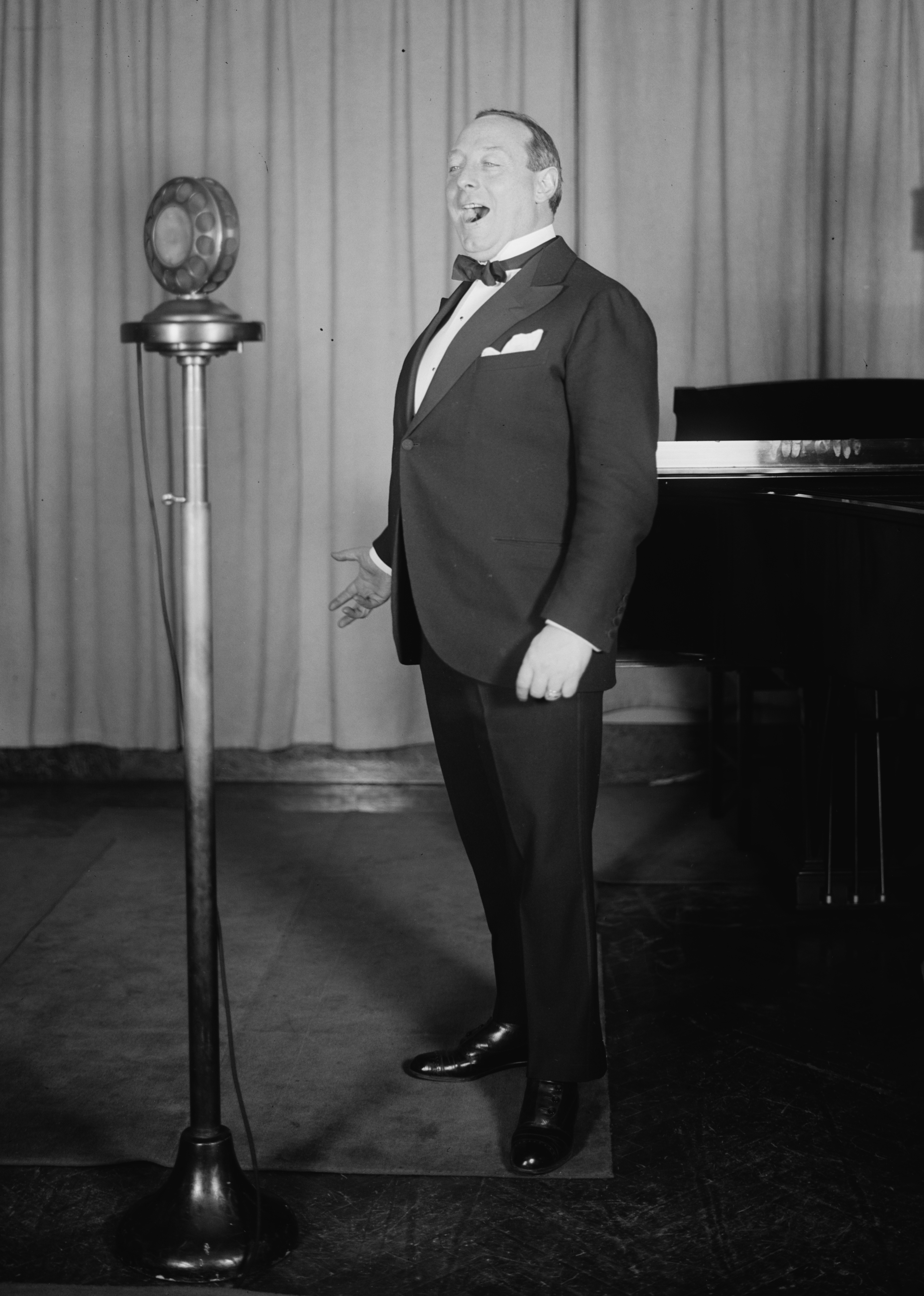
Giuseppi De Luca; † 26. August

- 26. August: Giuseppe de Luca, italienischer Opernsänger (Bariton) und Gesangspädagoge (* 1876)
- 29. August: Albert Michael Koeniger, deutscher Kirchenhistoriker und Kanonist (* 1874)
- 05. September: Al Killian, US-amerikanischer Trompeter des Swing und Jump-Blues (* 1916)
- 08. September: Hanka Ordonówna, polnische Chansonsängerin, Tänzerin und Schauspielerin (* 1902)
- 15. September: Dol Dauber, österreichischer Violinist, Komponist und Orchesterleiter (* 1894)
- 15. September: Vojtěch Říhovský, tschechischer Musiker und Komponist (* 1871)
- 17. September: Louise Modersohn-Breling, deutsche Sängerin und Malerin (* 1883)
- 18. September: Heinrich Breiden, deutscher Flötist und Kammermusiker (* 1893)
- 19. September: Harry P. Guy, US-amerikanischer Komponist und Pianist (* 1870)
- 20. September: Georges Mager, französischer Musiker (* 1885)
- 25. September: Anton Walter, österreichischer Cellist (* 1883)

### Oktober bis Dezember
- 05. Oktober: Hermann Frey, deutscher Schlagertexter (* 1876)
- 05. Oktober: Hermann Schmidt, deutscher Dirigent, Heeresobermusikinspizient und Hochschullehrer (* 1885)
- 05. Oktober: Helen Taylor, US-amerikanische Komponistin, Pianistin und Musikpädagogin (* 1915)
- 08. Oktober: Carl Beines, deutscher Dirigent, Musikpädagoge und Komponist (* 1869)
- 12. Oktober: Josef Pembaur, österreichischer Pianist und Komponist (* 1875)
- 13. Oktober: Henryk Adamus, polnischer Komponist, Dirigent und Cellist (* 1880)
- 14. Oktober: Florence Aylward, britischer Komponist (* 1862)
- 15. Oktober: Clément Doucet, belgischer Pianist (* 1895)
- 20. Oktober: Hedwig Buschmann, deutsche Konzertpianistin, Bildhauerin und Entwerferin von Reformkleidung (* 1872)
- 20. Oktober: Lucien Martin, kanadischer Violinist und Dirigent (* 1908)
- 22. Oktober: Maria Herz, deutsch-jüdische Komponistin und Pianistin (* 1878)
- 23. Oktober: Nat Bonx, US-amerikanischer Liedtexter und Songwriter (* 1900)

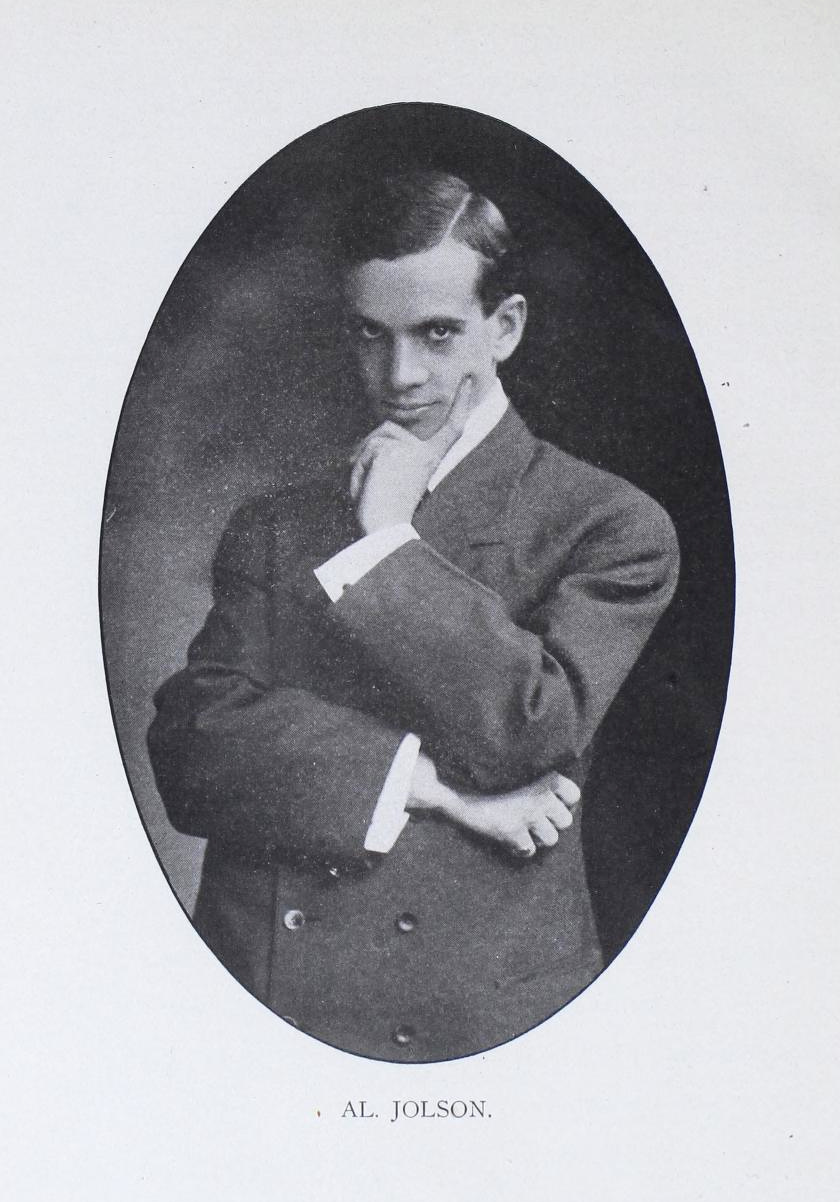
Al Jolson; † 23. Oktober

- 23. Oktober: Al Jolson, US-amerikanischer Sänger und Entertainer (* 1886)
- 26. Oktober: Evelyn Suart, britische Pianistin (* 1881)
- 30. Oktober: Santiago Devin, argentinischer Tangosänger (* 1908)
- 30. Oktober: Reinhold Fritz, deutscher Opernsänger des Stimmfaches Bassbariton (* 1884)
- 02. November: Esy Morales, puerto-ricanischer Musiker (Flöte, Orchesterleitung) (* 1917)
- 02. November: George Bernhard Shaw, irischer Schriftsteller, Theater- und Musikkritiker (* 1856)
- 04. November: Eliseo Grenet, kubanischer Pianist und Komponist (* 1893)
- 04. November: Karl Kämpf, deutscher Komponist (* 1874)
- 05. November: Faiyaz Khan, indischer Sänger klassischer hindustanischer Musik und Komponist (* 1886)
- 07. November: Josef Hassid, polnischer Violinist (* 1923)
- 16. November: Freddy Schweitzer, deutscher Jazzmusiker und Komiker (* 1907)

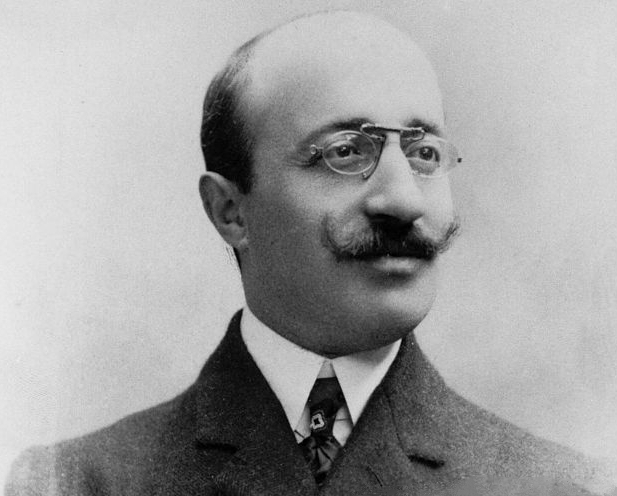
Francesco Cilea; † 20. November

- 20. November: Francesco Cilea, italienischer Komponist und Musiklehrer (* 1866)
- 23. November: Percival Mackey, britischer Pianist, Komponist und Bandleader (* 1894)
- 26. November: Willem Willeke, niederländisch-amerikanischer Cellist, Pianist und Musikpädagoge (* 1879)
- 28. November: Edmund von Hellmer, österreichischer Richter, Musikschriftsteller und Journalist (* 1873)
- 01. Dezember: Ernest John Moeran, britischer Komponist (* 1894)
- 02. Dezember: Adolfo Betti, italienischer Geiger und Musikpädagoge (* 1875)

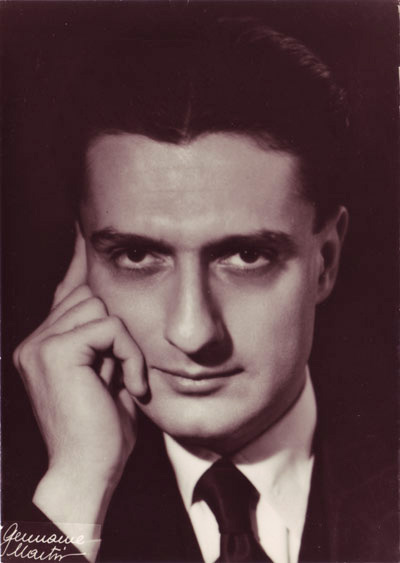
Dinu Lipatti; † 2. Dezember

- 02. Dezember: Dinu Lipatti, rumänischer Pianist und Komponist (* 1917)
- 02. Dezember: Hermann Zenck, deutscher Musikwissenschaftler (* 1898)
- 03. Dezember: Kurt Seifert, deutscher Schauspieler, Sänger und Bühnenregisseur (* 1903)
- 04. Dezember: A'Bing, chinesischer Komponist und Erhu-Spieler (* 1893)
- 04. Dezember: Adolf Trieb, deutscher Lehrer mit Engagement für die rheinhessische Geschichte und das deutsche Liedgut (* 1874)
- 05. Dezember: Ernst Smigelski, deutscher Musikwissenschaftler, Komponist, Musikkritiker, Kapellmeister, Schriftsteller, Ordenspriester und Theologe (* 1881)
- 07. Dezember: Sebastiano Arturo Luciani, italienischer Komponist, Musikwissenschaftler und Filmkritiker (* 1884)
- 10. Dezember: Georg Hann, österreichischer Kammersänger (Bass) (* 1897)
- 13. Dezember: Julius Herner, deutscher Solo-Cellist (* 1866)
- 15. Dezember: Robert Müller-Hartmann, deutscher Komponist, Musikschriftsteller und Musikpädagoge (* 1884)
- 17. Dezember: Caroline Racicot, kanadische Musikpädagogin (* 1862, 1864 oder 1872)

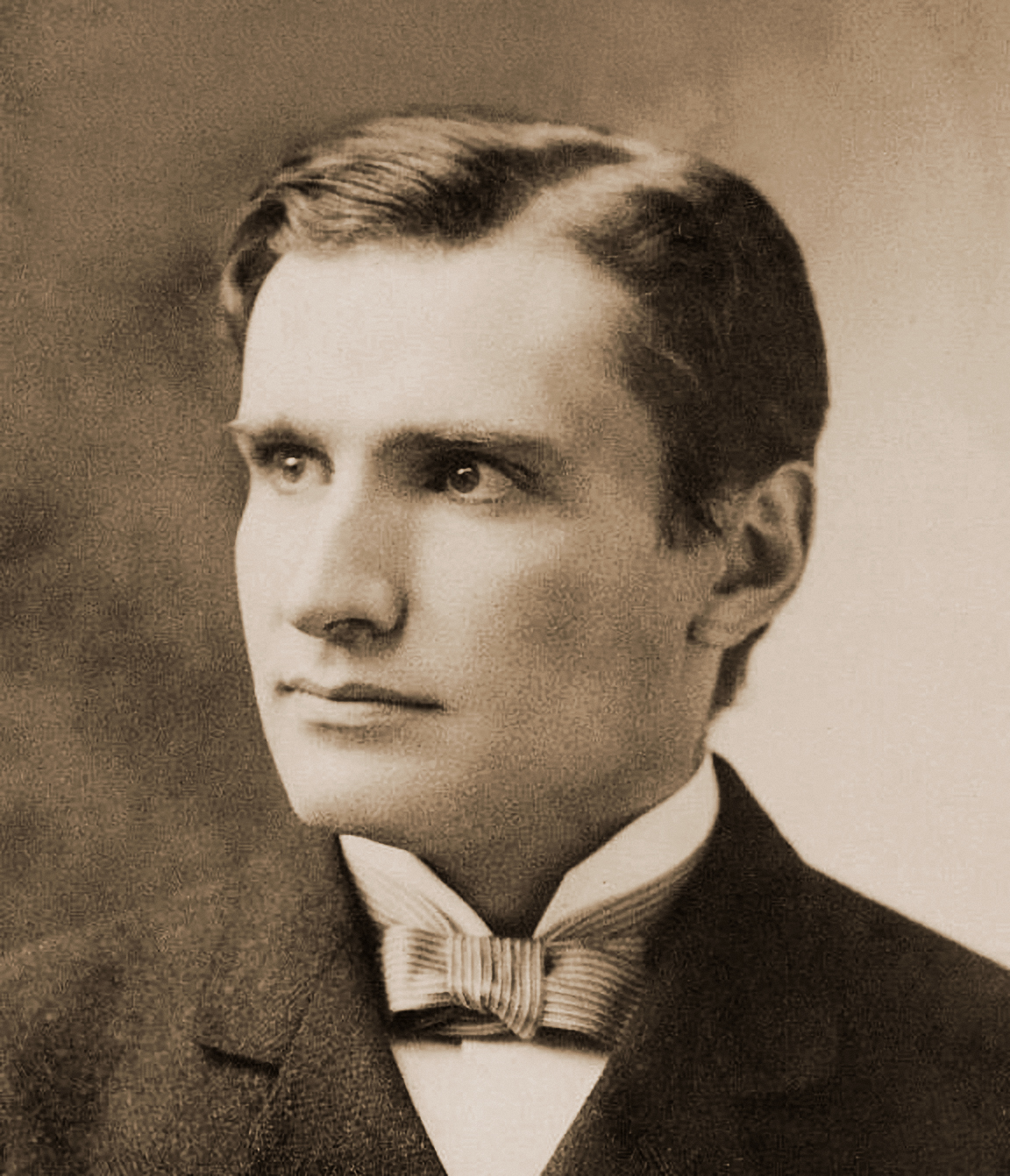
Walter Damrosch; † 22. Dezember

- 22. Dezember: Walter Damrosch, US-amerikanischer Dirigent und Komponist (* 1862)
- 22. Dezember: Julius Weismann, deutscher Komponist (* 1879)
- 23. Dezember: John Rippiner Heath, britischer Violinist und Komponist (* 1887)
- 23. Dezember: Francisco Lomuto, argentinischer Bandleader, Tangopianist und -komponist (* 1898)
- 23. Dezember: Vincenzo Tommasini, italienischer Komponist (* 1878)
- 25. Dezember: Edward d’Evry, britischer Organist und Komponist (* 1869)
- 26. Dezember: Liane de Pougy, französische Ballett-Tänzerin und Schriftstellerin (* 1869)
- 28. Dezember: Georges Jacob, französischer Organist, Improvisateur und Komponist (* 1877)
- 28. Dezember: Charles L. Johnson, US-amerikanischer Komponist (* 1876)
- 29. Dezember: Hermann Spies, deutscher Komponist, Musikforscher und Priester (* 1865)
- 30. Dezember: Albert Weill, deutscher Chorleiter, Chasan und Komponist (* 1867)

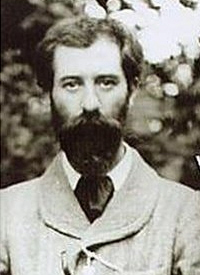
Charles Koechlin; † 31. Dezember

- 31. Dezember: Charles Koechlin, französischer Komponist (* 1867)

### Genaues Todesdatum unbekannt
- Auguste Aramini, französischer Sänger (* um 1875)
- Jaime de Angulo, US-amerikanischer Linguist, Ethnologe und Ethnomusikologe mit spanisch-französischen Wurzeln (* 1887)
- Agnes Bricht-Pyllemann, österreichische Pianistin, Konzertsängerin und Gesangspädagogin (* 1868)
- Héctor J. Díaz, dominikanischer Schriftsteller und Komponist (* 1910)
- Richard Doell, deutscher Musikpädagoge und Kirchenmusiker (* 1893)
- Edouard Espinosa, britischer Tänzer und Choreograf (* 1871)
- Lou Gold, polnisch-US-amerikanischer Komponist, Pianist und Bandleader (* 1885)
- Cenobio Hernandez, mexikanischer Komponist (* 1863)
- Wladimir Metzl, russischer Pianist, Komponist und Musikpädagoge (* 1882)
- Ray Perry, US-amerikanischer Jazzmusiker (Geige, Altsaxophon) (* 1915)
- Bruno C. Schestak, sudetendeutscher Komponist und Dirigent (* 1903)